# Liste der Biografien/Spi
Liste der Biografien |
Portal Biografien |
Personensuche
# |
A |
B |
C |
D |
E |
F |
G |
H |
I |
J |
K |
L |
M |
N |
O |
P |
Q |
R |
S |
T |
U |
V |
W |
X |
Y |
Z |
?
 
Sa |
Sb |
Sc |
Sd |
Se |
Sf |
Sg |
Sh |
Si |
Sj |
Sk |
Sl |
Sm |
Sn |
So |
Sp |
Sq |
Sr |
Ss |
St |
Su |
Sv |
Sw |
Sy |
Sz
 
Spa |
Spe |
Sph |
Spi |
Spl |
Spo |
Spr |
Spu |
Spy
Die Liste der Biografien führt alle Personen auf, die in der deutschsprachigen Wikipedia einen Artikel haben. Dieses ist eine Teilliste mit 1216 Einträgen von Personen, deren Namen mit den Buchstaben „Spi“ beginnt.

## Spi

### Spic
- Spice (* 1982), jamaikanische Dancehall-Sängerin
- Spice 1 (* 1970), US-amerikanischer Rap-Musiker
- Spice, Gordon (1940–2021), britischer Automobilrennfahrer und Rennwagenkonstrukteur
- Spice, Richie (* 1971), jamaikanischer Reggae-Musiker
- Spicer Simson, Geoffrey Basil (1876–1947), britischer Seemann und Afrikaforscher, Hydrograph
- Spicer Simson, Theodore (1871–1959), britisch-US-amerikanischer Maler und Bildhauer
- Spicer, Angelina (* 1981), US-amerikanische Schauspielerin und Stand-up-Comedian
- Spicer, Dorothy (1908–1946), britische Fliegerin und Luftfahrtingenieurin
- Spicer, Eddie (1922–2004), englischer Fußballspieler
- Spicer, Jack (1925–1965), US-amerikanischer Lyriker und Linguist
- Spicer, James (1925–2015), britischer Politiker (Conservative Party), Mitglied des House of Commons
- Spicer, Michael, Baron Spicer (1943–2019), britischer Politiker, Mitglied des House of Commons, Journalist und Buchautor
- Spicer, Sean (* 1971), US-amerikanischer Politiker (Republikanische Partei)Sean Spicer (* 1971)

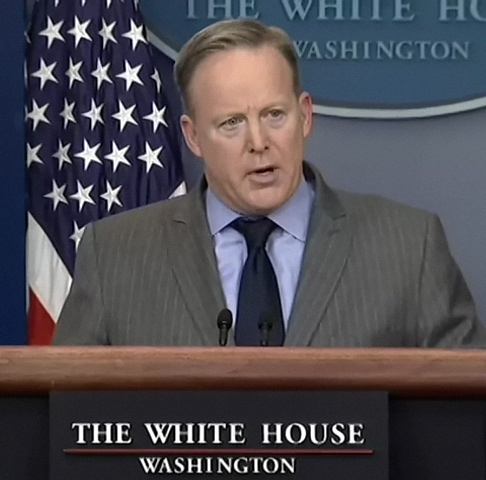
Sean Spicer (* 1971)

- Spicer, Tyrese (* 2000), trinidadischer Fußballspieler
- Spicer, William A. (1865–1952), Geistlicher der Siebenten-Tags-Adventisten
- Spicer, William E. (1929–2004), US-amerikanischer Physiker und Hochschullehrer
- Spicher, August (1914–1979), Schweizer Geologe, Mineraloge, Kartograph und Redakteur
- Spicher, Stephan (* 1950), Schweizer Künstler
- Spicher, Wilhelm (1898–1987), deutscher Politiker (KPD), MdR, MdL
- Spichiger, Rodolphe (* 1946), Schweizer Botaniker
- Spichtig, Alois (1927–2014), Schweizer Grafiker und Bildhauer
- Spichtig, Louis (1866–1936), Schweizer Politiker
- Spichtinger, Josef (1926–1996), deutscher Kommunalpolitiker
- Spicius Cerialis, Quintus, römischer Senator
- Spick, Lee (1980–2015), englischer Snookerspieler
- Spick, Sandra (* 1989), österreichische Moderatorin, YouTuberin und Schauspielerin
- Špička, Denis (* 1988), tschechischer Bahnradsportler
- Spickenagel, Karl-Heinz (1932–2012), deutscher Fußballtorhüter
- Spickendorff, Paul (* 1857), deutscher Jurist und Landrat
- Spickenreuther, Werner (1930–2015), deutscher Lehrer und Heimatforscher
- Spicker, Friedemann (* 1946), deutscher Literaturwissenschaftler und Aphoristiker
- Spicker, Gideon (1840–1912), deutscher Religionsphilosoph
- Spicker, Heiner (1931–2020), deutscher Gambist und Hochschullehrer
- Spicker, Julia, österreichische Mode- und Portraitfotografin
- Spicker-Beck, Monika (* 1959), deutsche Autorin und Historikerin
- Spickermann, Ferdinand (1812–1880), Berliner Arzt und Grundbesitzer
- Spickermann, Josef (1870–1947), deutscher Politiker (DVP) und Abgeordneter der deutschen Minderheit im Sejm in Polen
- Spickermann, Wolfgang (* 1959), deutscher Althistoriker
- Spickernagel, Ellen (* 1941), deutsche Kunsthistorikerin
- Spickernagel, Wilhelm (1890–1928), deutscher Journalist, Schriftsteller und Politiker
- Spickhoff, Andreas (* 1962), deutscher Rechtswissenschaftler und Hochschullehrer
- Spickhoff, Georg (1872–1959), deutscher Schulrektor und Heimatforscher
- Spickschen, Erich (1897–1957), deutscher Politiker (NSDAP), MdR
- Spickschen, Lisa (* 1983), deutsche Schauspielerin
- Spicq, Ceslas (1901–1992), französischer römisch-katholischer Geistlicher und Hochschullehrer
- Spiculus († 68), Angehöriger der germanischen kaiserlichen Leibwache (Germani corporis custodes)

### Spid
- Spidi (1966–2018), Schweizer Clown
- Špidla, Vladimír (* 1951), tschechischer Politiker, Mitglied des Abgeordnetenhauses und EU-Kommissar
- Špidlík, Tomáš (1919–2010), tschechischer Theologe, Kardinal der katholischen Kirche

### Spie

#### Spiec
- Spiech, Stephan (1922–2009), ukrainisch-deutscher Opernsänger, Notengraphiker und Komponist
- Spiecker genannt Döhmann, Indra (* 1970), deutsche Rechtswissenschaftlerin und HochschullehrerinIndra Spiecker genannt Döhmann (* 1970)

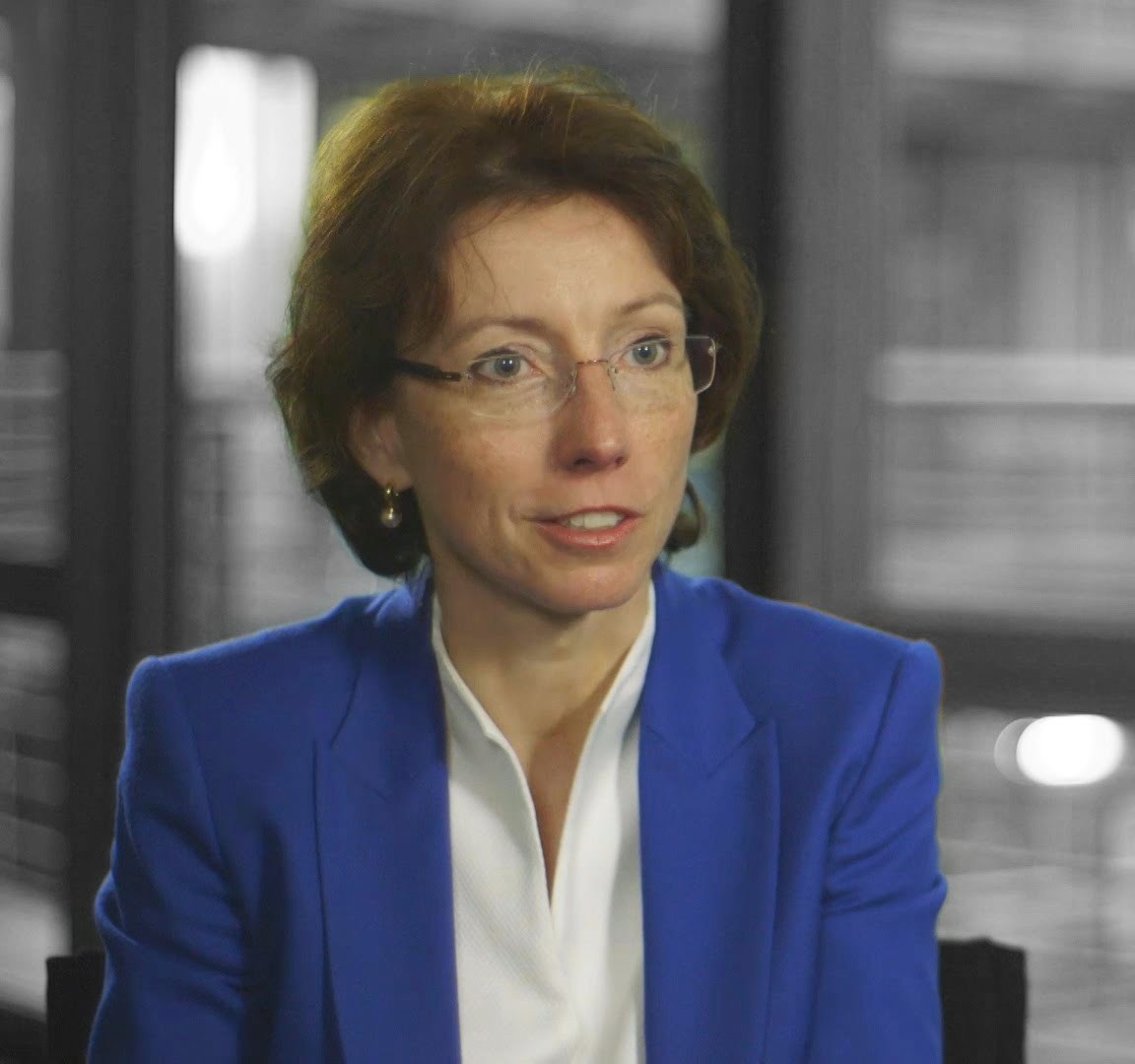
Indra Spiecker genannt Döhmann (* 1970)

- Spiecker, Carl (1888–1953), deutscher Journalist und Politiker (Zentrum, CDU), MdL
- Spiecker, Frank Xaver (1890–1945), deutsch-US-amerikanischer Literaturwissenschaftler und Übersetzer
- Spiecker, Friederike (* 1967), deutsche Volkswirtin und Autorin
- Spiecker, Friedrich Albert (1854–1936), deutscher Unternehmer und protestantischer Verbandsfunktionär
- Spiecker, Hans (1891–1968), deutscher Politiker (CDU), MdL
- Spiecker, Heinrich (* 1947), deutscher Forstwirtschaftler
- Spiecker, Johannes (1856–1920), deutscher evangelischer Missionar
- Spiecker, Kyrilla (1916–2008), deutsche Benediktinerin, Künstlerin und Autorin
- Spiecker, Oliver (* 1951), deutscher Autor, Journalist, Liedtexter und Programmentwickler
- Spiecker, Rainer (* 1961), deutscher Politiker (CDU), MdL
- Spiecker, Rochus (1921–1968), deutscher Ordensgeistlicher, Publizist und Theologe
- Spieckermann, Hermann (* 1950), deutscher evangelischer Theologe
- Spieckermann, Ingrid (* 1951), deutsche evangelische Theologin

#### Spieg
- Spiegel von und zu Peckelsheim, Carl (1808–1886), deutscher Verwaltungsbeamter, Rittergutsbesitzer und Parlamentarier
- Spiegel von und zu Peckelsheim, Edgar von (1885–1965), deutscher U-Boot-Kommandant im Ersten Weltkrieg, Generalkonsul von New Orleans und Marseille im Zweiten Weltkrieg und Schriftsteller
- Spiegel von und zu Peckelsheim, Raban (1841–1906), westfälischer Rittergutsbesitzer, Verwaltungsbeamter und Parlamentarier
- Spiegel zu Peckelsheim, Adolf von (1809–1872), deutscher Gutsbesitzer und preußischer Landrat
- Spiegel zu Peckelsheim, Joseph von (1878–1949), deutscher Landrat des Kreises Warburg (1933–1943)
- Spiegel zu Peckelsheim, Raban Heinrich von (1697–1745), Domherr und Domkustos in Naumburg, Erbmarschall in Paderborn
- Spiegel zum Desenberg und Canstein, Goswin Anton von (1712–1793), Subdiakon und Domherr in verschiedenen Bistümern
- Spiegel zum Desenberg, Carl Ludwig von (1689–1742), Generalleutnant
- Spiegel zum Desenberg, Friedrich Wilhelm von (1775–1807), Berghauptmann im Herzogtum Westfalen
- Spiegel zum Desenberg, Ludolf von, Sohn von Gerhard II. von Spiegel zum Desenberg und Agnes von Schönenberg
- Spiegel zum Desenberg, Philipp von (1715–1776), Fürstabt von Corvey
- Spiegel, Adolf (1856–1938), deutscher Chemiker
- Spiegel, Adriaan van de (1578–1625), flämischer Anatom, Chirurg und Botaniker
- Spiegel, Albert (* 1940), deutscher Diplomat
- Spiegel, Alfons (1928–2004), deutscher Journalist und Sportchef beim ZDF
- Spiegel, Anne (* 1980), deutsche Politikerin (Bündnis 90/Die Grünen), MdLAnne Spiegel (* 1980)

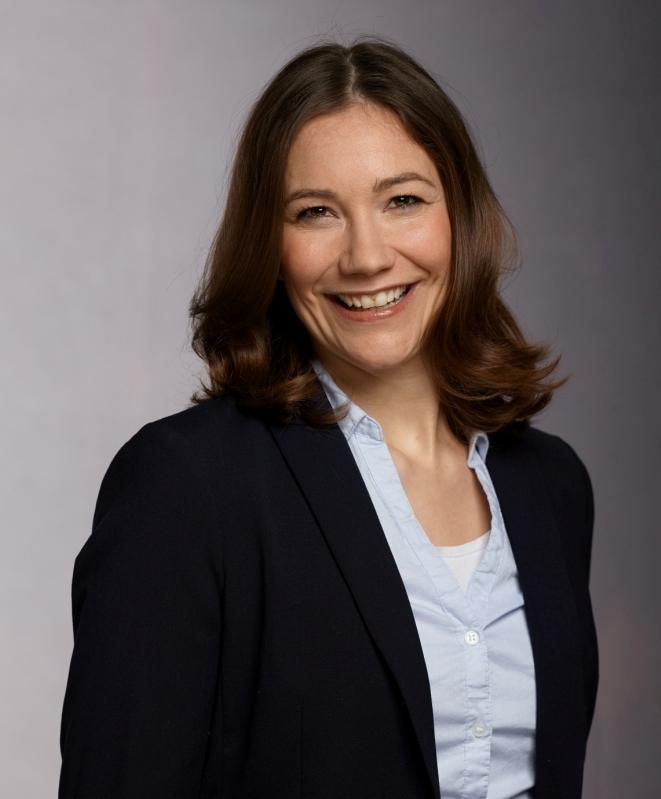
Anne Spiegel (* 1980)

- Spiegel, Bernhard (1826–1895), deutscher evangelischer Theologe, Superintendent und Kirchenhistoriker
- Spiegel, Bernt (1926–2025), deutscher Psychologe und Marktforscher sowie Spezialist für Motorradfahren
- Spiegel, Carmen (* 1956), deutsche Sprachwissenschaftlerin
- Spiegel, Dennis, US-amerikanischer Autor von Filmmusik
- Spiegel, Egon (* 1952), deutscher römisch-katholischer Theologe
- Spiegel, Erasmus († 1551), kursächsischer Hofmarschall
- Spiegel, Erich (1919–1984), deutscher Politiker, Bürgermeister von Stettin
- Spiegel, Erika (1925–2017), deutsche Sozialwissenschaftlerin und Stadtsoziologin
- Spiegel, Ernest Adolf (1895–1985), US-amerikanischer Neurologe
- Spiegel, Ernst Ludwig von (1711–1785), deutscher Rittergutsbesitzer und Domherr zu Halberstadt
- Spiegel, Evan (* 1990), US-amerikanischer Internet-UnternehmerEvan Spiegel (* 1990)

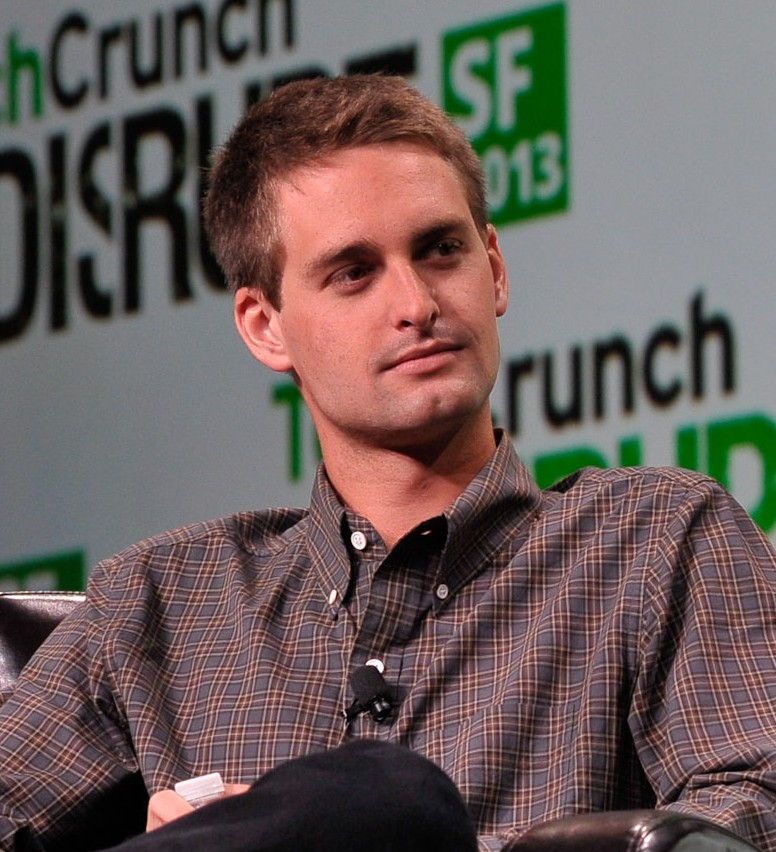
Evan Spiegel (* 1990)

- Spiegel, Fedor von (* 1845), deutscher Rittergutsbesitzer und Politiker, MdR
- Spiegel, Ferdinand (1879–1950), deutscher Maler, Grafiker und Illustrator
- Spiegel, Ferdinand August von (1764–1835), Erzbischof des Erzbistums Köln
- Spiegel, Franz Wilhelm von (1752–1815), westfälischer Adeliger
- Spiegel, Friedrich (1820–1905), deutscher Orientalist, Iranist und Kenner des Zendavesta
- Spiegel, Friedrich Ernst von (1770–1817), Ritter des Deutschen Ordens
- Spiegel, Gabrielle (* 1943), amerikanische Mediävistin
- Spiegel, Georg (1895–1960), deutscher Politiker (SPD/SED), Widerstandskämpfer
- Spiegel, Hans (1893–1966), deutscher Maler
- Spiegel, Hans (1893–1987), deutscher Architekt, Hochschullehrer und Burgenforscher
- Spiegel, Harry (1910–2000), österreichisches Mitglied der Internationalen Brigaden und der Résistance
- Spiegel, Helmut (1932–2014), deutscher Autor und Redakteur
- Spiegel, Hendrik Laurenszoon (1549–1612), niederländischer Dichter und Humanist
- Spiegel, Hermann, deutscher Radrennfahrer
- Spiegel, Hieronymus (1699–1779), deutscher Orgelbauer
- Spiegel, Hiltrud von (1951–2019), deutsche Sozialpädagogin und Hochschullehrerin
- Spiegel, Hubert (* 1962), deutscher Journalist und Literaturwissenschaftler
- Spiegel, Hugo (1905–1987), deutscher Viehhändler, Vater von Paul Spiegel, dem späteren Präsidenten des Zentralrats der Juden in Deutschland
- Spiegel, Jakob (* 1483), kaiserlicher Sekretär, Humanist und Rechtswissenschaftler
- Spiegel, Jeremias (1589–1637), deutscher lutherischer Theologe und Rhetoriker
- Spiegel, Joachim (1911–1989), deutscher Ägyptologe
- Spiegel, Josef (1901–1984), deutscher Heimatforscher und Museumsleiter
- Spiegel, Josef F. (1927–2007), deutscher Theologe, Diakon und Autor
- Spiegel, Julius Hans (1891–1974), deutscher Tänzer und Maler
- Spiegel, Jürgen (* 1972), deutscher Schlagzeuger und MusikproduzentJürgen Spiegel (* 1972)

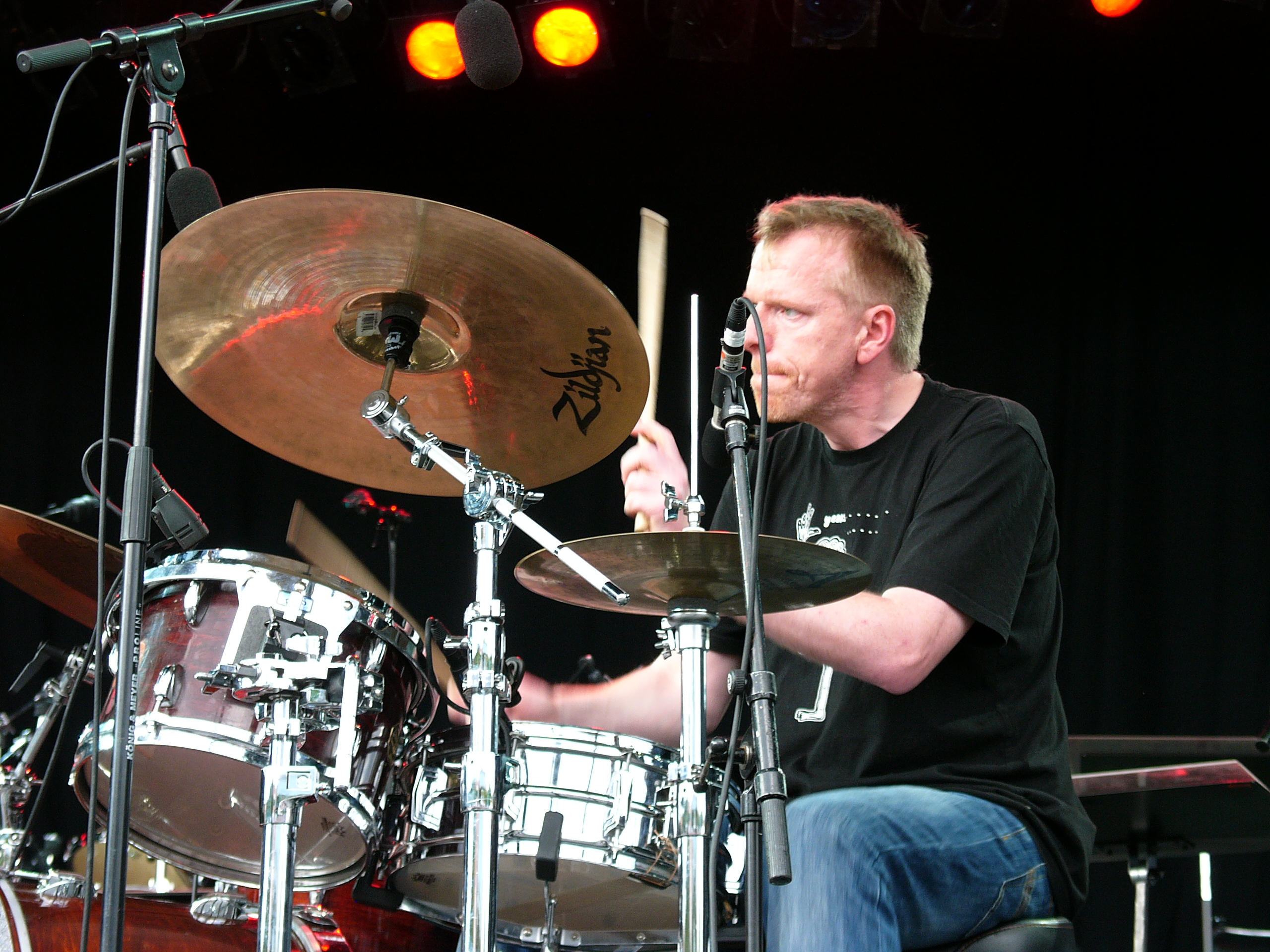
Jürgen Spiegel (* 1972)

- Spiegel, Karl (1863–1920), deutscher Lehrer und Märchensammler
- Spiegel, Karl (1868–1932), deutscher Gewerkschafter und Politiker (SPD), MdR
- Spiegel, Käthe (* 1898), österreichisch-tschechoslowakische Historikerin
- Spiegel, Laurie (* 1945), US-amerikanische Komponistin
- Spiegel, Leopold († 1730), deutscher Orgelbauer in Prag
- Spiegel, Luca (* 2004), deutscher Radrennfahrer
- Spiegel, Ludwig (1864–1926), Jurist und Hochschullehrer
- Spiegel, Magda (* 1887), deutsche Opernsängerin
- Spiegel, Marga (1912–2014), deutsche Holocaustüberlebende
- Spiegel, Maria Anna Benedicta von (1874–1950), Äbtissin der Benediktinerinnenabtei St. Walburg in Eichstätt
- Spiegel, Maria Aurora, Pflegetochter der Gräfin Aurora von Königsmarck
- Spiegel, Mark (* 1960), US-amerikanischer Wirtschaftswissenschaftler
- Spiegel, Markus (* 1952), österreichischer Musikproduzent
- Spiegel, Murray R. (1923–1991), US-amerikanischer Mathematiker
- Spiegel, Paul (1937–2006), deutscher Journalist, Unternehmer und Präsident des Zentralrats der Juden in DeutschlandPaul Spiegel (1937–2006)

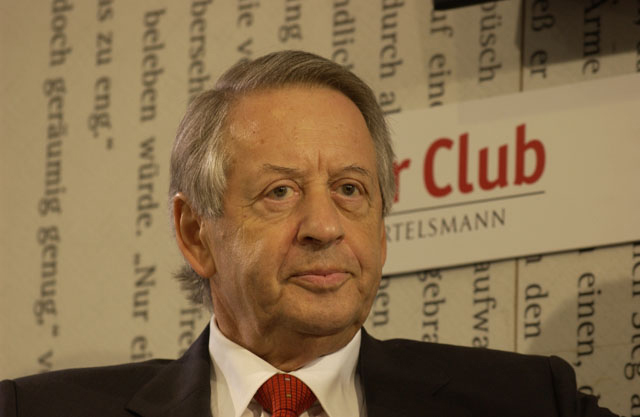
Paul Spiegel (1937–2006)

- Spiegel, Peter (* 1953), deutscher Sachbuchautor und Unternehmensgründer
- Spiegel, Petra, deutsche Sängerin und Musikerin
- Spiegel, Pirmin (* 1957), deutscher Geistlicher, Entwicklungshelfer, Hauptgeschäftsführer und Vorstandsvorsitzender von Misereor
- Spiegel, Raphael (* 1992), Schweizer Fussballspieler
- Spiegel, Renia (1924–1942), polnisch-jüdisches Mädchen, Tagebuchautorin, Opfer des Holocaust
- Spiegel, Roland (* 1960), deutscher Musikjournalist, Buchautor und Redakteur beim Bayerischen Rundfunk
- Spiegel, Russ (* 1962), US-amerikanischer Jazzgitarrist
- Spiegel, Sam (1901–1985), austroamerikanischer FilmproduzentSam Spiegel (1901–1985)

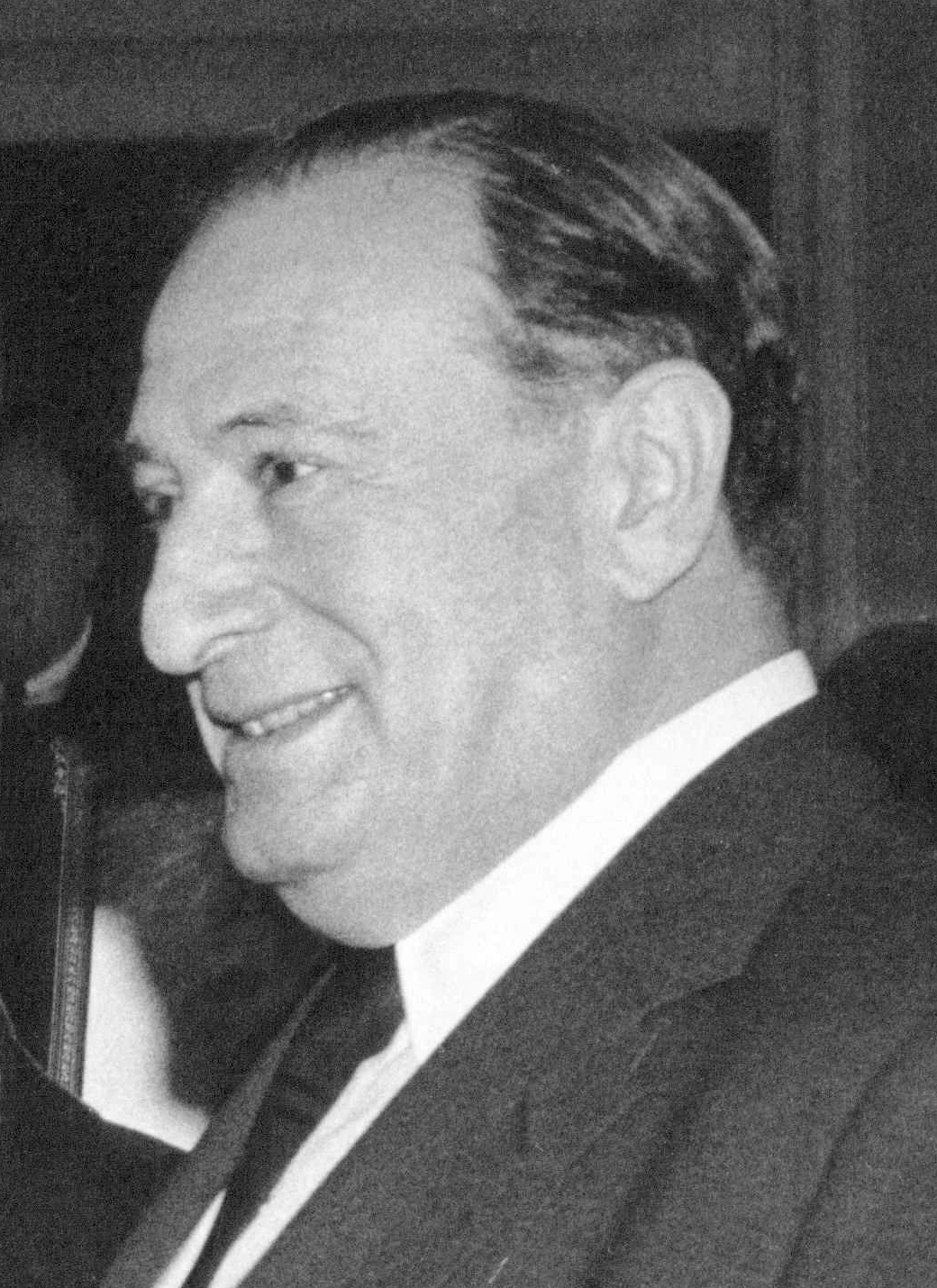
Sam Spiegel (1901–1985)

- Spiegel, Scott (* 1957), US-amerikanischer Drehbuchautor, Regisseur, Produzent und Schauspieler
- Spiegel, Simon (* 1977), Schweizer Filmwissenschaftler
- Spiegel, Theodor Hermann von (1712–1779), Landdrost des Herzogtums Westfalen
- Spiegel, Tilly (1906–1988), österreichische Autorin, Widerstandskämpferin gegen den Nationalsozialismus und NS-Forscherin
- Spiegel, Volker (* 1963), deutscher Volleyballtrainer
- Spiegel, Werner Adolf Heinrich von (1754–1828), Rittergutsbesitzer und Domherr zu Halberstadt
- Spiegel, Werner Friedrich Julius Stephan von (1802–1877), Rittergutsbesitzer und Domherr zu Halberstadt
- Spiegel, Wilhelm (1876–1933), deutscher Rechtsanwalt und Politiker (SPD)
- Spiegel, Yorick (1935–2010), deutscher evangelischer Theologe
- Spiegel-Adolf, Mona (1893–1983), österreichisch-US-amerikanische Pathologin und Chemikerin
- Spiegel-Behnke, Cornelia (* 1971), deutsche Geowissenschaftlerin
- Spiegel-Borlinghausen, Adolph von (1792–1852), westfälischer und preußischer Offizier und Beamter
- Spiegel-Hage, Bella van der (* 1948), niederländische Radrennfahrerin
- Spiegel-Schmidt, Friedrich (1912–2016), deutscher Theologe
- Spiegelberg, Eduard (1837–1910), deutscher Bankier und Stifter in Hannover
- Spiegelberg, Erwin (1901–1938), deutscher Chemiker
- Spiegelberg, Friedrich A. (1891–1975), deutscher Jurist und Privatbankier
- Spiegelberg, Georg (1848–1913), deutscher Bankier, Kunstsammler und Namensgeber der Stiftung Kommerzienrat Georg Spiegelberg
- Spiegelberg, Herbert (1904–1990), US-amerikanischer Philosoph
- Spiegelberg, Johann Christian (1682–1732), deutscher Theaterschauspieler und -leiter
- Spiegelberg, Julius (1833–1897), deutscher Unternehmer und Industrieller
- Spiegelberg, Küngold von, eidgenössische Adlige
- Spiegelberg, Lothar (* 1939), deutscher Radrennfahrer
- Spiegelberg, Marcus (* 1992), deutscher Politiker (AfD, parteilos), MdL
- Spiegelberg, Martin (1955–2020), deutscher Autor (Kriminalliteratur) und Jazzmusiker
- Spiegelberg, Moritz von († 1483), deutscher Geistlicher
- Spiegelberg, Nikolaus von (1790–1866), österreichischer Kavallerie-General
- Spiegelberg, Otto (1830–1881), deutscher Gynäkologe und Hochschullehrer
- Spiegelberg, Ulrich (1956–2018), deutscher Kinderarzt und Heimatforscher
- Spiegelberg, Wilhelm (1870–1930), deutscher Ägyptologe
- Spiegelburg, Richard (* 1977), deutscher Leichtathlet
- Spiegelburg, Silke (* 1986), deutsche StabhochspringerinSilke Spiegelburg (* 1986)

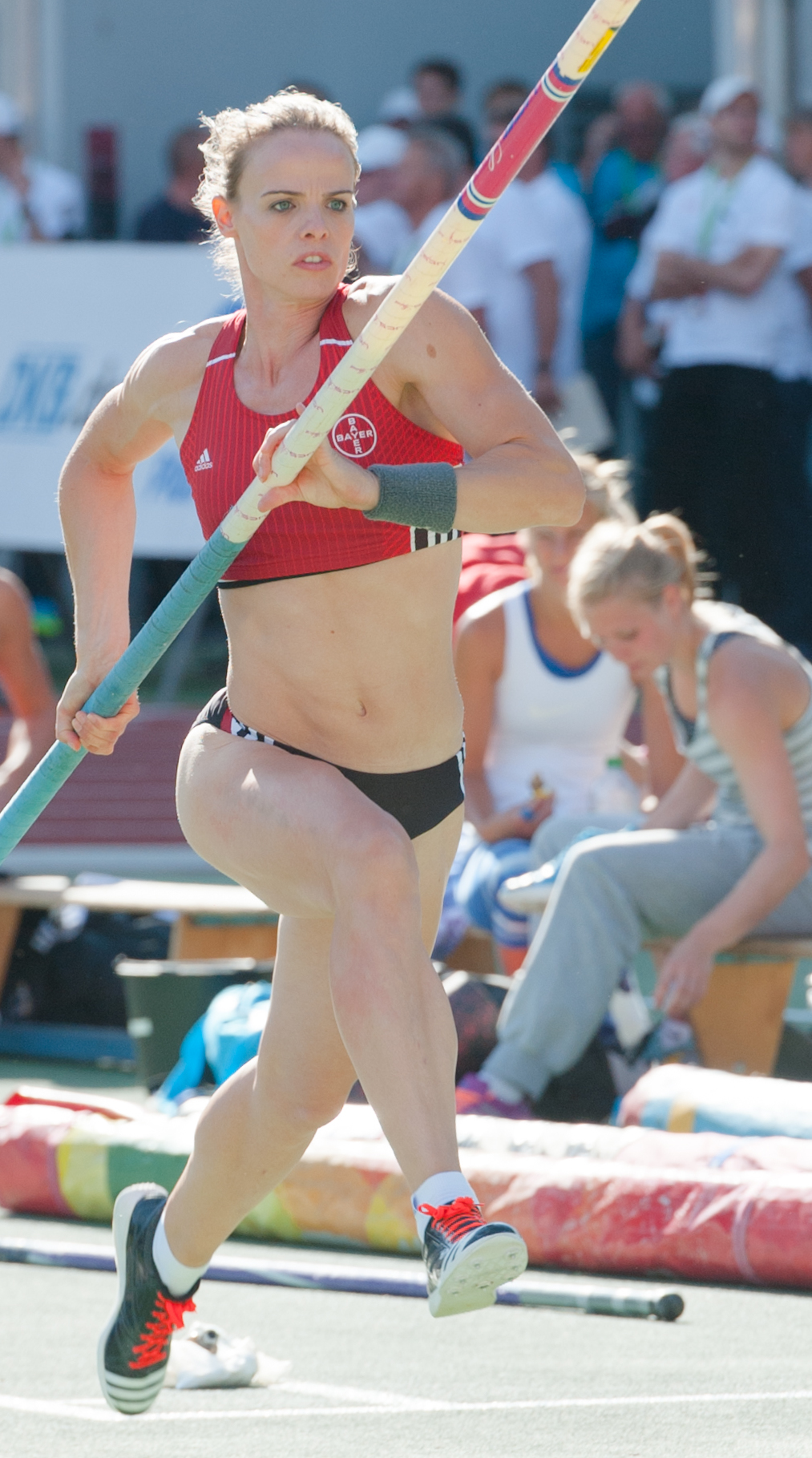
Silke Spiegelburg (* 1986)

- Spiegeler Castañeda, Aída (* 1994), deutsche Politikerin (CDU, Tierschutzpartei)
- Spiegelfeld, Franz von (1802–1885), österreichischer Beamter und Statthalter
- Spiegelfeld, Giorgio (* 1981), österreichischer Schauspieler
- Spiegelfeld, Johann-Philipp (* 1980), österreichischer Fernsehmoderator, Historiker und Pilot
- Spiegelfeld, Markus von (1858–1943), Statthalter von Tirol und Vorarlberg
- Spiegelfeld-Schneeburg, Georg (* 1957), österreichischer Politiker (ÖVP), Mitglied des Bundesrates
- Spiegelhalder, Oskar (1864–1925), Uhrenfabrikant und Sammler, Heimatforscher
- Spiegelhalter, Franz (1899–1988), deutscher Holzbildhauer
- Spiegelhauer, Elfriede (1934–2013), deutsche Skilangläuferin
- Spiegelman, Art (* 1948), US-amerikanischer Cartoonist, Comicautor und Schriftsteller
- Spiegelman, Bruce M. (* 1952), US-amerikanischer Zellbiologe an der Harvard Medical School
- Spiegelman, Joel (1933–2023), US-amerikanischer Komponist
- Spiegelman, Nadja (* 1987), US-amerikanische Schriftstellerin
- Spiegelman, Sol (1914–1983), US-amerikanischer Molekularbiologe
- Spiegl, Fritz (1926–2003), britischer Komponist, Schriftsteller und Journalist
- Spiegl, Marco (* 1998), österreichischer Schlagersänger
- Spiegl, Walter (* 1934), deutscher Autor, Übersetzer und Herausgeber von Kriminal- und Science-Fiction-Literatur
- Spiegler, Eduard (1860–1908), österreichischer Dermatologe
- Spiegler, Eugen (* 1881), österreichischer Geher
- Spiegler, Franz Joseph (1691–1757), süddeutscher Barockmaler
- Spiegler, Gottfried (1891–1970), österreichischer Medizinphysiker
- Spiegler, Hans Jacob, württembergischer Maler
- Spiegler, Marc (* 1968), amerikanisch-französischer Kunstjournalist und Kolumnist
- Spiegler, Mark, US-amerikanischer FilmagentMark Spiegler

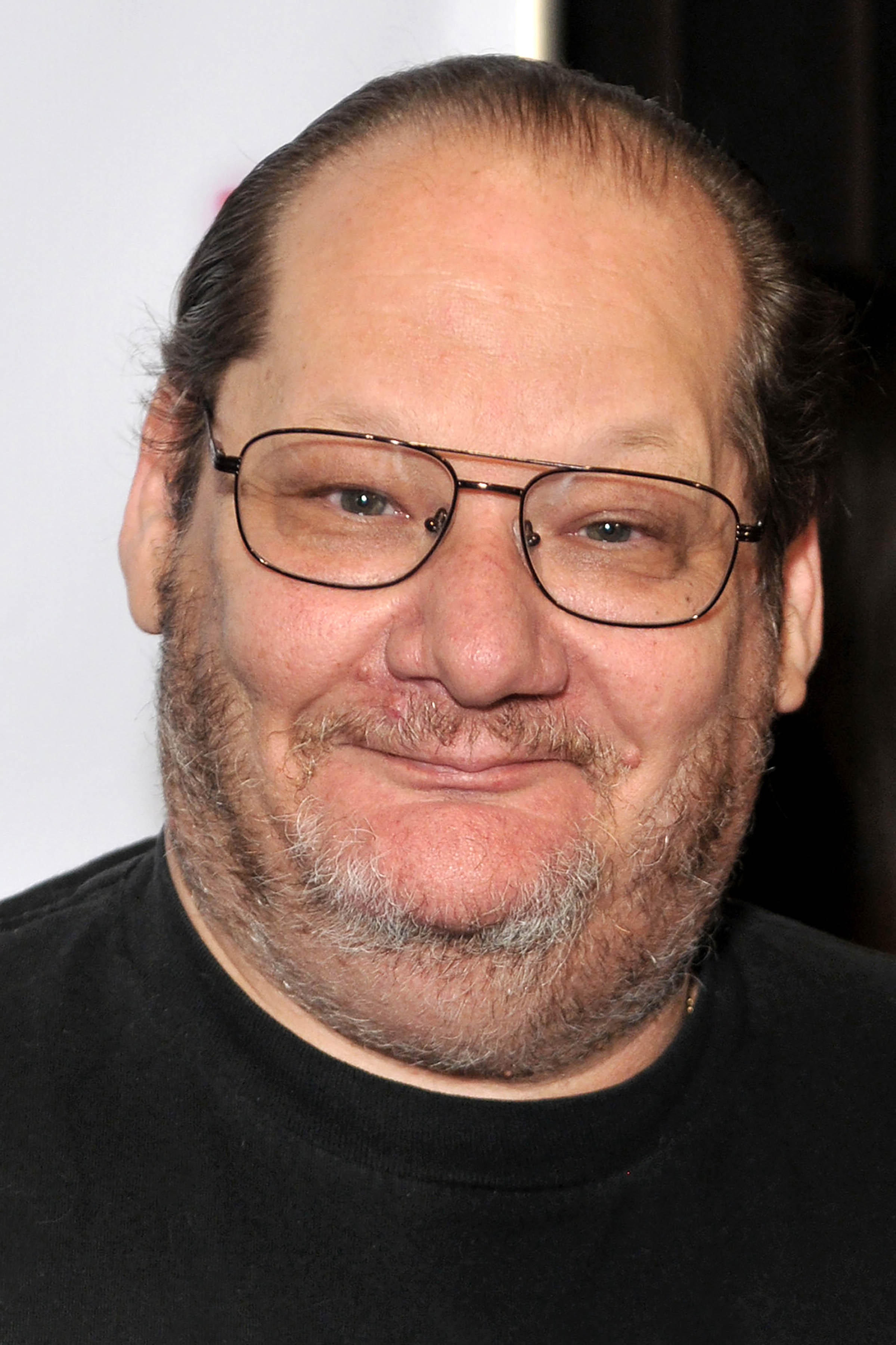
Mark Spiegler

- Spiegler, Mordechai (* 1944), israelischer Fußballspieler und -trainer
- Spiegler, Ralph (* 1961), deutscher Jurist und Kommunalpolitiker (SPD)

#### Spieh
- Spiehler, Anton (1795–1867), deutscher katholischer Priester, Bischofssekretät, Domkapitular
- Spiehler, Anton (1848–1891), deutscher Alpinist
- Spiehs, David (* 1974), österreichischer Filmproduzent
- Spiehs, Karl (1931–2022), österreichischer Filmproduzent

#### Spiek
- Spiekenheuer, Hubert (1928–2024), deutscher Politiker (CSU)
- Spieker, Anton (1880–1941), deutscher römisch-katholischer Geistlicher und Märtyrer
- Spieker, Anton (* 1989), deutscher SchauspielerAnton Spieker (* 1989)

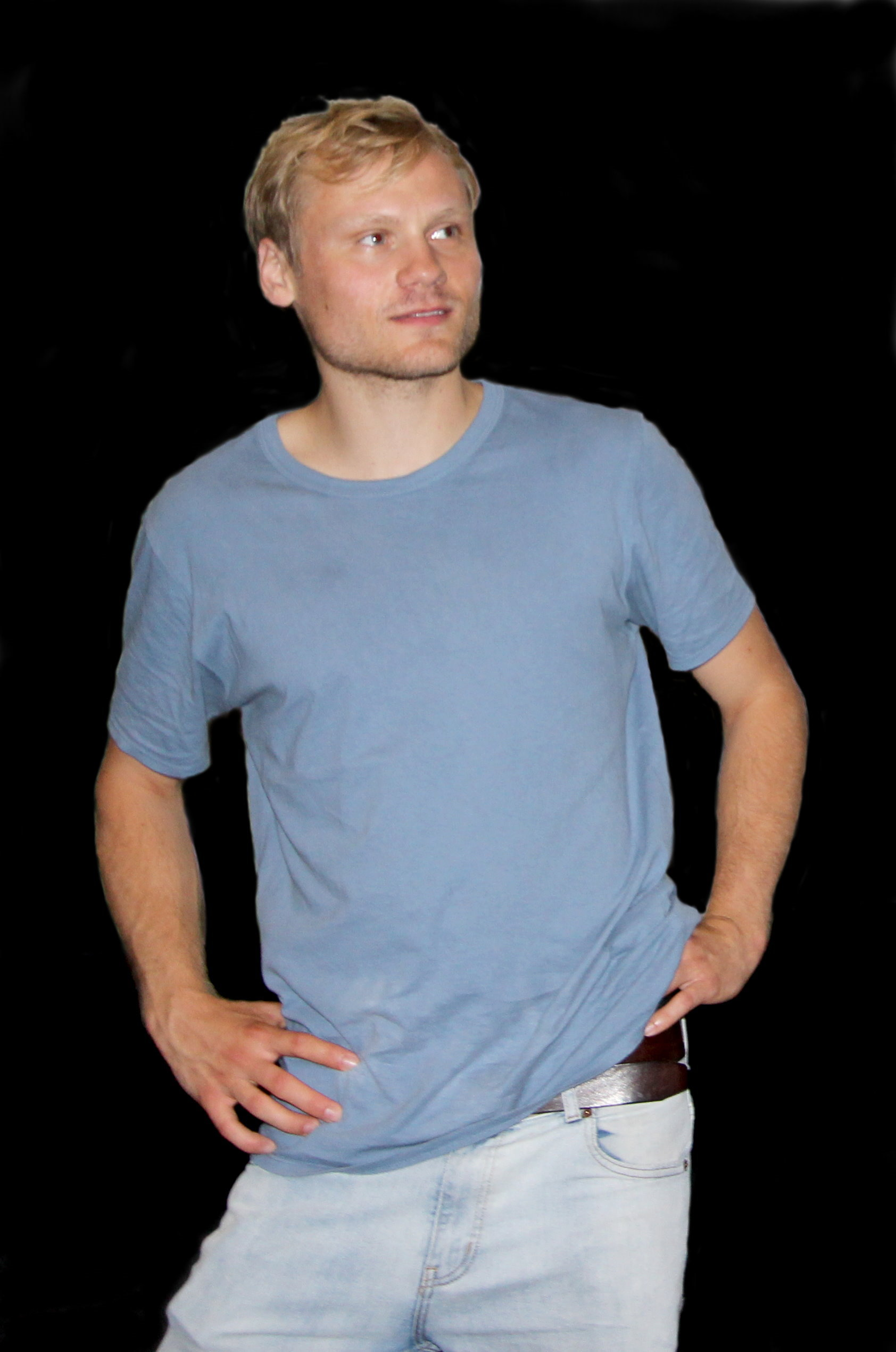
Anton Spieker (* 1989)

- Spieker, Arkadius Maria Wilhelm (1910–1945), deutscher katholischer Ordensbruder
- Spieker, Christian Wilhelm (1780–1858), deutscher Schriftsteller
- Spieker, Christoph (* 1956), deutscher Historiker und Leiter des Geschichtsortes Villa ten Hompel
- Spieker, Franz-Josef (1933–1978), deutscher Filmemacher
- Spieker, Helmut (1933–2014), deutscher Architekt und Hochschullehrer
- Spieker, Ira (* 1961), deutsche Anthropologin, Ethnologin und Hochschullehrerin
- Spieker, Jan (1782–1828), deutscher umherziehender Händler (Kiepenkerl), dessen Leiche 1978 als Moorleiche wiederentdeckt wurde
- Spieker, Johann (1756–1825), deutscher Pfarrer und reformierter Theologe
- Spieker, Johannes (1860–1914), deutscher römisch-katholischer Priester und Gymnasialprofessor; erster Direktor des Mariengymnasiums Werl
- Spieker, Manfred (* 1943), deutscher Sozialwissenschaftler und Hochschullehrer
- Spieker, Maria (* 1951), deutsche Malerin und Politikerin (Grüne), MdBB
- Spieker, Markus (* 1970), deutscher Autor, Journalist und promovierter HistorikerMarkus Spieker (* 1970)

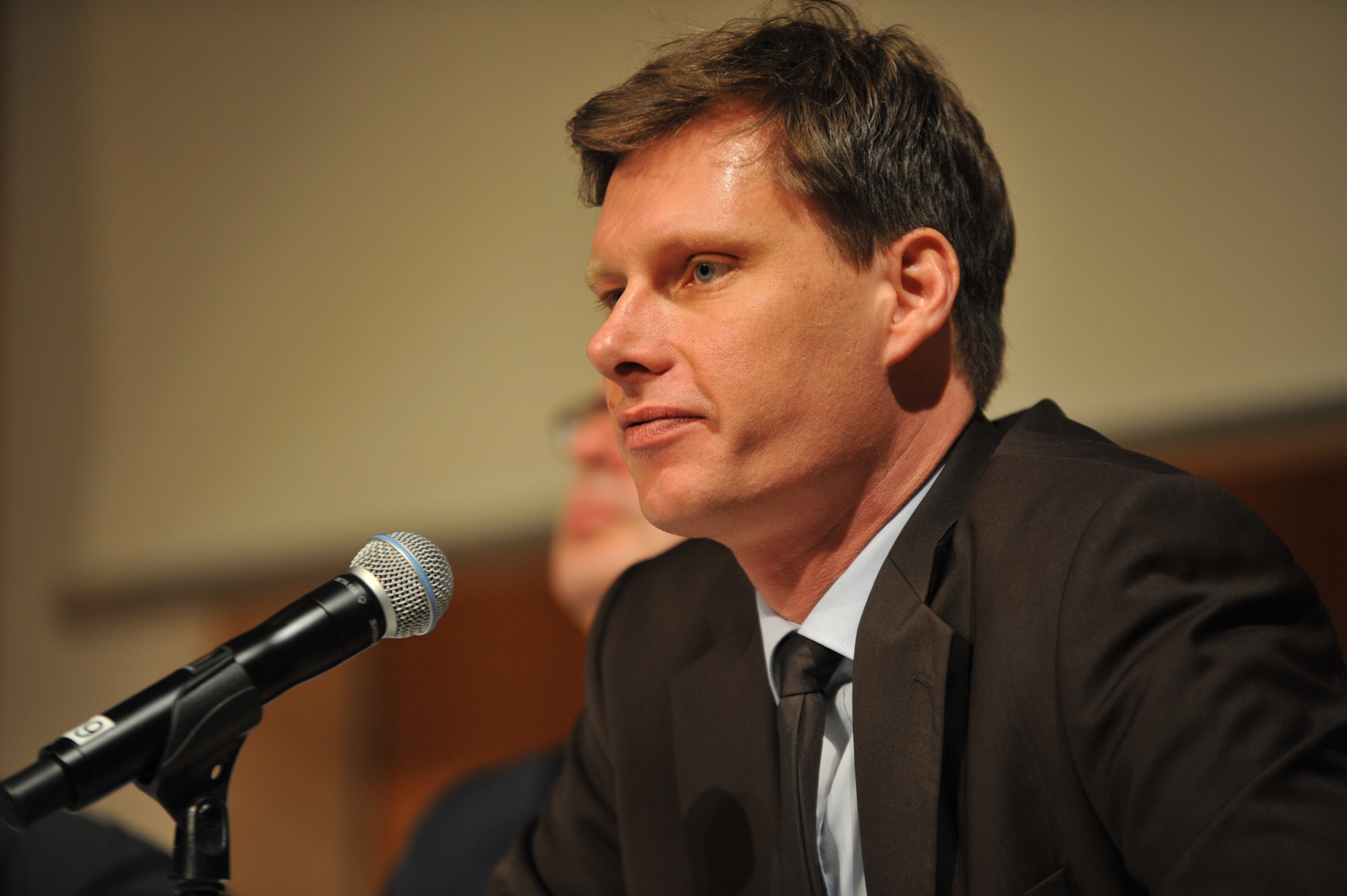
Markus Spieker (* 1970)

- Spieker, Paul Emmanuel (1826–1896), deutscher Architekt und Baubeamter
- Spieker, Theodor (1823–1913), deutscher Mathematiker
- Spiekerkötter, Bernd (* 1942), deutscher Fußballspieler
- Spiekermann, Anna († 1706), deutsches Hexenprozess-Opfer
- Spiekermann, Erik (* 1947), deutscher typografischer Gestalter und Schriftentwerfer
- Spiekermann, Gerd (* 1952), deutscher Autor, der in plattdeutscher Sprache schreibt
- Spiekermann, Helmut H. (* 1968), deutscher Germanist
- Spiekermann, Hubertus (1942–2009), deutscher Arzt, Zahnarzt und Hochschullehrer
- Spiekermann, Nicole Adele (* 1963), deutsche Schauspielerin
- Spiekermann, Sarah (* 1973), deutsche Wirtschaftsinformatikerin
- Spiekermann, Uwe (* 1963), deutscher Historiker

#### Spiel
- Spiel, Christiane (* 1951), österreichische Psychologin und Hochschullehrerin an der Universität Wien
- Spiel, Georg Heinrich Gerhard (1786–1822), deutscher Jurist, Beamter, Historiker und Autor
- Spiel, Hilde (1911–1990), österreichische Journalistin und Schriftstellerin
- Spiel, Oskar (1892–1961), österreichischer Pädagoge und Psychologe
- Spiel, Walter (1920–2003), österreichischer Kinderpsychiater und Neurologe
- Spielbauer, Adrian (* 1984), deutscher Schauspieler
- Spielberg, Anne (* 1949), US-amerikanische Drehbuchautorin und Filmproduzentin
- Spielberg, Arnold (1917–2020), US-amerikanischer ElektroingenieurArnold Spielberg (1917–2020)

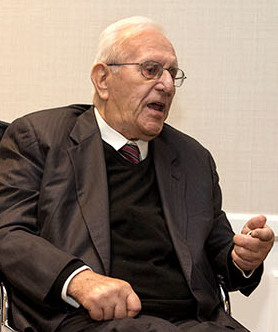
Arnold Spielberg (1917–2020)

- Spielberg, August Hermann (1827–1886), deutscher Architekt und Hochschullehrer
- Spielberg, Bernhard (* 1976), deutscher römisch-katholischer Theologe
- Spielberg, Christine (* 1941), deutsche Leichtathletin
- Spielberg, David (1939–2016), US-amerikanischer Schauspieler
- Spielberg, Hertha (1890–1977), deutsche Malerin
- Spielberg, Sasha (* 1990), US-amerikanische Schauspielerin und Sängerin
- Spielberg, Steven (* 1946), US-amerikanischer Regisseur, Filmproduzent und DrehbuchautorSteven Spielberg (* 1946)

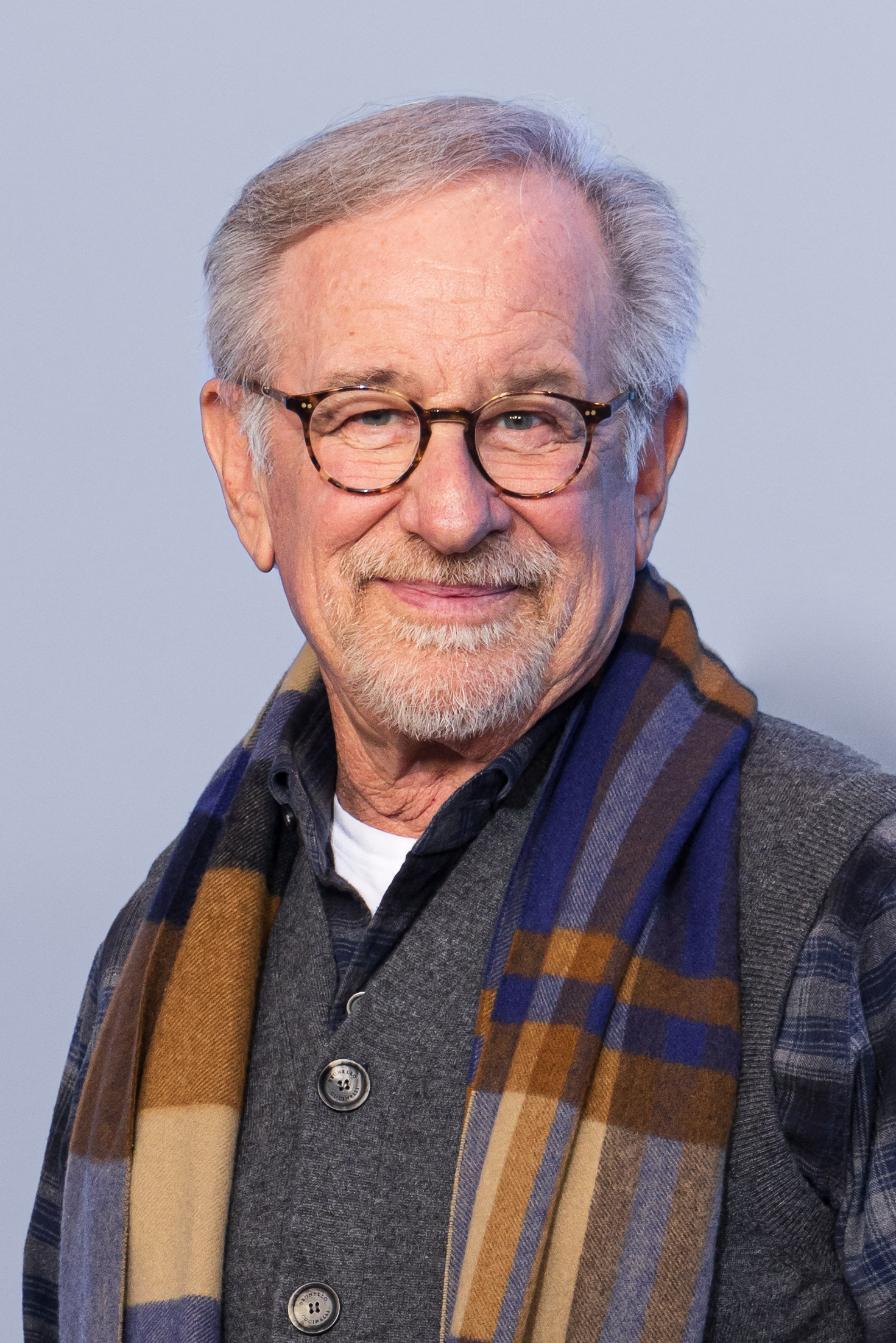
Steven Spielberg (* 1946)

- Spielberg, Wilhelm (1826–1890), deutscher Jurist und Politiker (DFP), MdR
- Spielberger, Charles (1927–2013), US-amerikanischer Psychologe
- Spielberger, Kerstin (* 1995), deutsche Eishockeyspielerin
- Spielberger, Leo (* 1961), deutscher Fußballspieler
- Spielbüchler, Karl (1911–1992), österreichischer Forstarbeiter und Politiker (SPÖ), Abgeordneter zum Nationalrat, Mitglied des Bundesrates
- Spielbüchler, Karl (1939–2012), österreichischer Rechtswissenschaftler und Verfassungsrichter
- Spielbuehler, Gary (* 1950), US-amerikanischer American-Football-Trainer
- Spieler, Bernard, amerikanischer Kontrabassist
- Spieler, Christian (1902–1973), deutscher Jurist
- Spieler, Hugo (1854–1922), deutscher Bildhauer
- Spieler, Johann Jakob (1741–1793), deutscher Kirchenmaler
- Spieler, Josef (1900–1987), deutscher Psychologe und Pädagoge
- Spieler, Marie (1845–1913), deutsche Malerin
- Spieler, Martin (* 1964), Schweizer Journalist und Fernsehmoderator
- Spieler, Ortwin (* 1938), deutscher Schauspieler und Hörspielsprecher
- Spieler, Reinhard (* 1964), deutscher Kunsthistoriker und Museumsleiter
- Spieler, Sieglind (1934–2024), deutsche Schriftstellerin und Lyrikerin
- Spieler, Sonja (* 1978), österreichische Fußballspielerin
- Spieler, Willy (1937–2016), Schweizer Publizist, Redakteur und Politiker (SP)
- Spielhagen, Enno (1918–1974), deutscher Hörfunkmoderator, Discjockey, Sprechlehrer
- Spielhagen, Friedrich (1829–1911), deutscher Schriftsteller
- Spielhagen, Friedrich (1864–1931), Sanitätsrat in Kronberg im Taunus und Leibarzt der Kaiserin Victoria
- Spielhagen, Wolfgang (1891–1945), deutscher Kommunalbeamter, stellvertretender Bürgermeister von BreslauWolfgang Spielhagen (1891–1945)

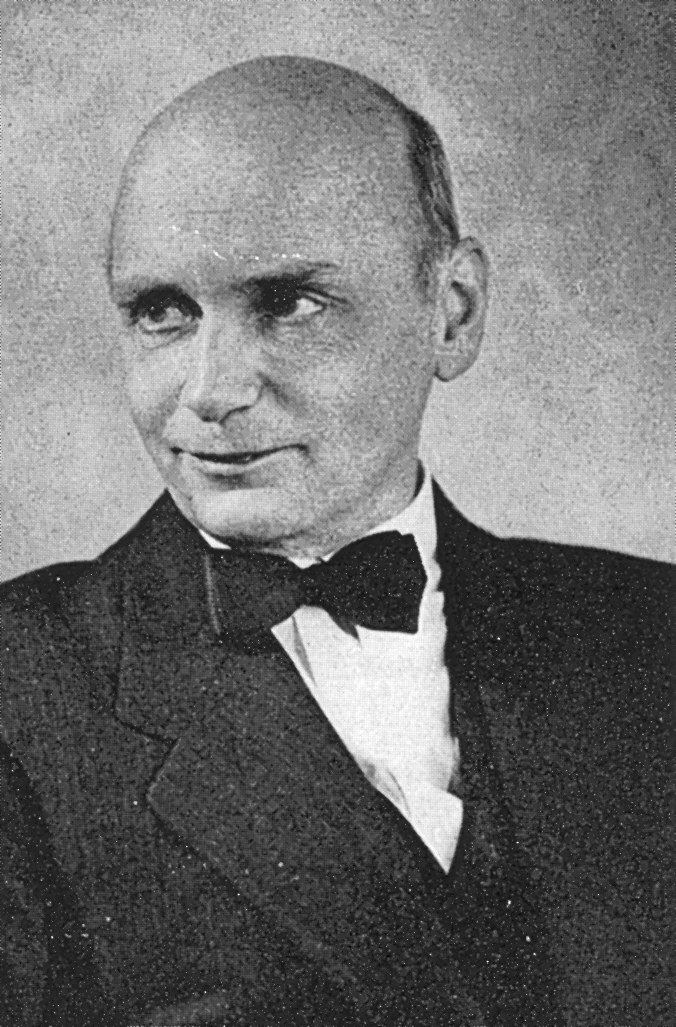
Wolfgang Spielhagen (1891–1945)

- Spielhaus, Riem (* 1974), deutsche Islamwissenschaftlerin und Afrikanistin
- Spielhoff, Alfons (1912–1987), deutscher Politiker (SPD); Dortmunder Kulturdezernent
- Spielkamp, Matthias (* 1970), deutscher Journalist, Unternehmer und Bürgerrechtsaktivist
- Spielman, Dan (* 1979), australischer Schauspieler
- Spielman, Daniel (* 1970), US-amerikanischer Mathematiker und Informatiker
- Spielman, Phyllis, US-amerikanische Schauspielerin und Filmproduzentin
- Spielman, Rick (* 1962), US-amerikanischer American-Football-Funktionär
- Spielman, Ron (* 1964), deutscher Sänger, Gitarrist und Komponist
- Spielmann, Anna (* 1998), österreichische Mountainbikerin
- Spielmann, Anton (* 1989), deutscher Musiker, Sänger und Gitarrist
- Spielmann, Christian (1861–1917), deutscher Historiker, Archivar und Schriftsteller
- Spielmann, Dean (* 1962), luxemburgischer Rechtswissenschaftler; Richter am Europäischen Gerichtshof für Menschenrechte
- Spielmann, Emmerich (1873–1952), österreichischer Architekt
- Spielmann, Francisc (1916–1974), rumänischer und ungarischer Fußballspieler
- Spielmann, Fritz (1906–1997), österreichischer Komponist, Kabarettist, Pianist und Sänger
- Spielmann, Georg (1908–1985), deutscher politischer KZ-Häftling, Widerstandskämpfer gegen das NS-Regime und VVN-Funktionär
- Spielmann, Götz (* 1961), österreichischer Filmregisseur und DrehbuchautorGötz Spielmann (* 1961)

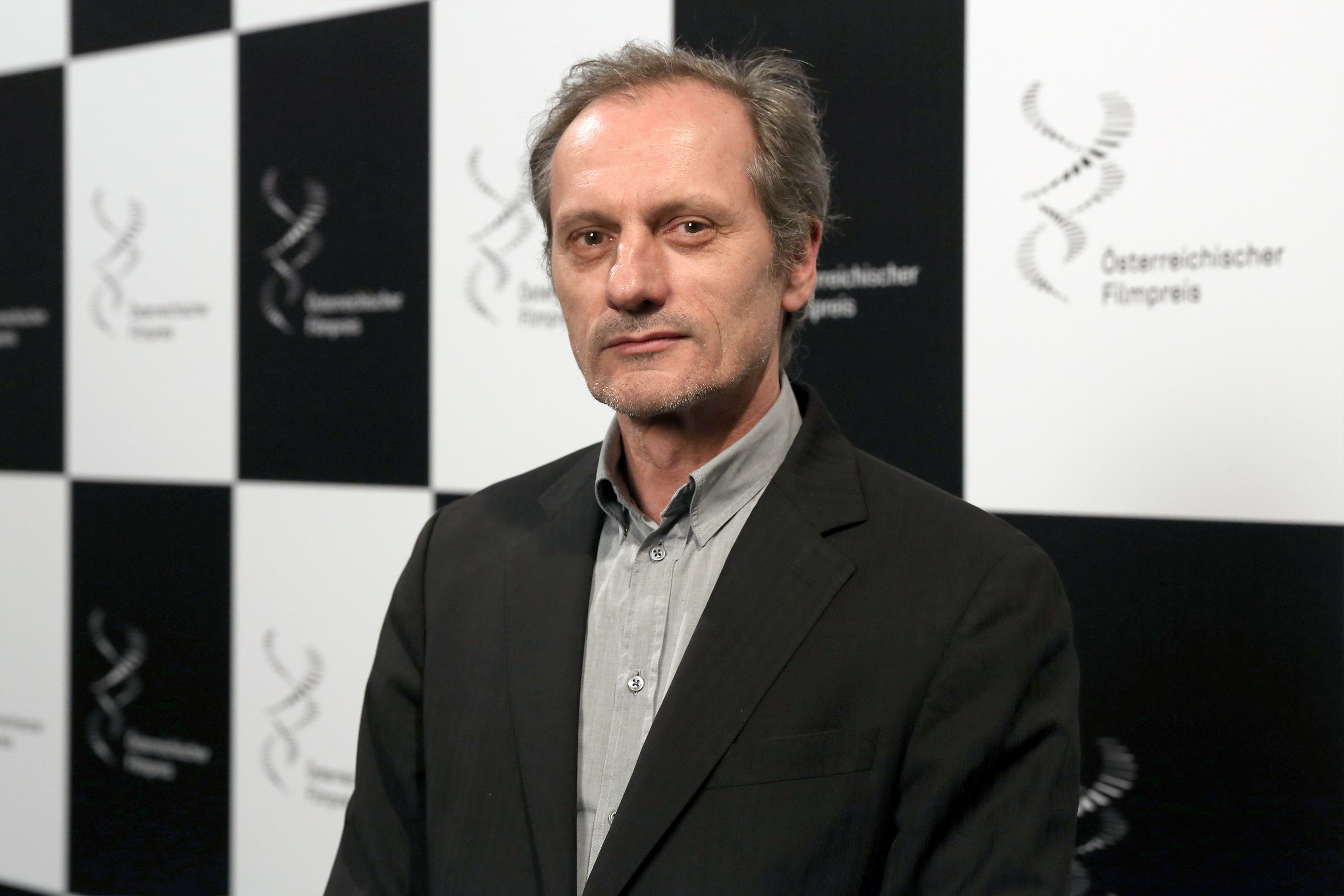
Götz Spielmann (* 1961)

- Spielmann, Heinz (1919–1994), österreichisch-US-amerikanischer Agrarökonom
- Spielmann, Heinz (* 1930), deutscher Kunsthistoriker und Kurator
- Spielmann, Hermann (* 1923), deutscher Fußballspieler
- Spielmann, Jacob Reinbold (1722–1783), französischer Apotheker, Chemiker und Mediziner
- Spielmann, Johann (1820–1882), böhmischer Psychiater
- Spielmann, Johannes († 1532), Abt im Kloster St. Blasien
- Spielmann, Josef (1885–1950), deutscher Politiker (Wirtschaftspartei), MdL
- Spielmann, Julius (1872–1925), österreichischer Politiker; Abgeordneter zum Abgeordnetenhaus
- Spielmann, Karlheinz (1908–1980), deutscher Jurist
- Spielmann, Leopold (1881–1941), österreichischer Pianist und Dirigent
- Spielmann, Margrit (* 1943), deutsche Politikerin (SPD), MdB
- Spielmann, Marion (1858–1948), britischer Kunstkritiker, Kunsthistoriker, Journalist und Verleger
- Spielmann, Marvin (* 1996), schweizerisch-kongolesischer Fußballspieler
- Spielmann, Max (1881–1970), deutschsprachiger Architekt
- Spielmann, Max (1906–1984), österreichischer Maler, Glasmaler und Bildhauer
- Spielmann, Michael (* 1970), deutscher Eisschnellläufer
- Spielmann, Peter (1932–2020), tschechisch-deutscher Kunsthistoriker und Museumsleiter
- Spielmann, Rudolf (1883–1942), österreichischer Schachspieler
- Spielmann, Siegfried (1921–1999), deutscher Karambolagespieler
- Spielmann, Viktoria (* 1987), österreichische Politikerin (Grüne), Landtagsabgeordnete
- Spielmeyer, Günter (1925–2022), deutscher Jurist und Richter am Bundessozialgericht
- Spielmeyer, Walther (1879–1935), deutscher Psychiater und Neurologe
- Spielrain, Ewald Emiljewitsch (1926–2009), russischer Physiker und Hochschullehrer
- Spielrein, Jan Nikolajewitsch (1887–1938), russischer Mathematiker und Hochschullehrer
- Spielrein, Sabina (1885–1942), russische PsychoanalytikerinSabina Spielrein (1885–1942)

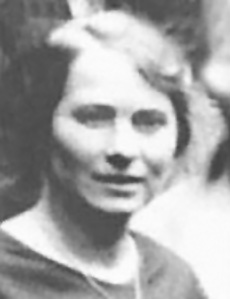
Sabina Spielrein (1885–1942)

- Spielter, Carl Johann (1851–1922), deutscher Historien- und Genremaler
- Spielvogel, Gunther (* 1944), deutscher Leichtathlet
- Spielvogel, Jörg (* 1961), deutscher Althistoriker
- Spielvogel, Kathrin (* 1974), deutsche Schauspielerin und Referentin
- Spielvogel, Laurent (* 1955), französischer Schauspieler
- Spielvogel, Robert (1911–2013), US-amerikanischer avantgardistischer Kameramann, Filmregisseur und Dokumentarfilmer
- Spielvogel, Wolfgang (* 1945), deutscher Theaterregisseur und Dramatiker

#### Spier
- Spier, Anna (1852–1933), Schriftstellerin und Kunstkritikerin
- Spier, Arthur (1898–1985), deutscher Pädagoge und Schuldirektor
- Spier, Bernd (1944–2017), deutscher Schlagersänger
- Spier, Bettina (1960–2008), deutsche Schauspielerin und Synchronsprecherin
- Spier, Hilde (1901–1942), deutsche promovierte Germanistin und Journalistin
- Spier, Jeffrey, US-amerikanischer Klassischer Archäologe
- Spier, Julius (1887–1942), deutscher Psychoanalytiker und Begründer der Psycho-Chirologie
- Spier, Nana (* 1971), deutsche Schauspielerin und SynchronsprecherinNana Spier (* 1971)

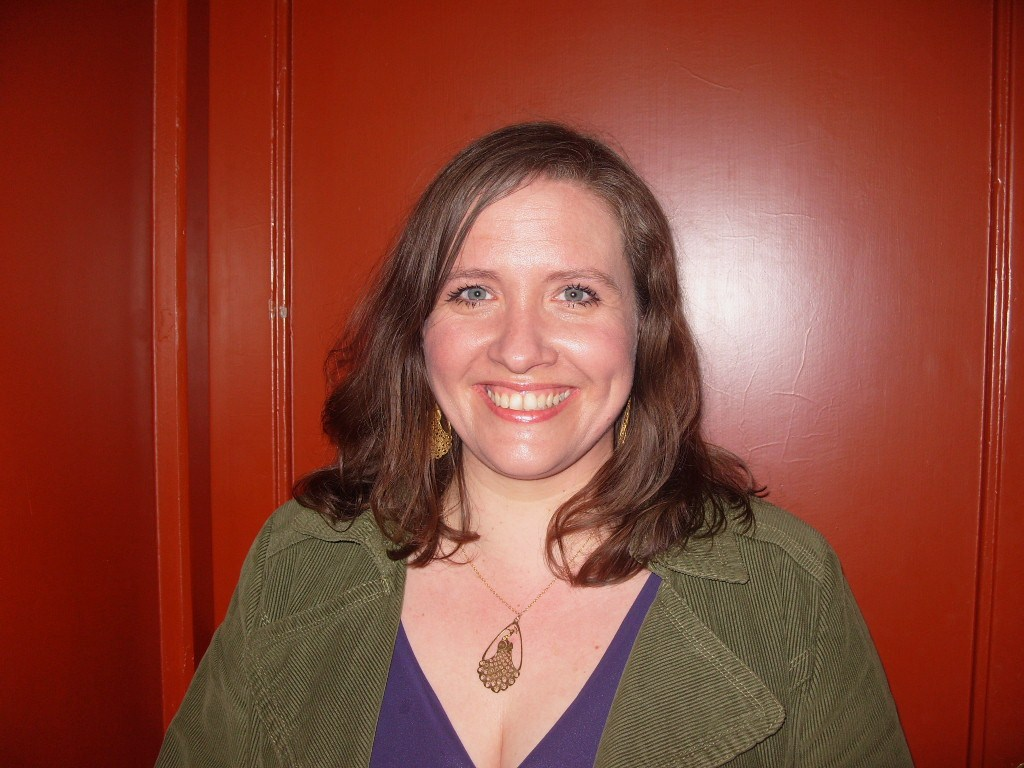
Nana Spier (* 1971)

- Spier, Robby (1918–1996), deutscher Komponist und Dirigent
- Spier, Rosa (1891–1967), niederländische Harfenistin
- Spier, Samuel (1838–1903), deutscher Lehrer, Kämpfer für Demokratie und soziale Gerechtigkeit
- Spier, Selmar (1893–1962), deutsch-israelischer Jurist, Auslandskorrespondent, Landwirt, Historiker und Autor
- Spier, Steven, kanadischer Architekt und Universitätsprofessor
- Spier, Tim (1975–2017), deutscher Politikwissenschaftler
- Spier, Uwe (1946–2013), deutscher Schlagersänger
- Spier, Wolfgang (1920–2011), deutscher Regisseur, Schauspieler, Synchronsprecher und Moderator
- Spiera, Francesco (1502–1548), evangelischer italienischer Rechtsgelehrter und Notar
- Spierenburg, Veronika (* 1981), schweizerische Installations-, Objekt- und Videokünstlerin
- Spierer, Carlos (* 1963), deutscher Dirigent
- Spierer, Simon (1926–2005), Schweizer Kunstsammler und Kunstmäzen
- Spierig, Michael (* 1976), deutsch-australischer Filmschaffender
- Spierig, Peter (* 1976), deutsch-australischer Filmschaffender
- Spierinc, Adrian, englischer Bergmeister
- Spierinck, Nicolas, flämischer Buchmaler
- Spiering, Christian (* 1948), deutscher Elementarteilchenphysiker
- Spiering, Erich (* 1906), deutscher DBD-Funktionär, MdV
- Spiering, Goswin von (1585–1638), Pfalz-Neuburger Beamter
- Spiering, Joachim (1940–2023), deutscher General des Heeres der Bundeswehr
- Spiering, Katharina (* 1974), deutsche Schauspielerin und Synchronsprecherin
- Spiering, Rainer (* 1956), deutscher Politiker (SPD), MdB
- Spiering, Richard (* 1861), deutscher Marine-Obergeneralarzt
- Spiering, Walter, deutscher Fußballspieler
- Spiering, Winfried (* 1952), deutscher Boxpromoter
- Spieringhs, Wesley (* 2002), niederländischer Fußballspieler
- Spierings, Stijn (* 1996), niederländischer Fußballspieler
- Spierling, Esperanza (* 1971), deutsche Künstlerin
- Spierling, Hubert (1925–2018), deutscher Maler und Glasbildner
- Spierling, Volker (* 1947), deutscher Philosoph
- Spiero, Heinrich (1876–1947), deutscher Germanist und Literaturhistoriker
- Spierre, François (1639–1681), französischer Maler und Kupferstecher
- Spiers, Reg (* 1941), australischer Speerwerfer
- Spiers, Richard (1838–1916), britischer Architekt und Aquarellmaler
- Spiers, Ronald I. (1925–2021), US-amerikanischer Diplomat
- Spiertz, Hans (1924–1968), deutscher Architekt

#### Spies
- Spies von Büllesheim, Adolf Freiherr (1929–2011), deutscher Jurist, Landwirt und Politiker (CDU), MdB
- Spies von Büllesheim, Elisabeth Freifrau (* 1944), deutsche Altentherapeutin, Generaloberin der Malteser
- Spies, Alexander (* 1955), deutscher Politiker (Piratenpartei), MdA
- Spies, Anke (* 1965), deutsche Erziehungswissenschaftlerin und Hochschullehrerin
- Spies, Anton (1909–1945), deutscher römisch-katholischer Geistlicher und Märtyrer
- Spies, August (1855–1887), deutschamerikanischer Chefredakteur und Herausgeber
- Spies, August (1893–1972), deutscher Politiker (CDU), MdL, MdB
- Spies, Axel (* 1952), deutscher Politiker (CDU)
- Spies, Ben (* 1984), US-amerikanischer MotorradrennfahrerBen Spies (* 1984)

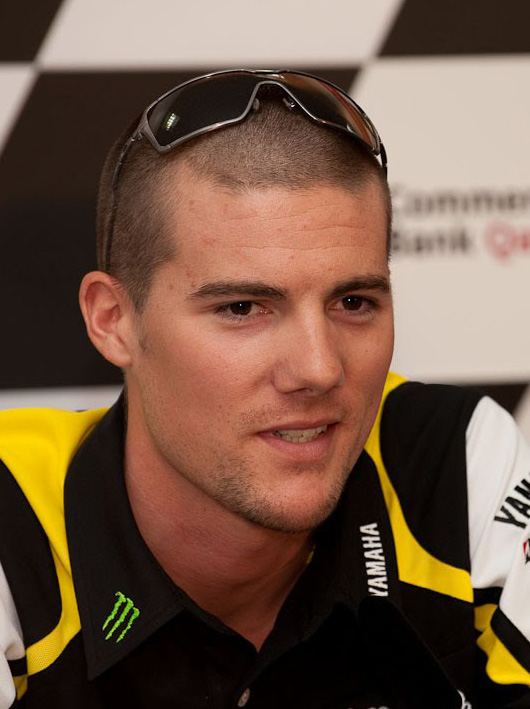
Ben Spies (* 1984)

- Spies, Caroline (* 2002), Schweizer Eishockeytorhüterin
- Spies, Christian (* 1974), deutscher Kunsthistoriker
- Spies, Christoph (* 1985), deutscher Politiker (SPD)
- Spies, Claudia (* 1961), deutsche Anästhesistin und Intensivmedizinerin
- Spies, Corinna (* 1950), deutsche Journalistin und Moderatorin
- Spies, Daisy (1905–2000), deutsche Tänzerin und Choreografin
- Spies, David (* 1994), deutscher Fußballspieler
- Spies, Dennis (* 1968), US-amerikanischer römisch-katholischer Geistlicher, Weihbischof in Joliet in Illinois
- Spies, Erdmann (1862–1938), österreichischer Politiker (DnP), Abgeordneter zum Nationalrat
- Spies, Fanie (* 1922), südafrikanisch-namibischer Geschäftsmann, Bürgermeister von Windhoek
- Spies, Fritz (1884–1965), deutsch-argentinischer Bauingenieur
- Spies, Gerd, deutscher Historiker und Museumsdirektor
- Spies, Gerlinde, deutsche Fechtsportlerin
- Spies, Gerty (1897–1997), deutsche Schriftstellerin
- Spies, Gottlieb (* 1927), deutscher Politiker (SPD), MdL Rheinland-Pfalz
- Spies, Günter (* 1948), deutscher Kunstturner
- Spies, Hannelore (1918–1986), deutsche und Politikerin (CDU), MdBB
- Spies, Hans-Bernd (* 1949), deutscher Archivar und Historiker
- Spies, Heike (* 1960), promovierte Germanistin und stellvertretende Direktorin des Goethe-Museum (Düsseldorf)
- Spies, Heinrich (1873–1962), deutscher Anglist und Hochschullehrer
- Spies, Heinrich (1890–1961), deutscher Politiker und Oberbürgermeister, Ehrenbürger von Düren
- Spies, Hermann (1865–1950), deutscher Komponist, Musikforscher und Priester
- Spies, Hermine (1857–1893), deutsche Oratorien- und Konzertsängerin (Alt)
- Spies, Ignaz (1831–1899), französisch-deutscher Bürgermeister und Politiker, MdR
- Spies, Jean (* 1989), südafrikanischer Radsportler
- Spies, Joachim (1930–1994), deutscher Künstler und Kunstpädagoge
- Spies, Joachim (* 1960), deutscher Journalist und Autor von Kriminalromanen
- Spies, Johann, deutscher Drucker und Verleger
- Spies, Johann Carl (1663–1729), deutscher Mediziner
- Spies, Josef (1906–1985), deutscher Politiker (CSU), MdB
- Spies, Konstantin (1922–2005), deutscher Mediziner und Virologe
- Spies, Leo (1899–1965), deutscher Komponist und Dirigent
- Spies, Liesbeth (* 1966), niederländische Politikerin (CDA)
- Spies, Louis von (1813–1889), preußischer Landrat
- Spies, Louisa von (* 1983), deutsche Schauspielerin
- Spies, Manfred (* 1938), deutscher Schauspieler
- Spies, Manfred (* 1941), deutscher Künstler und Grafikdesigner
- Spies, Michael (* 1965), deutscher Fußballspieler
- Spies, Moriz von (1805–1862), bayerischer Generalmajor und Kriegsminister
- Spies, Otto (1901–1981), deutscher Orientalist und Islamwissenschaftler
- Spies, Patrick (* 1979), deutscher Koch
- Spies, Paul (* 1960), niederländischer Kunsthistoriker und Museumsdirektor
- Spies, Pierre (* 1985), südafrikanischer Rugby-Spieler
- Spies, R. H., US-amerikanischer Wissenschaftler und Techniker
- Spies, René (* 1973), deutscher Bobpilot und -trainer
- Spies, Robert (1886–1914), deutscher Maler, Grafiker und Bildhauer
- Spies, Robert (1891–1982), deutscher Tennisspieler
- Spies, Rosemarie (* 1928), deutsche Keramikerin
- Spies, Thomas (* 1962), deutscher Politiker (SPD), MdL
- Spies, Ulrik (1950–2013), deutscher Komponist, Musikproduzent und Schlagzeuger
- Spies, Uwe (* 1967), deutscher Fußballspieler
- Spies, Walter (1895–1942), deutscher Maler und MusikerWalter Spies (1895–1942)

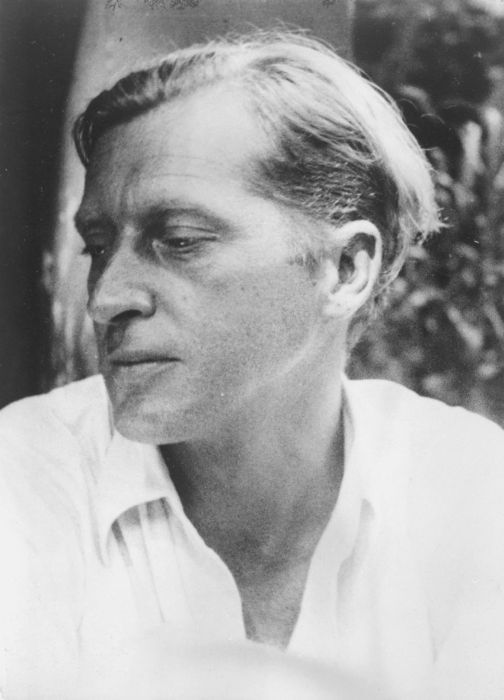
Walter Spies (1895–1942)

- Spies, Werner (* 1937), deutscher Kunsthistoriker, Journalist und Museumsdirektor
- Spies, Wilhelm (1830–1901), Braunschweiger Justiz- und Kultusminister und deutscher Reichsgerichtsrat
- Spies, Wilhelm (1907–1994), deutscher Jurist und NS-Kriegsrichter
- Spies-Büllesheim, Ludwig Josef von (1785–1860), preußischer Landrat
- Spies-Neufert, Alice (1896–1990), deutsche Malerin und Jugendbuchautorin
- Spiesberger, Karl (1904–1992), österreichischer Schriftsteller und Magier
- Spieser, Chuck (1929–1996), US-amerikanischer Boxer
- Spieser, Friedrich (1902–1987), französisch-deutscher autonomistischer elsässischer Politiker (NSDAP) und Verleger
- Spieser, Jean-Michel (* 1942), französischer Christlicher Archäologe
- Spieß von Büllesheim, Edmund (1820–1904), preußischer Abgeordneter
- Spieß von Frechen, Hermann († 1618), Domherr in Münster
- Spieß, Adolf (1810–1858), deutscher Pädagoge
- Spieß, Albert (1808–1855), österreichischer Werksdirektor und Politiker, Landtagsabgeordneter
- Spiess, Alexander (1833–1904), deutscher Mediziner und Stadtarzt der Stadt Frankfurt am Main
- Spieß, Alfred (1919–2001), deutscher Jurist und Oberstaatsanwalt
- Spieß, Annelotte (1912–2013), deutsche Malerin und Lehrerin
- Spieß, August (1815–1893), deutscher Heimatforscher
- Spieß, August (* 1841), deutscher Historienmaler, Illustrator, Holzschneider und Freskant
- Spiess, August von (1864–1953), Offizier, Schriftsteller, Jäger und Jagdmeister für den königlichen Hof Rumäniens
- Spieß, Barbara (1960–2019), deutsche Sängerin und Pädagogin
- Spieß, Carolin (* 1970), deutsche Theater- und Film-Schauspielerin
- Spieß, Christa Katharina (* 1966), deutsche Volkswirtin, Bildungsökonomin und Professorin für Familien- und Bildungsökonomie an der Freien Universität Berlin
- Spieß, Christian (* 1970), deutscher katholischer Theologe, Sozialethiker und Hochschullehrer
- Spieß, Christian Heinrich (1755–1799), deutscher Schauspieler, Dramatiker und Autor von Trivialliteratur
- Spieß, Christoph (1558–1610), 13. Abt der Reichsabtei Ochsenhausen
- Spieß, Constanze (* 1975), deutsche Germanistin
- Spieß, Daniel (1800–1872), nassauischer Verwaltungsjurist und zuletzt Direktor des nassauischen Zentralstaatsarchivs in Idstein
- Spiess, Dieter (1924–2017), deutscher Unternehmer
- Spieß, Eberhard (1902–1990), deutscher Benediktiner, Abtbischof von Peramiho
- Spiess, Eberhard (1925–2007), deutscher Filmhistoriker
- Spieß, Eduard (1849–1912), Ingenieur und Direktor von Kunstgewerbeschulen
- Spiess, Emil (1895–1985), Schweizer römisch-katholischer Geistlicher und Pädagoge
- Spiess, Emil (1938–2009), deutscher Maler und Bildender Künstler
- Spieß, Erika (* 1954), deutsche Psychologin
- Spieß, Ernst (1927–2011), österreichischer Skirennläufer, Trainer und Funktionär
- Spiess, Ernst (* 1930), Schweizer Kartograf
- Spiess, Fabian (* 1994), deutscher Fußballtorhüter
- Spieß, Felix (* 1972), deutscher Schauspieler und Synchronsprecher
- Spiess, Franz (1811–1895), preußischer Landrat, Kreisdeputierter
- Spieß, Fritz (1881–1959), deutscher Konteradmiral
- Spiess, Gerry (1940–2019), US-amerikanischer Einhandsegler
- Spiess, Gertrud (1914–1995), Schweizer Politikerin (CVP)
- Spieß, Gertrude (* 1947), österreichische Politikerin (SPÖ), Landtagsabgeordnete im Burgenland
- Spieß, Gesine (1945–2016), deutsche Erziehungswissenschaftlerin und Geschlechterforscherin
- Spieß, Günter, deutscher Rollstuhlfechter
- Spieß, Gunter (* 1964), deutscher Schachspieler
- Spiess, Gustav (1862–1948), deutscher Mediziner
- Spiess, Gustav Adolph (1802–1875), deutscher Mediziner
- Spiess, Hans († 1503), Schweizer Söldner, nach „Gottesurteil“ als Mörder hingerichtet
- Spieß, Hans Christian (1858–1929), deutscher Politiker und Jurist
- Spiess, Hans Wolfgang (* 1942), deutscher Chemiker
- Spieß, Hans-Arthur (1910–1979), deutscher Lehrer, Maler, Graphiker und Kupferstecher
- Spieß, Helga (* 1940), deutsche Grafikerin und Kinderbuchillustratorin
- Spieß, Helmut, deutscher Skeletonsportler
- Spieß, Helmut (1902–1962), deutscher Filmregisseur und Dramaturg
- Spiess, Henry (1876–1940), Schweizer Dichter
- Spieß, Hermann (1818–1884), Generalkommissar des Mainzer Adelsvereins
- Spiess, Hubert (* 1964), österreichischer Schauspieler, Regisseur und Theaterproduzent
- Spieß, Iris (* 1963), deutsche Politikerin (SPD), MdBB
- Spiess, Irmgard (1898–1999), deutsche Unternehmerin
- Spiess, Johann Christoph (1771–1829), deutscher reformierter Pfarrer und Konsistorialrat
- Spiess, Josef (1933–2012), österreichischer Politiker (ÖVP), Landtagsabgeordneter
- Spiess, Joseph (1838–1917), französischer Ingenieur und Pilot
- Spieß, Jürgen (* 1949), deutscher Althistoriker, Redner und AutorJürgen Spieß (* 1949)

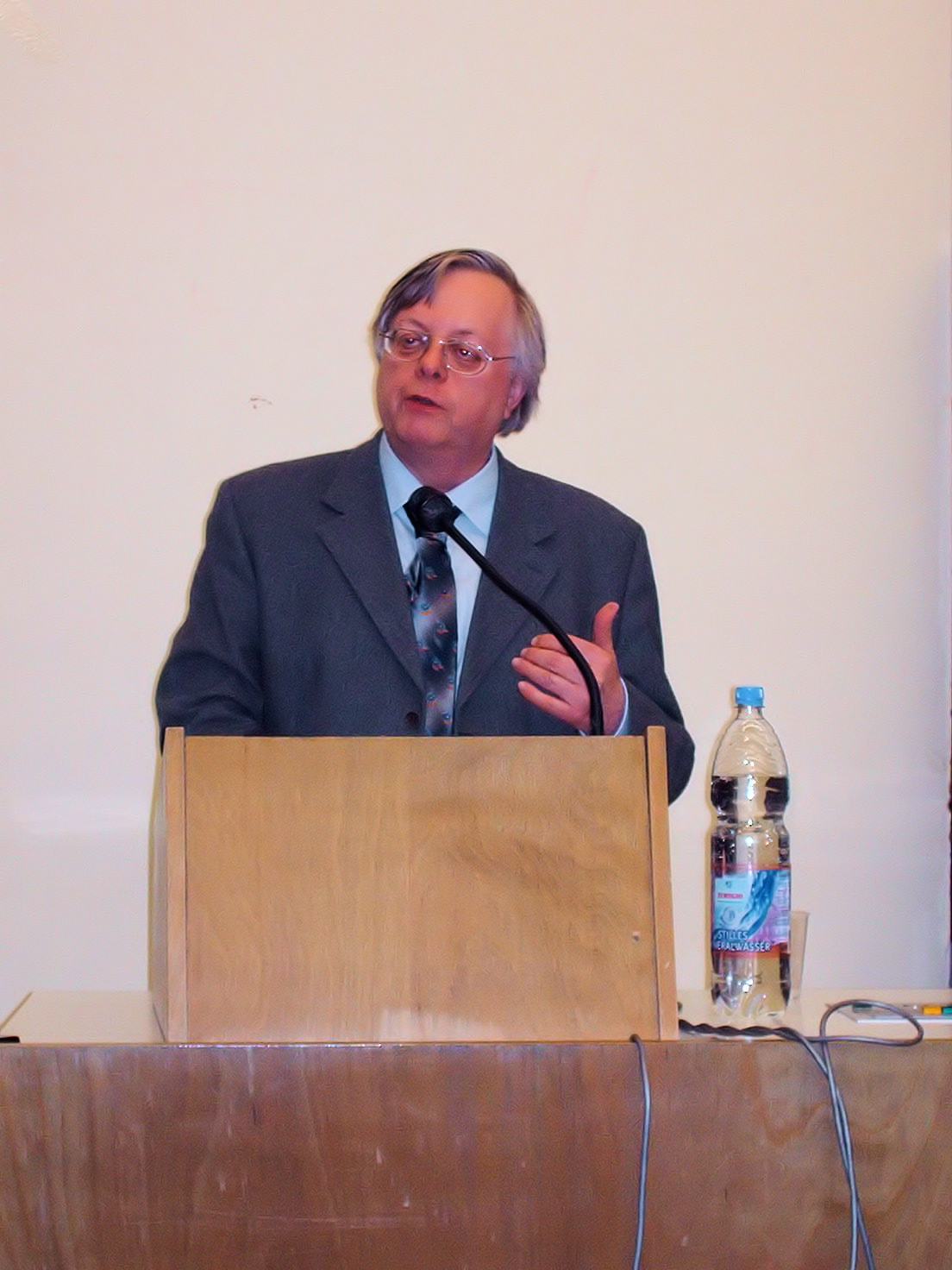
Jürgen Spieß (* 1949)

- Spieß, Jürgen (* 1984), deutscher Gewichtheber
- Spieß, Karl (1891–1945), deutscher Fotograf
- Spieß, Karl von (1880–1957), österreichischer Lehrer und Volkskundler
- Spieß, Karl-Heinz (* 1948), deutscher Historiker
- Spieß, Lars (* 1994), deutscher Handballspieler
- Spiess, Ludovic (1938–2006), rumänischer Opernsänger (Tenor) und Politiker
- Spiess, Ludwig Heinrich (1820–1896), polnischer Unternehmer der Pharmaindustrie
- Spieß, Manfred (* 1940), deutscher Politiker (DDR-CDU, ab 1990 CDU)
- Spiess, Martin (* 1955), Schweizer Biochemiker und Professor am Biozentrum der Universität Basel, Schweiz
- Spieß, Martin (* 1960), deutscher Psychologe
- Spieß, Martin (* 1981), deutscher Autor
- Spieß, Meinrad (1683–1761), deutscher Komponist
- Spiess, Monika (* 1942), deutsche Bildhauerin
- Spieß, Moritz Julius (1820–1897), deutscher Lehrer und Heimatforscher des Erzgebirges
- Spieß, Nicola (* 1958), österreichische SkirennläuferinNicola Spieß (* 1958)

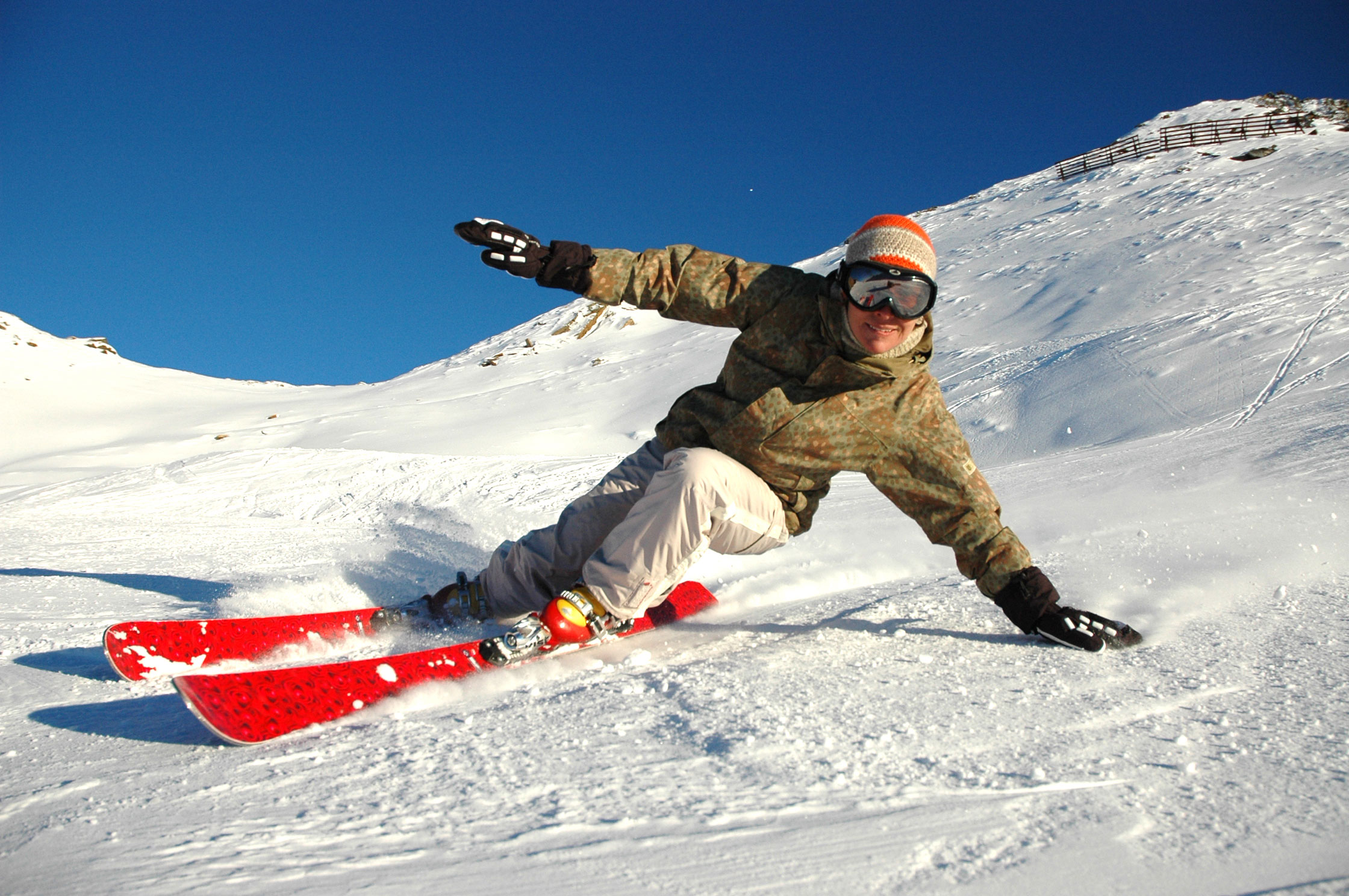
Nicola Spieß (* 1958)

- Spiess, Otto (1878–1966), Schweizer Mathematikhistoriker
- Spiess, Paul (1924–2001), Schweizer Frauenhandballtrainer und Pionier des Frauenhandballs der Schweiz
- Spieß, Philipp Ernst (1734–1794), deutscher Historiker, Archivar, Offizier und Publizist
- Spieß, Pirmin (* 1940), deutscher Rechtshistoriker
- Spieß, Richard (1897–1952), deutscher Politiker (NSDAP), Mitglied des Provinziallandtags der Provinz Hessen-Nassau
- Spiess, Rösli (1896–1974), Schweizer Musikerin und Musikpädagogin
- Spiess, Simon (* 1987), Schweizer Jazzmusiker (Saxophon, Komposition)
- Spieß, Theodor (1890–1962), deutscher Generalleutnant im Zweiten Weltkrieg
- Spieß, Tom (* 1961), deutscher Filmproduzent
- Spieß, Tom (* 1994), deutscher Handballspieler
- Spieß, Uli (* 1955), österreichischer Skirennläufer
- Spieß, Werner (1891–1972), deutscher Historiker und Archivar
- Spiess, Willi (1909–1997), deutscher bildender Künstler und Maler
- Spieß, Willi (* 1915), deutscher Fußballspieler
- Spiess-Hegglin, Jolanda (* 1980), Schweizer PolitikerinJolanda Spiess-Hegglin (* 1980)

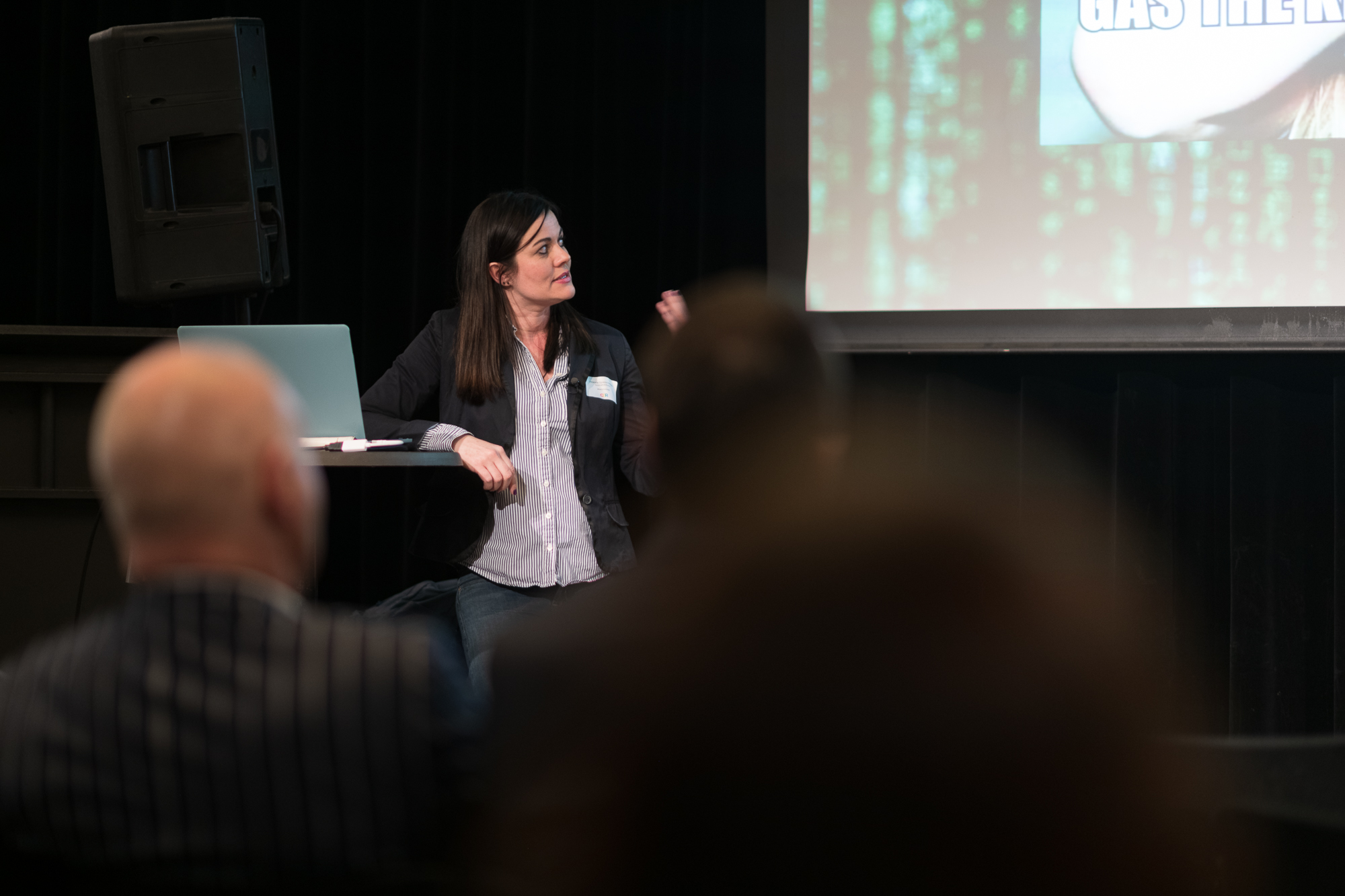
Jolanda Spiess-Hegglin (* 1980)

- Spießbach, Erich (1901–1956), deutscher Maler, Zeichner, Bildhauer, Restaurator und Autor
- Spießbach, Max (1892–1955), deutscher Verwaltungsjurist
- Spiessen, Max von (1852–1921), preußischer Offizier, Dichter, Genealoge und Heraldiker
- Spiessens, Alfons (1888–1956), belgischer Radrennfahrer
- Spiessens, Frans (1911–1953), belgischer Radrennfahrer
- Spiesser, Fritz (1909–1971), deutscher Schriftsteller
- Spiesser, Jacques (* 1947), französischer Schauspieler
- Spiesser, Judith, deutsche Opern- und Oratoriensängerin
- Spießhofer, Johann Gottfried (1854–1917), deutscher Unternehmer
- Spiesshofer, Ulrich (* 1964), deutsch-schweizerischer Manager
- Spiessl, Bernd (1921–2002), deutscher Kiefer- und Gesichtschirurg und Hochschullehrer
- Spießl, Wolfgang (1938–1998), deutscher Politiker (Freie Wähler, CSU)

#### Spiet
- Spieth, Arndt (* 1962), deutscher Geograph und Buchautor
- Spieth, Frank (* 1947), deutscher Politiker (Die Linke), MdB
- Spieth, Hildegard (1919–1999), deutsche Pfarrfrau
- Spieth, Jakob (1856–1914), deutscher Missionar und Afrikanist
- Spieth, Joachim (* 1979), deutscher Musikproduzent und DJ
- Spieth, Jordan (* 1993), US-amerikanischer GolfspielerJordan Spieth (* 1993)

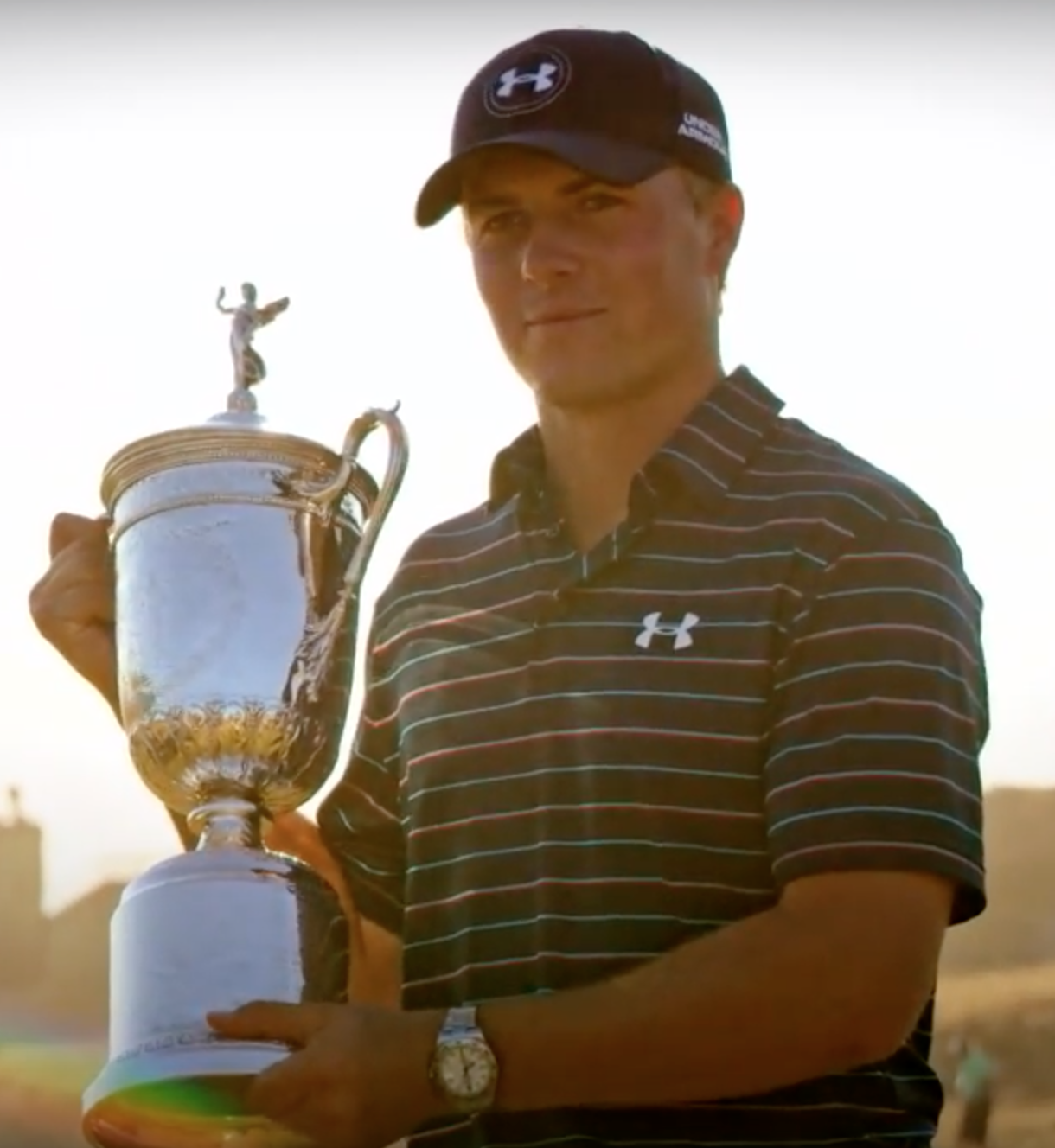
Jordan Spieth (* 1993)

- Spieth, Lina Maria (* 1991), deutsche Schauspielerin
- Spiethoff, Arthur (1873–1957), deutscher Ökonom
- Spiethoff, Bodo (1875–1948), deutscher Dermatologe und Hochschullehrer
- Spiethoff, Bodo (1918–2000), deutscher Ökonom und Schriftsteller

#### Spiew
- Spiewak, Claudia (* 1954), deutsche Journalistin
- Spiewak, Martin (* 1964), deutscher Journalist und Essayist
- Spiewak, Werner (1927–2009), deutscher Fußballschiedsrichter
- Śpiewak, Wiesław (* 1963), polnischer Ordensgeistlicher, römisch-katholischer Bischof von Hamilton in Bermuda
- Spiewok, Karl (1892–1951), deutscher Politiker (NSDAP), MdR, MdL
- Spiewok, Simon (* 2002), deutscher Skispringer

### Spig
- Spiga, Davide (* 1991), deutscher Fernsehmoderator
- Spiga, Giuseppe Luigi (* 1972), italienischer römisch-katholischer Geistlicher, Bischof von Grajaú
- Spigarelli, Martina (* 1992), italienische Tennisspielerin
- Spigarelli, Sante (* 1943), italienischer Bogenschütze
- Spigath, Hans (1925–1989), deutscher Politiker (SED), Wirtschaftsfunktionär (DDR)
- Spigelgass, Leonard (1908–1985), US-amerikanischer Drehbuchautor und Filmproduzent
- Spigelmire, Michael (* 1938), US-amerikanischer Offizier, Generalleutnant der US-Army
- Spight, Thomas (1841–1924), US-amerikanischer Politiker
- Spigt, Frédérique (* 1957), niederländische Sängerin, Schauspielerin und Malerin

### Spij
- Spijker, Antonius M. J. M. Herman van de (* 1936), niederländischer Theologe
- Spijkers, Ben (* 1961), niederländischer Judoka
- Spijkers, Daan (* 1987), niederländischer Beachvolleyballspieler
- Spijkers, Nina (* 1988), niederländische Schauspielerin und Regisseurin

### Spik
- Špik, Luka (* 1979), slowenischer Ruderer
- Spike*D (* 1990), deutscher DJ und Musikproduzent
- Spike, John (* 1951), US-amerikanischer Kunsthistoriker, Kritiker und Berater
- Spiker, Olivia (* 1981), polnisch-deutsche Amateurboxerin
- Spiker, Samuel Heinrich (1786–1858), deutscher Journalist, Reiseschriftsteller und Bibliothekar
- Spikes, Dolores (1936–2015), US-amerikanische Mathematikerin und Hochschulleiterin
- Špikić, Dario (* 1999), kroatischer Fußballspieler
- Špikić, Matija (* 1996), kroatischer Handballspieler
- Spikin-Howard, Alberto (1898–1972), chilenischer Mediziner, Pianist, Musikpädagoge und Schriftsteller
- Spikings, Barry (* 1939), britischer Filmproduzent
- Spikofski, Karl-Heinz (1927–1998), deutscher Fußballspieler und -trainer
- Spiksley, Fred (1870–1948), englischer Fußballspieler und -trainer

### Spil
- Špiláček, Radek (* 1980), tschechischer Fußballspieler
- Špilak, Simon (* 1986), slowenischer Radrennfahrer
- Spilar, Gabriel (* 1980), slowakischer Eishockeyspieler
- Špilár, Marek (1975–2013), slowakischer Fußballspieler
- Spilauer, Franz (* 1955), österreichischer Radrennfahrer
- Spilberg, Adriana (* 1650), niederländische Malerin des Barock
- Spilberg, Johannes (1619–1690), deutsch-niederländischer Hofmaler
- Spilbergen, Joris van (1568–1620), niederländischer Seefahrer
- Spilcker, Burchard Christian von (1770–1838), Richter, Politiker der DDP und Hamburger Senator
- Spilcker, Georg Arnold von (1722–1794), deutscher Jurist
- Spilcker, Johann Heinrich von (1675–1746), deutscher Jurist
- Spileers, Jorne (* 2005), belgischer Fußballspieler
- Špiler, David (* 1983), slowenischer Handballspieler
- Spilhaus, Arnold Wilhelm (1845–1946), südafrikanischer Geschäftsmann sowie Bryologe deutscher Herkunft
- Spilhaus, Athelstan Frederick (1911–1998), südafrikanisch-US-amerikanischer Ingenieur, Ozeanograph, Meteorologe und Erfinder
- Spilimbergo, Lino Enea (1896–1964), argentinischer Zeichner und Künstler
- Spiliotopoulos, Tassos (* 1978), griechischer Jazz- und Fusionmusiker (Gitarre)
- Špiljak, Mika (1916–2007), jugoslawischer PolitikerMika Špiljak (1916–2007)

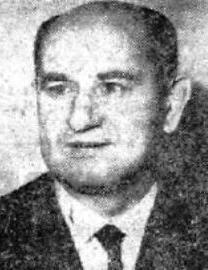
Mika Špiljak (1916–2007)

- Spilker, Adolf (1863–1954), deutscher Chemiker und Techniker
- Spilker, Anton (1903–1973), deutscher Möbelunternehmer, Möbeldesigner, Innenarchitekt und Bildhauer
- Spilker, Bettina (* 1978), deutsche Rechtswissenschaftlerin und Hochschullehrerin
- Spilker, Frank (* 1966), deutscher Sänger, Musiker, Liedtexter und RomanautorFrank Spilker (* 1966)

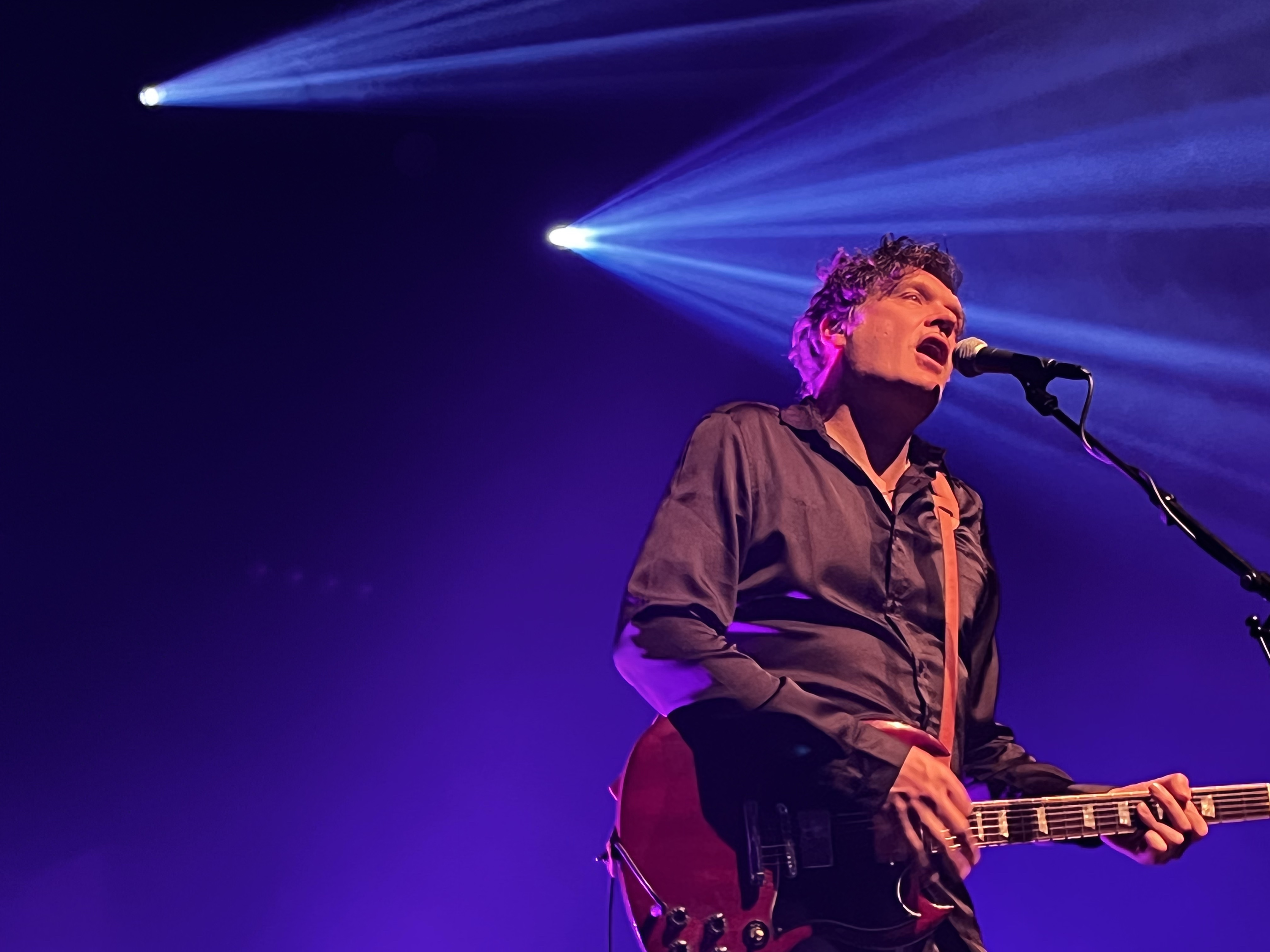
Frank Spilker (* 1966)

- Spilker, Heinz (* 1927), deutscher Bildhauer der klassischen Moderne
- Spilker, Heinz-Jochen (1948–2022), deutscher Rechtsanwalt, ehemaliger Leichtathletiktrainer und Funktionär
- Spilker, James (1933–2019), US-amerikanischer Ingenieur
- Spilker, Karl-Heinz (1921–2011), deutscher Politiker (CSU), MdB
- Spill, Friedrich (1872–1945), deutscher Politiker (SPD); Präsident des Volkstages in der Freien Stadt Danzig (1928–1930)
- Spill, Tanja (* 1995), deutsche Mittelstreckenläuferin
- Spillane, Davy (* 1959), irischer Folkmusiker und Komponist
- Spillane, Joan (* 1943), US-amerikanische Schwimmerin
- Spillane, Johnny (* 1980), US-amerikanischer Nordischer Kombinierer
- Spillane, Mickey (1918–2006), US-amerikanischer Krimi-Schriftsteller
- Spillane, Robert (1964–2010), US-amerikanischer Schauspieler
- Spillantini, Maria Grazia (* 1957), italienische Neurowissenschaftlerin
- Špillar, Jaroslav (1869–1917), tschechischer Maler
- Špillar, Karel (1871–1939), tschechischer Maler
- Spillecke, Hermann (1924–1977), deutscher Pädagoge und Politiker (SPD), MdL, MdB, MdEP
- Spillecke, Horst (* 1921), deutscher Fußballspieler
- Spillenberger, Johann (1628–1679), deutscher Maler
- Spiller, Andrés (* 1946), argentinischer Oboist, Dirigent und Musikpädagoge
- Spiller, Andri (* 1995), Schweizer Eishockeyspieler
- Spiller, Bill (1913–1988), US-amerikanischer Golfspieler
- Spiller, C. J. (* 1987), US-amerikanischer American-Football-Spieler
- Spiller, Cristiano (* 1975), italienischer DJ
- Spiller, Hans (1923–2014), deutscher Rechtswissenschaftler
- Spiller, Johann Jakob (1823–1894), Schweizer Politiker und Richter
- Spiller, Jörg-Otto (* 1942), deutscher Politiker (SPD), MdA, MdB
- Spiller, Jürg (1913–1974), Schweizer Kunsthistoriker, Bibliothekar, Maler, Sammler und Autor
- Spiller, Ljerko (1908–2008), argentinischer Geiger, Dirigent und Musikpädagoge
- Spiller, Marjorie (1897–1942), britische Schauspielerin und Berufspilotin vor dem Zweiten Weltkrieg
- Spiller, Matthew (* 1983), kanadischer Eishockeyspieler
- Spiller, Natalja Dmitrijewna (1909–1995), sowjetisch-russische Sopran-Opernsängerin und Hochschullehrerin
- Spiller, Roland (* 1959), deutscher Romanist
- Spiller, William Gibson (1863–1940), US-amerikanischer Neurologe und Neuropathologe
- Spilles, Bert (* 1958), deutscher Kommunalpolitiker (CDU) und Bürgermeister
- Spillett, Simon (* 1974), britischer Jazzmusiker
- Spilliaert, Leon (1881–1946), belgischer MalerLeon Spilliaert (1881–1946)

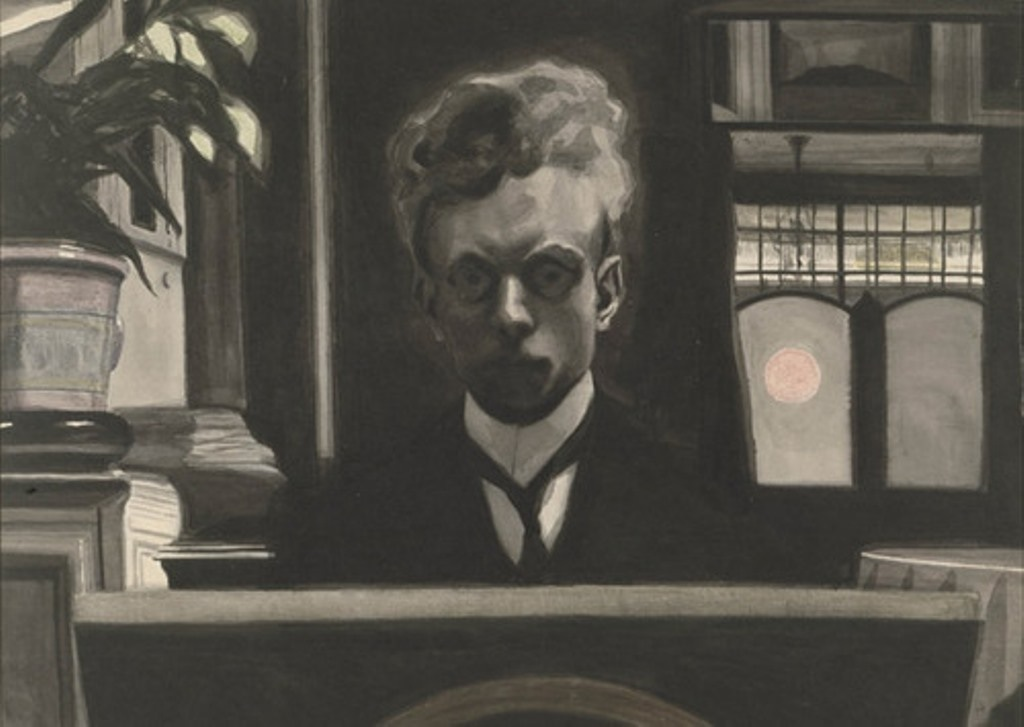
Leon Spilliaert (1881–1946)

- Spilling, Frank (* 1972), deutscher Jurist und Politiker (parteilos)
- Spilling, Herrad (* 1943), deutsche Philologin und Paläografin
- Spilling, Willy (1909–1965), deutscher Komponist und promovierter Musikwissenschaftler
- Spilling-Nöker, Christa (* 1950), deutsche evangelische Pfarrerin
- Spillmann, Andreas (* 1959), Schweizer Kulturmanager, Leiter des Schweizerischen Nationalmuseums
- Spillmann, Franz (1901–1988), österreichischer Paläontologe
- Spillmann, Fred (1915–1986), Schweizer Modeschöpfer
- Spillmann, Gerda (1920–2025), Schweizer Unternehmerin
- Spillmann, Hans Rudolf (1932–2024), Schweizer Sportschütze
- Spillmann, Jörg (* 1962), deutscher Fußballspieler
- Spillmann, Joseph (1842–1905), Schweizer Schriftsteller und Ordensgeistlicher
- Spillmann, Kurt R. (1937–2025), Schweizer Historiker, Konfliktforscher und Hochschullehrer
- Spillmann, Lothar (* 1938), deutscher Wahrnehmungspsychologe und Neurowissenschaftler
- Spillmann, Markus (* 1967), Schweizer Journalist, Medienmanager und Unternehmer
- Spillmann, Matthias (* 1975), Schweizer Jazztrompeter
- Spillner, Adolf von (1790–1871), preußischer Generalmajor
- Spillner, Bernd (1941–2023), deutscher Sprachwissenschaftler
- Spillner, Michelle (* 1967), deutsche Zauberkünstlerin, Autorin, Fotografin und Journalistin
- Spillner, Wolf (1936–2021), deutscher Naturfotograf und Schriftsteller
- Spillum, Alex (* 1999), US-amerikanischer American-Football-Spieler
- Spilman, John († 1626), deutsch-englischer Unternehmer, Papierfabrikant und Juwelier
- Spilmann, Anton, bernischer Staatsmann
- Spilotro, Anthony (1938–1986), italo-amerikanischer Mobster des Chicago OutfitAnthony Spilotro (1938–1986)

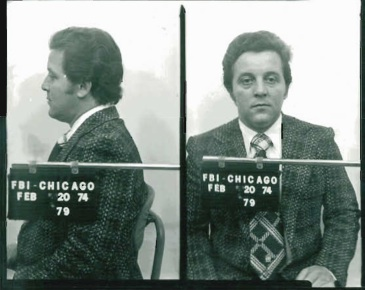
Anthony Spilotro (1938–1986)

- Spilotro, Michael Peter (1944–1986), US-amerikanischer Mobster und Assoziierter des Chicago Outfit
- Spils, May (* 1941), deutsche Regisseurin
- Spilsbury, Bernard (1877–1947), britischer Pathologe und Rechtsmediziner
- Spilsbury, John (1739–1769), britischer Kartograph und Kupferstecher
- Spilsbury, Klinton (* 1950), US-amerikanischer Schauspieler
- Spiluttini, Margherita (1947–2023), österreichische Architekturfotografin

### Spin
- Spina, Angelo (* 1954), italienischer Geistlicher, römisch-katholischer Erzbischof von Ancona-Osimo
- Spina, Bartolomeo de, Dominikaner, Inquisitor, Hoftheologe
- Spina, Dave (* 1983), italo-amerikanischer Eishockeyspieler
- Spina, Franz (1868–1938), deutscher Bohemist und Politiker in der Tschechoslowakei
- Spina, Giuseppe (1756–1828), Kardinal der römisch-katholischen Kirche
- Spina, Johannes de (1642–1689), deutscher Rechtswissenschaftler und Rektor der Universität Heidelberg
- Spina, Juan-Francisco (* 1985), argentinischer Tennisspieler
- Spina, Lane (* 1962), US-amerikanischer Freestyle-Skisportler
- Spina, Maria Grazia (1936–2025), italienische Schauspielerin
- Spina, Peter de (1526–1569), Mediziner und Stadtphysicus von Aachen
- Spina, Peter de II. (1563–1622), Mediziner
- Spina, Peter de III. (1592–1655), Mediziner
- Spina, Segismundo (1921–2012), brasilianischer Romanist und Lusitanist
- Spinache (* 1979), polnischer Rapper und Musikproduzent
- Spinacino, Francesco, italienischer Komponist und Lautenist
- Spinadel, Erico (1929–2020), österreichisch-argentinischer Ingenieur
- Spinadel, Laura P. (* 1958), österreichische Architektin
- Spinadel, Vera W. de (1929–2017), argentinische Mathematikerin
- Špínar, Zdeněk V. (1916–1995), tschechischer Paläontologe
- Spinat, Paul (1904–1989), deutscher Unternehmer
- Spinath, Birgit (* 1969), deutsche Psychologin
- Spinath, Frank M. (* 1969), deutscher Psychologe und Musiker
- Spinazzola, Leonardo (* 1993), italienischer FußballspielerLeonardo Spinazzola (* 1993)

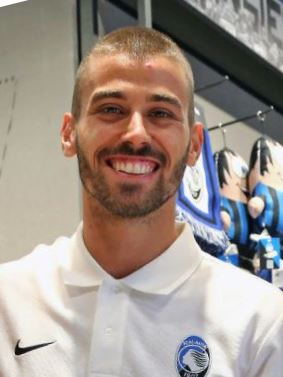
Leonardo Spinazzola (* 1993)

- Spinazzola, Vittorio (1863–1943), italienischer Klassischer Archäologe
- Spincer, Angélique (* 1984), französische Handballspielerin und -trainerin
- Spinčić, Vjekoslav (1848–1933), Politiker
- Spincke, Detlef (* 1954), deutscher Fußballspieler
- Spincke, Reinhard (* 1964), deutscher evangelischer Theologe und evangelikaler Kirchenfunktionär
- Spindel, Ferdinand (1913–1980), deutscher Maler, Bildhauer und Objektkünstler
- Spindelberger, Erwin (* 1956), österreichischer Gewerkschafter und Politiker (SPÖ), Abgeordneter zum Nationalrat
- Spindelböck, Josef (* 1964), österreichischer römisch-katholischer Priester, Moraltheologe und Ethiker
- Spindelegger, Erich (1919–2014), österreichischer Politiker (ÖVP), Abgeordneter zum Nationalrat, Mitglied des Bundesrates
- Spindelegger, Michael (* 1959), österreichischer Politiker (ÖVP), MdEPMichael Spindelegger (* 1959)

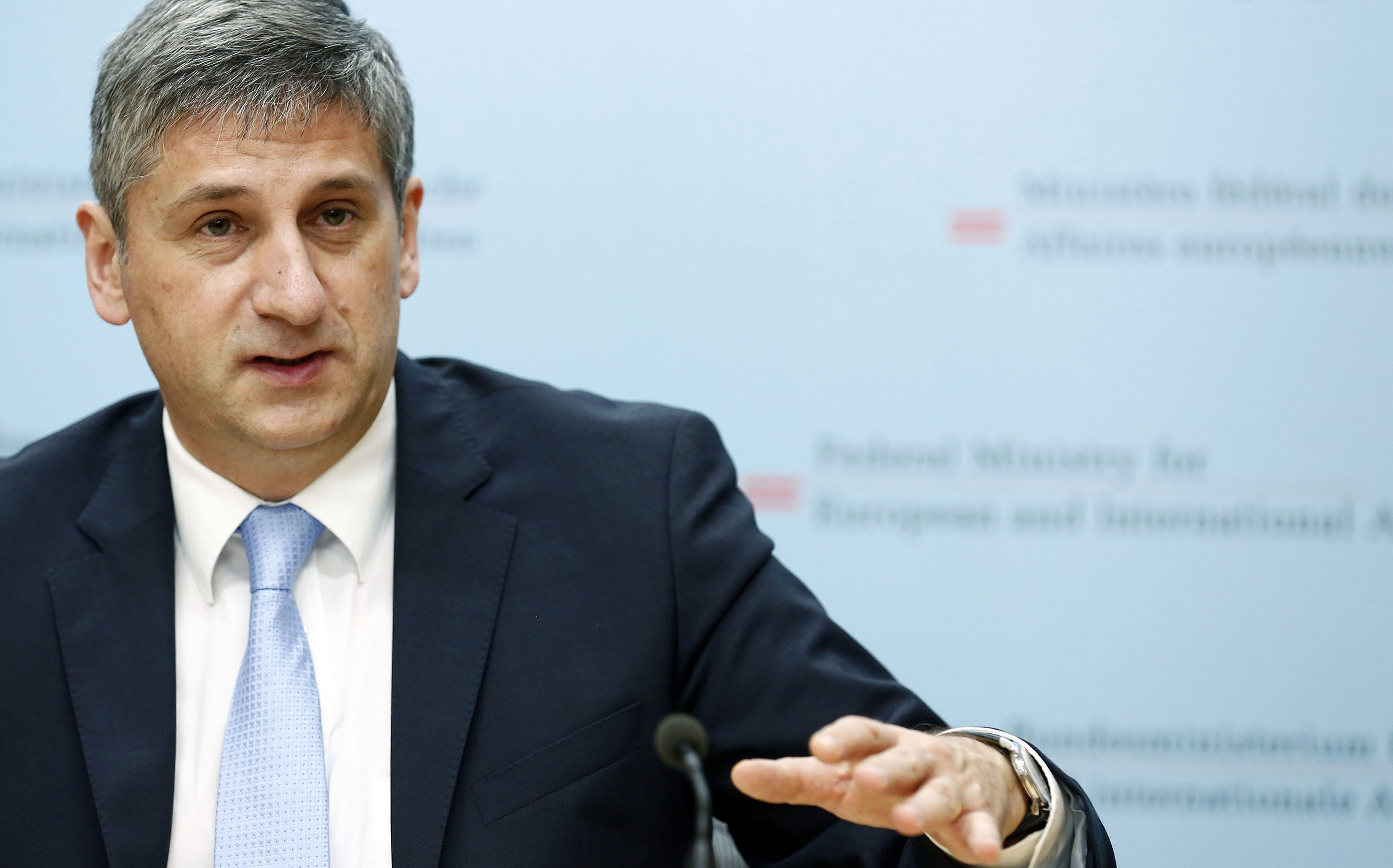
Michael Spindelegger (* 1959)

- Spindelmann, Johann Heinrich (1878–1927), deutscher Kaufmann und Stifter
- Spindler, Alfred (1888–1948), deutscher Jurist
- Spindler, Alfred (1906–1975), deutscher Politiker (KPD), MdL
- Spindler, Arno (1880–1967), deutscher Marineoffizier, zuletzt Konteradmiral im Zweiten Weltkrieg, Marineschriftsteller
- Spindler, Benjamin (* 1985), deutscher Pokerspieler
- Spindler, Carl (1841–1902), deutscher Unternehmer
- Spindler, Carl Julius (1838–1918), deutscher Missionar und Dichter
- Spindler, Charles (1865–1938), Elsässer Künstler
- Spindler, Christine (* 1960), deutsche Schriftstellerin
- Spindler, Dieter (* 1950), deutscher Politiker (CDU), Bürgermeister von Meerbusch
- Spindler, Emil (1885–1957), deutscher Kaufmann und Politiker (USPD, SPD), MdBB
- Spindler, Erica (* 1957), US-amerikanische Schriftstellerin
- Spindler, Ernst (1854–1916), deutscher Architekt
- Spindler, Erwin (1860–1926), deutscher Künstler, spätromantisch-realistischer Landschaftsmaler und Grafiker
- Spindler, Fritz (1816–1905), deutscher Pianist und Komponist
- Spindler, Gabriele (* 1972), österreichische Kunsthistorikerin und Kulturmanagerin
- Spindler, Georg (1528–1605), evangelisch-lutherischer und evangelisch-reformierter Theologe
- Spindler, Georg Friedrich (1842–1909), deutscher Bildhauer
- Spindler, Gerald (1960–2023), deutscher Wirtschaftsjurist und HochschullehrerGerald Spindler (1960–2023)

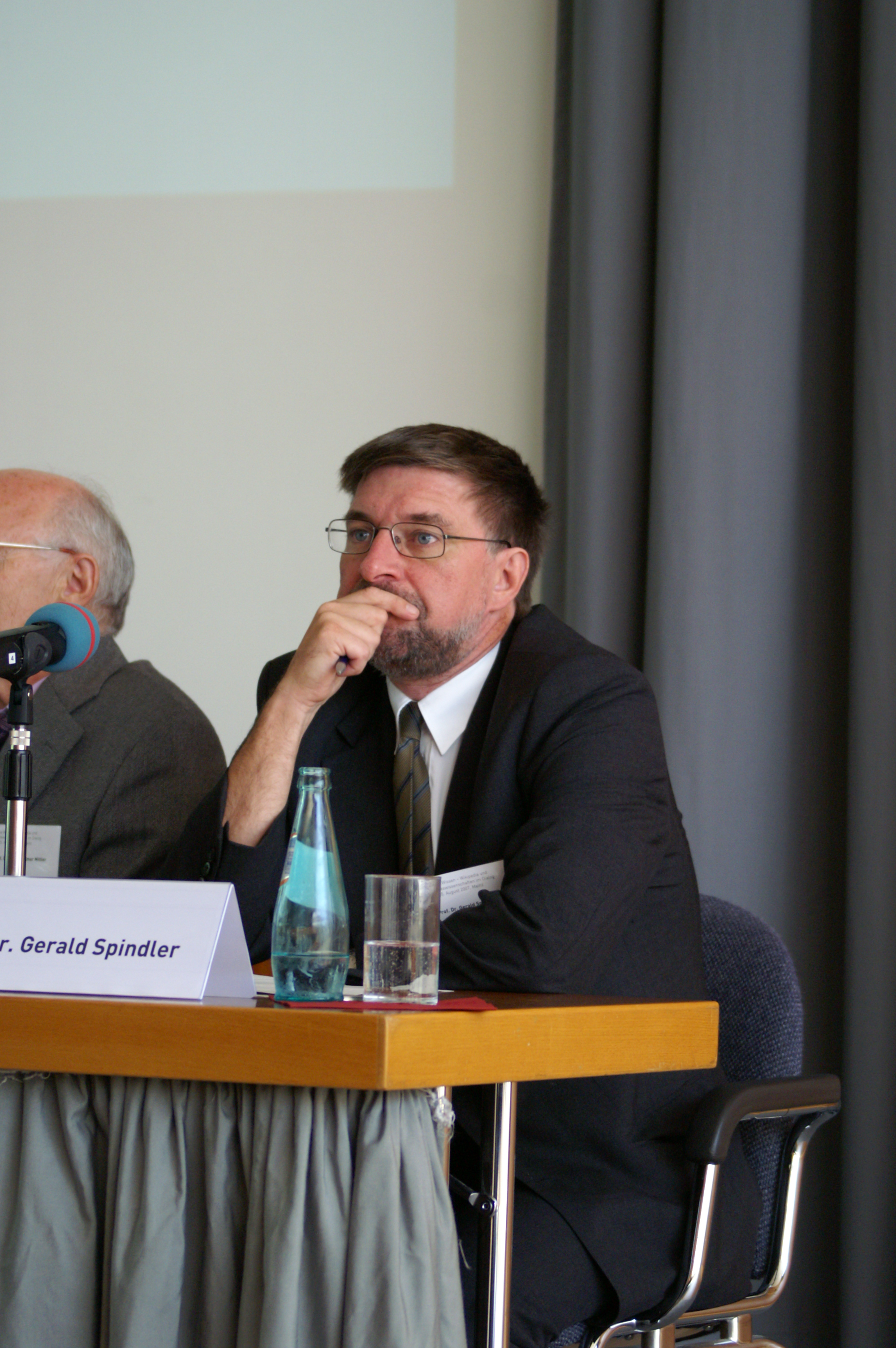
Gerald Spindler (1960–2023)

- Spindler, Gert P. (1914–1997), deutscher Textil-Unternehmer und Sozialpolitiker
- Spindler, Gottlob (1812–1876), deutscher Architekt und württembergischer Baubeamter
- Spindler, Günter (* 1949), deutscher Ringer
- Spindler, Gustav (1859–1928), deutscher Förster
- Spindler, Harry (1931–1992), deutscher Diplomat, Botschafter der DDR
- Spindler, Heinrich (1857–1907), deutscher Oberlehrer und Klassischer Philologe
- Spindler, Heinrich Wilhelm (* 1738), deutscher Kunsttischler
- Spindler, Herbert (* 1954), österreichischer Radrennfahrer
- Spindler, Jan (* 1971), deutscher Politiker (PDS, Die Linke), MdA
- Spindler, Joachim von (1899–1987), deutscher Ministerialbeamter
- Spindler, Johann Friedrich (* 1726), deutscher Kunsttischler
- Spindler, Joseph (* 1974), deutscher Duathlet und Triathlet
- Spindler, Karl (1796–1855), deutscher Schriftsteller
- Spindler, Karl (1887–1951), deutscher Marineoffizier und Autor
- Spindler, Konrad (1939–2005), deutscher Prähistoriker und Erforscher der Ötzi-Mumie
- Spindler, Ludwig von (1757–1817), Abgeordneter der Reichsstände des Königreichs Westphalen
- Spindler, Manfred (* 1934), deutscher Fußballspieler
- Spindler, Marlen (1931–2003), russischer Künstler
- Spindler, Martin (* 1979), deutscher Mathematiker und Statistiker
- Spindler, Matthias (1954–2021), deutscher Journalist und Historiker
- Spindler, Max (1894–1986), deutscher Historiker
- Spindler, Michael (1942–2016), deutscher Manager
- Spindler, Robert (1893–1954), deutscher Anglist
- Spindler, Sid (1932–2008), australischer Politiker
- Spindler, Walter (* 1907), deutscher Parteifunktionär (NSDAP)
- Spindler, Walter (* 1954), deutscher General
- Spindler, Wilhelm (1810–1873), deutscher Wäscherei- und Färberei-Unternehmer und Gründer der Firma W. Spindler
- Spindler, Wilhelm (1861–1927), deutscher Politiker (Zentrum), MdR
- Spindler, Wilhelm (1893–1937), deutscher Politiker (BVP), MdL
- Spindler, Wilhelm (1923–2013), deutscher Sinto und Bürgerrechtler
- Spindler, Wolfgang (* 1938), deutscher Musikhistoriker und Hochschullehrer
- Spindler, Wolfgang (* 1946), deutscher Jurist, Richter und Präsident des Bundesfinanzhofs
- Spindler, Wolfgang (* 1968), römisch-katholischer Theologe und Hochschullehrer
- Spineanu, Ulm (1943–2006), rumänischer Politiker, Wirtschaftswissenschaftler und Manager
- Spineanu-Matei, Octavia (* 1967), rumänische Juristin
- Spinell, Joe (1936–1989), amerikanischer Schauspieler und Zeichner
- Spinell, Natalie (* 1982), deutsche Schauspielerin, Regisseurin, Drehbuchautorin, SprecherinNatalie Spinell (* 1982)

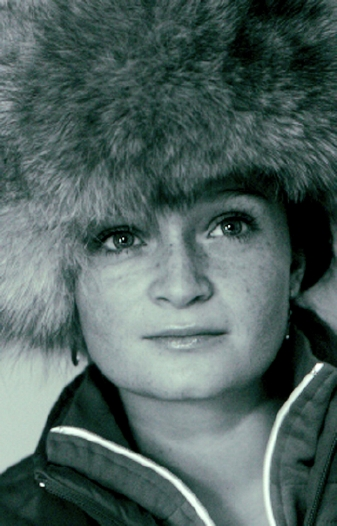
Natalie Spinell (* 1982)

- Spinella, Ralph (1923–2021), US-amerikanischer Fechter

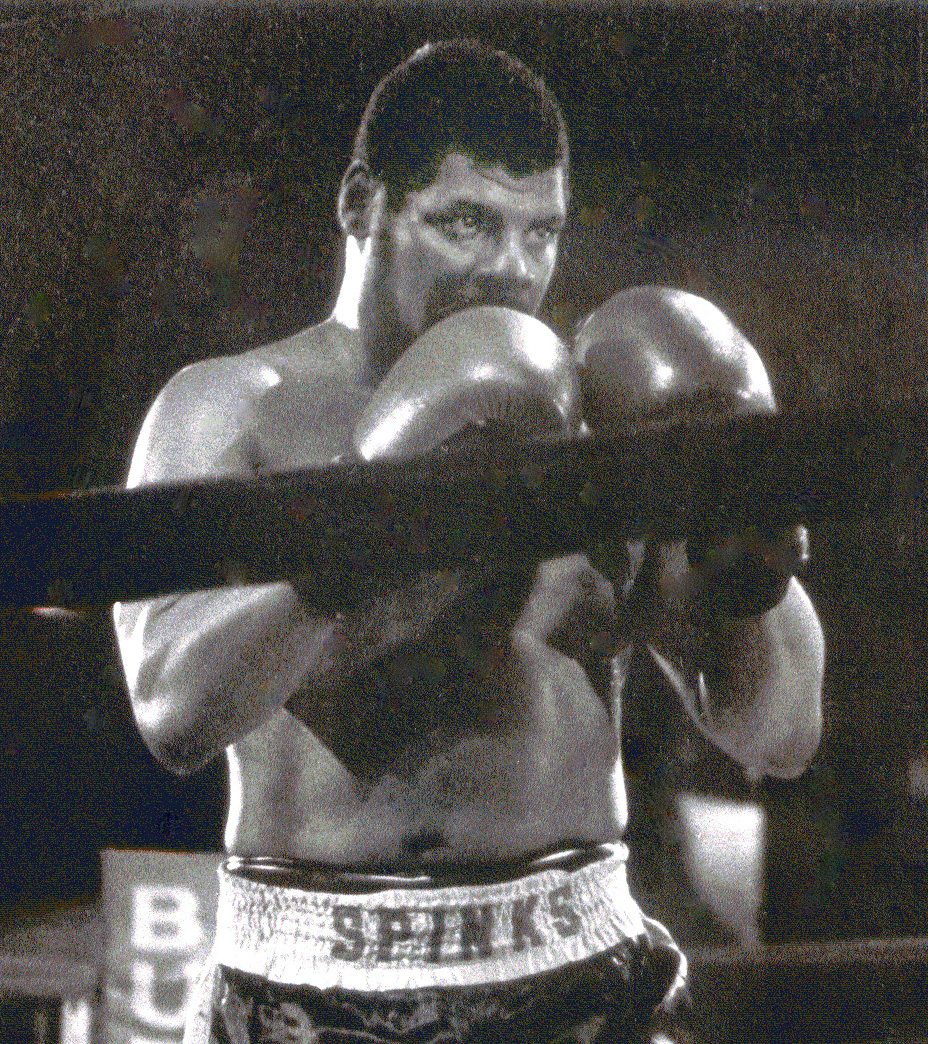
Leon Spinks (1953–2021)

- Spinella, Stephen (* 1956), US-amerikanischer Schauspieler
- Spinelli, Altiero (1907–1986), italienischer Politiker, Mitglied der Camera dei deputati, MdEP
- Spinelli, Anita (1908–2010), Schweizer Malerin und Zeichnerin
- Spinelli, Anthony (1927–2000), US-amerikanischer Regisseur
- Spinelli, Antonio (1630–1706), Theatinerpater und Geheimrat am Bayerischen Hof
- Spinelli, Brunello (1939–2018), italienischer Wasserballspieler
- Spinelli, Bruno (* 1997), brasilianischer Stabhochspringer
- Spinelli, Domenico (1788–1863), italienischer Sammler und Archäologe
- Spinelli, Dominic (1923–1945), US-amerikanischer SoldatDominic Spinelli (1923–1945)

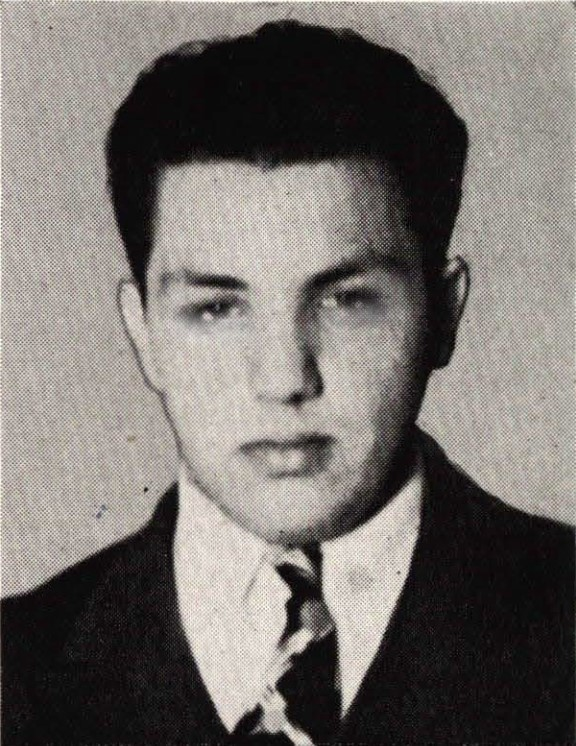
Dominic Spinelli (1923–1945)

- Spinelli, Filippo (1566–1616), Nuntius und Kardinal
- Spinelli, Francesco (1853–1913), römisch-katholischer Priester und Ordensgründer, Heiliger
- Spinelli, Giovanni Battista (1613–1658), italienischer Maler
- Spinelli, Giuseppe (1694–1763), italienischer Kardinal und Präfekt der Propaganda-Kongregation
- Spinelli, Jerry (* 1941), US-amerikanischer Jugendbuchautor
- Spinelli, Justin (* 1979), US-amerikanischer Cyclocross- und Straßen-Radrennfahrer
- Spinelli, Luca, Schweizer Investigativ-Journalist
- Spinelli, Nicholas (* 2001), italienischer Motorradrennfahrer
- Spinelli, Nicola (1325–1406), Jurist und Politiker im Dienst der Königin Johanna I. von Neapel, sowie der Päpste Urban V. und Gregor XI.
- Spinelli, Nicola (1865–1909), italienischer Komponist, Pianist und Dirigent
- Spinelli, Salvatore (1746–1805), italienischer römisch-katholischer Geistlicher, Bischof von Lecce und Erzbischof von Salerno
- Spinelli, Santino (* 1964), italienischer Musiker und Komponist
- Spinellis, Loudovikos († 1904), griechischer Komponist
- Spinello Aretino († 1410), italienischer Maler
- Spinello, Barry J. (* 1941), US-amerikanischer Filmregisseur, Filmproduzent, Autor und Filmeditor
- Spiner, Brent (* 1949), US-amerikanischer Schauspieler und SängerBrent Spiner (* 1949)

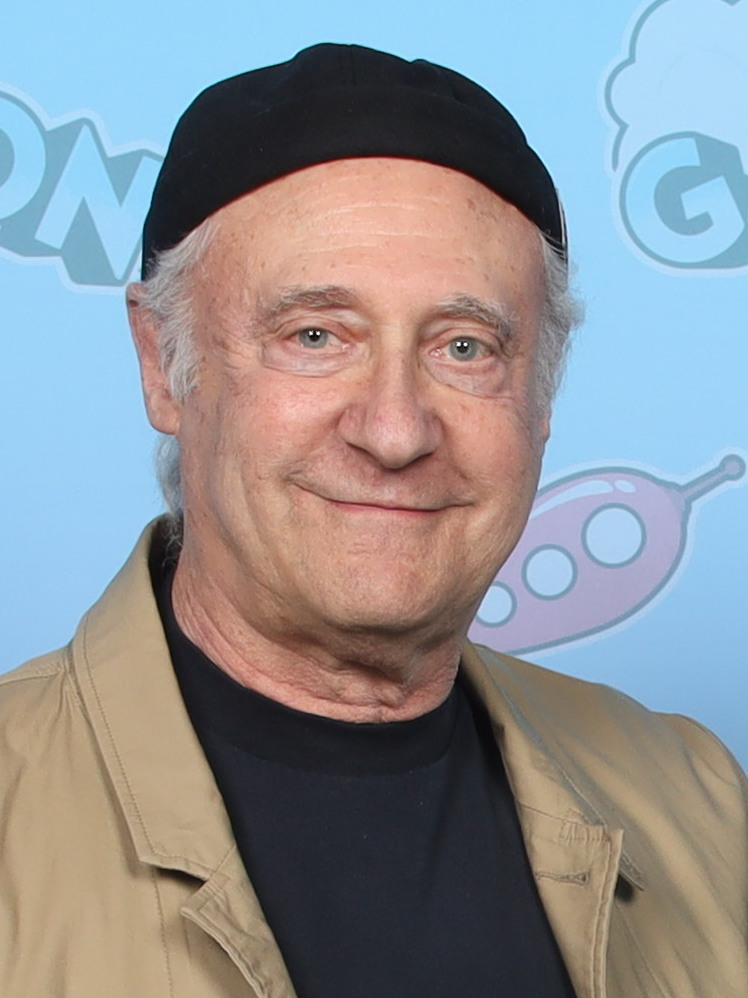
Brent Spiner (* 1949)

- Spinesi, Gionatha (* 1978), italienischer Fußballspieler
- Spinetta, Jean-Cyril (* 1943), französischer Spitzenbeamter und Manager
- Spinetta, Luis Alberto (1950–2012), argentinischer Rockmusiker und -komponist
- Spinetti, Ferruccio (* 1970), italienischer Jazzmusiker (Kontrabass, Komposition)
- Spinetti, Giovanni, italienischer Klavierbauer
- Spinetti, Henry (* 1951), britischer Schlagzeuger und Session-Musiker
- Spinetti, Massimo (* 1943), italienischer Diplomat
- Spinetti, Victor (1929–2012), britischer Sänger und Schauspieler
- Spingler, Andrea (* 1949), deutsche Übersetzerin französischer Literatur
- Spingler, Renate, deutsche Opernsängerin (Mezzosopran)
- Spingler, Tobias, Maler
- Spingler, Wenzel S. (* 1964), deutscher 3D-Designer
- Spingler, Werner (1927–2025), deutscher Medizintechniker und Unternehmer
- Spinillo, Angelo (* 1951), italienischer Geistlicher, Bischof von Aversa
- Spinjow, Nikolai Nikolajewitsch (* 1974), russischer Olympiasieger im Rudern
- Spink, Cyrus (1793–1859), US-amerikanischer Politiker
- Spink, J. C. (1972–2017), US-amerikanischer Filmproduzent
- Spink, John Stephenson (1909–1985), britischer Romanist und Französist
- Spink, Nigel (* 1958), englischer Fußballtorhüter
- Spink, Solomon L. (1831–1881), US-amerikanischer Politiker
- Spink, Tylor (* 1992), kanadischer Eishockeyspieler
- Spink, Tyson (* 1992), kanadischer Eishockeyspieler
- Spinka, Klaus (* 1960), österreichischer Grasskiläufer
- Spinks, Charlton Watson (1877–1959), britischer General und letzter Sirdar von Ägypten
- Spinks, Cory (* 1978), US-amerikanischer Boxer
- Spinks, Leon (1953–2021), US-amerikanischer BoxerLeon Spinks (1953–2021)
- Spinks, Michael (* 1956), US-amerikanischer Halbschwergewichts- und Schwergewichtsboxer
- Spinks, Terry (1938–2012), britischer Boxer und Trainer
- Spinler, Stefan (* 1970), deutscher Logistikwissenschaftler
- Spinnangr, Martin (* 1987), norwegischer Beachvolleyballspieler
- Spinnen, Burkhard (* 1956), deutscher SchriftstellerBurkhard Spinnen (* 1956)

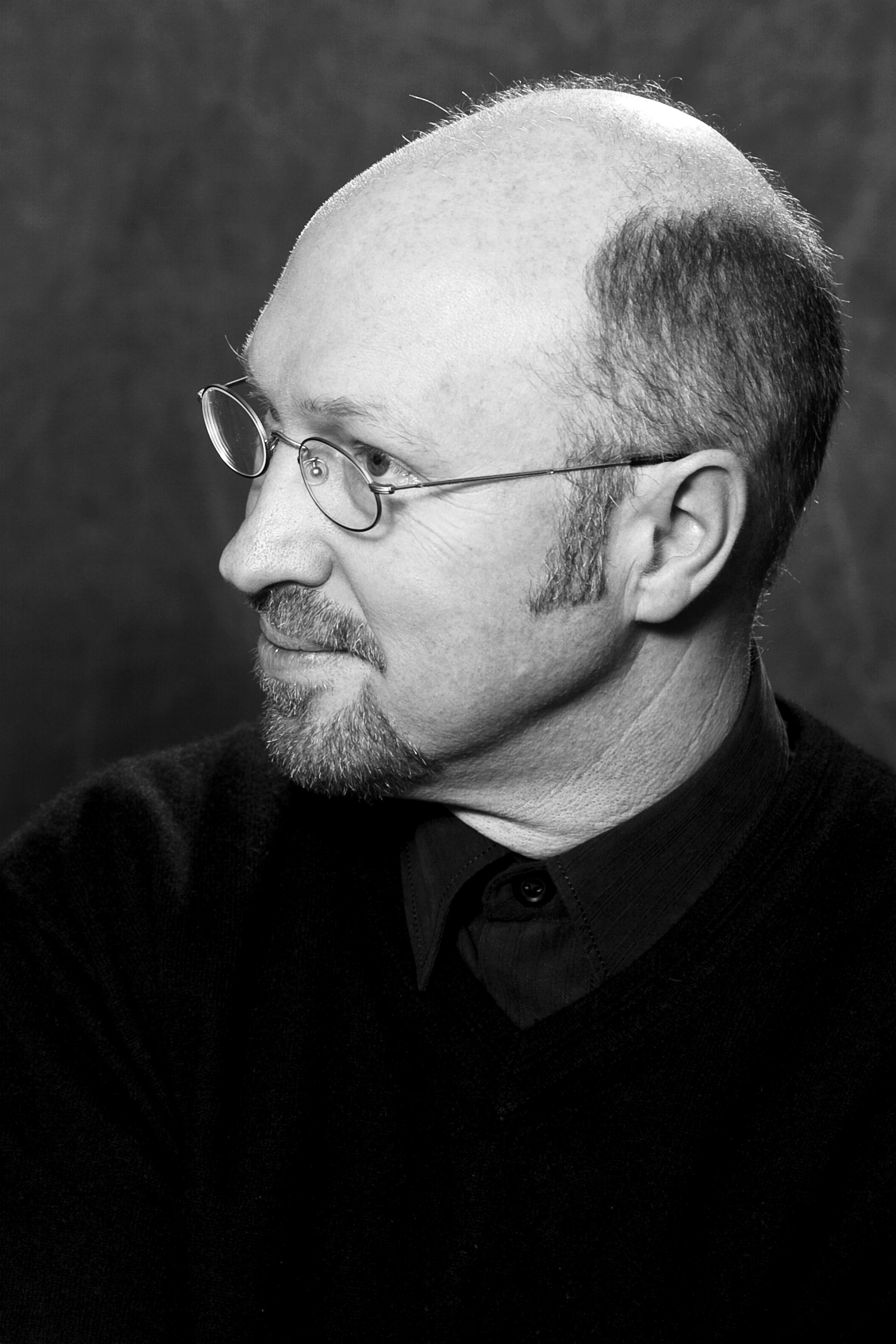
Burkhard Spinnen (* 1956)

- Spinner, Christoph (* 1984), deutscher Mediziner
- Spinner, Esther (* 1948), Schweizer Schriftstellerin
- Spinner, Francis E. (1802–1890), US-amerikanischer Politiker
- Spinner, Georg (1921–1995), deutscher Hochfrequenztechniker und Unternehmer
- Spinner, Günter (* 1972), deutscher Jurist
- Spinner, Helmut F. (* 1937), deutscher Philosoph, Wissenschaftstheoretiker, Soziologe und Hochschullehrer
- Spinner, Kaspar H. (* 1941), Schweizer Germanist und Fachdidaktiker
- Spinner, Leopold (1906–1980), österreichischer Komponist
- Spinner, Tony (* 1963), US-amerikanischer Gitarrist und Sänger
- Spinner, Werner (* 1948), deutscher Manager und Fußballfunktionär
- Spinner, Wilfried (1854–1918), Schweizer Missionar
- Spinney, Caroll (1933–2019), US-amerikanischer Puppenspieler
- Spinney, Laura (* 1971), britische Schriftstellerin und Wissenschaftsjournalistin
- Spinning 9 (* 1990), deutscher Rapper
- Spinnler, Adolf (1879–1951), Schweizer Turner
- Spinnler, Erwin (* 1947), deutscher Fußballspieler
- Spinnler, Karl (1875–1936), Schweizer Politiker (FDP)
- Spinnler, Lisette (* 1976), Schweizer Jazz-Sängerin
- Spinnler, Rolf (1927–2000), Schweizer Maler, Bühnenbildner, Illustrator, Zeichner
- Spinnrad, Jürgen, deutscher Bildhauer und Baumeister
- Spinoglio, Ángel (1931–2012), uruguayischer Unternehmer und Politiker
- Spínola Basadone, Agustín (1597–1649), spanischer Kardinal der römisch-katholischen Kirche
- Spinola von Bruay, Albert Gaston († 1645), kaiserlicher Offizier im Dreißigjährigen Krieg
- Spinola von Bruay, Philippe (1612–1670), Offizier in spanischen Diensten
- Spínola y Maestre, Marcelo (1835–1906), spanischer Kardinal der römisch-katholischen Kirche und Erzbischof von Seviila
- Spinola, Agostino († 1537), italienischer Kardinal
- Spinola, Alessandro (1589–1676), Genueser Doge
- Spinola, Ambrosio (1569–1630), spanischer Heerführer im Achtzigjährigen KriegAmbrosio Spinola (1569–1630)

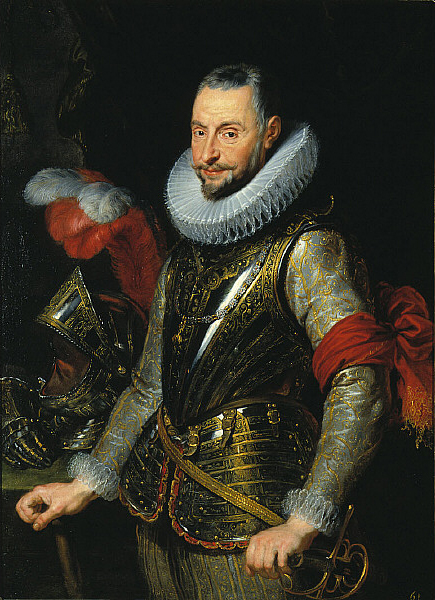
Ambrosio Spinola (1569–1630)

- Spínola, Ambrosio Ignacio (1632–1684), spanischer Bischof
- Spínola, António de (1910–1996), portugiesischer General und Politiker
- Spinola, Bernhard (1836–1900), deutscher Jurist und langjähriger Verwaltungsdirektor der Charité
- Spinola, Christoph de Royas y († 1695), flämisch-österreichischer Franziskaner, Kameralist, Politiker und Bischof von Wiener Neustadt
- Spinola, Federico Costanzo (1830–1909), italienischer Diplomat und Senator, Gesandter in Argentinien, Schweden, Niederlande und Portugal
- Spinola, Filippo (1535–1593), italienischer Geistlicher
- Spinola, Francis B. (1821–1891), US-amerikanischer Offizier und Politiker
- Spinola, Francisco (1654–1694), italienischer Geistlicher
- Spinola, Giambattista (1615–1704), Kardinal der Römischen Kirche
- Spinola, Giambattista (1646–1719), italienischer Kardinal der Römischen Kirche
- Spinola, Giandomenico (1580–1646), italienischer Bischof und Kardinal
- Spinola, Giandomenico (* 1959), italienischer Klassischer Archäologe
- Spinola, Giorgio (1667–1739), italienischer Geistlicher, päpstlicher Diplomat und Kardinal
- Spinola, Giovanni (1935–2020), italienischer Ruderer
- Spinola, Giovanni Battista (1681–1752), italienischer Geistlicher und Kardinal der römisch-katholischen Kirche
- Spinola, Girolamo (1713–1784), italienischer Erzbischof und Kardinal
- Spinola, Giulio (1612–1691), italienischer Kardinal und Erzbischof
- Spínola, Hélder (* 1973), portugiesischer Biologe und Ökologe
- Spinola, Luca († 1579), 57. Doge der Republik Genua
- Spínola, Magdalena (1896–1991), guatemaltekische Lehrerin, Dichterin und Journalistin
- Spinola, Massimiliano (1780–1857), italienischer Entomologe
- Spinola, Niccolò (1659–1735), spanischer Kardinal
- Spínola, Orazio († 1616), italienischer Erzbischof und Kardinal
- Spínola, Pedro (* 1983), portugiesischer Handballspieler
- Spinola, Ugo Pietro (1791–1858), italienischer Kardinal
- Spínola, Vanessa (* 1990), brasilianische Siebenkämpferin
- Spinosa, Nicola (* 1943), italienischer Kunsthistoriker
- Spinosi, Jean-Christophe (* 1964), französischer Dirigent, Violinist und Gründer des Ensemble Matheus
- Spinosi, Laurent (* 1969), französischer Fußballtorhüter und -torwarttrainer
- Spinosi, Luciano (* 1950), italienischer Fußballspieler und -trainer
- Spinosi, Mathieu (* 1990), französischer Filmschauspieler und Geiger
- Spinotti, Dante (* 1943), US-amerikanischer Kameramann
- Spinoy, Antoon (1906–1967), belgischer Politiker
- Spinoza, Baruch de (1632–1677), niederländischer Philosoph des RationalismusBaruch de Spinoza (1632–1677)

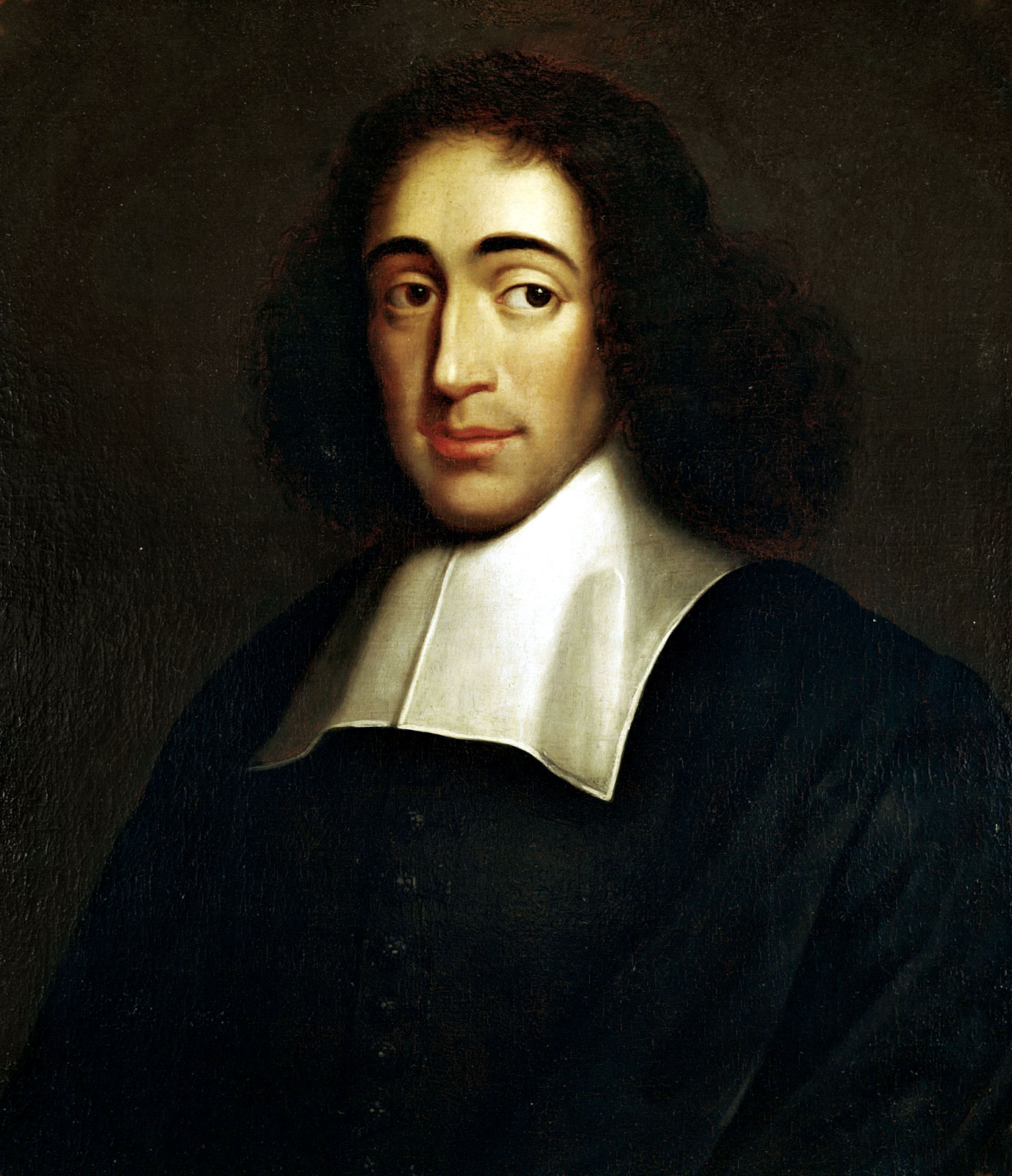
Baruch de Spinoza (1632–1677)

- Spinrad, Hyron (1934–2015), US-amerikanischer Astronom
- Spinrad, Norman (* 1940), US-amerikanischer Science-Fiction-Autor
- Spinrads, Rolf (1942–1987), deutscher Fernseh-Redakteur, Regisseur und Autor
- Spinrath, Andreas (* 1987), deutscher Journalist und Dokumentarfilmregisseur
- Spinrath, Norbert (* 1957), deutscher Polizist, Gewerkschafter und Politiker (SPD), MdB
- Spintec, deutscher Musikproduzent
- Spintzyk, Alexander (* 1999), deutscher Volleyballspieler
- Spinucci, Domenico (1739–1823), italienischer Geistlicher, Erzbischof und Kardinal von Benevent
- Spinzig, Otto (1873–1957), deutscher Bergbeamter, Montanindustrieller und Parlamentarier

### Spio
- Spio, Mary, Raumfahrtingenieurin, technische Innovatorin und Unternehmerin
- Spio-Garbrah, Ekwow (* 1953), ghanaischer Politiker, Generaldirektor der Commonwealth Telecommunications Organisation (CTO)
- Spiolek, Kevin (* 1962), englischer Dartspieler
- Spione, James, US-amerikanischer Filmproduzent und Filmregisseur
- Spiotta, Dana (* 1966), US-amerikanische Schriftstellerin

### Spir
- Spir, Afrikan (1837–1890), russischer Philosoph und Logiker
- Spir, Juan-Carlos (* 1990), kolumbianischer Tennisspieler
- Spira, Andreas (1929–2004), deutscher Klassischer Philologe
- Spira, Bil (1913–1999), österreichisch-französischer Illustrator und Karikaturist
- Spira, Camilla (1906–1997), deutsche SchauspielerinCamilla Spira (1906–1997)

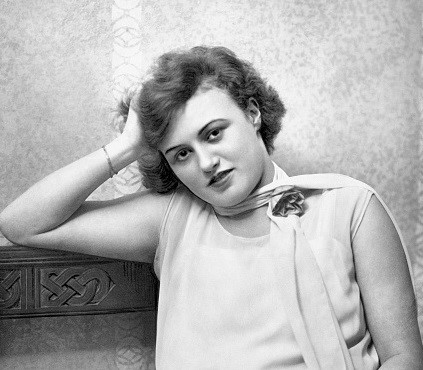
Camilla Spira (1906–1997)

- Spira, Chaim Elazar (1868–1937), chassidischer Rabbiner
- Spira, Elizabeth T. (1942–2019), österreichische Fernsehjournalistin
- Spira, Françoise (1928–1965), französische Film- und Theaterschauspielerin
- Spira, Fred (1924–2007), US-amerikanischer Fotograf
- Spira, Fritz (1877–1943), österreichischer Schauspieler
- Spira, Henry (1927–1998), belgisch-amerikanischer Tierrechtsaktivist
- Spira, Joel (* 1981), schwedischer Schauspieler
- Spira, Johannes de, Buchdrucker in Venedig
- Spira, Leopold (1913–1997), österreichischer Publizist und politischer Autor
- Spira, Lotte (1881–1943), deutsche Schauspielerin
- Spira, Mela (1893–1967), österreichische Schauspielerin und Schriftstellerin
- Spira, Rupert (* 1960), britischer bildender Künstler und spiritueller Lehrer
- Spira, Steffie (1908–1995), deutsche Schauspielerin
- Spira, Theodor (1885–1961), deutscher Anglist
- Spira, Wendelinus de († 1477), Buchdrucker in Venedig
- Spira-Wedeles, Aaron Simeon († 1679), jüdischer Gelehrter und Rabbiner
- Spirago, Franz (1862–1942), tschechischer Theologe und Schriftsteller
- Spiranac, Paige (* 1993), US-amerikanische Golfsportlerin, Golflehrerin und InfluencerinPaige Spiranac (* 1993)

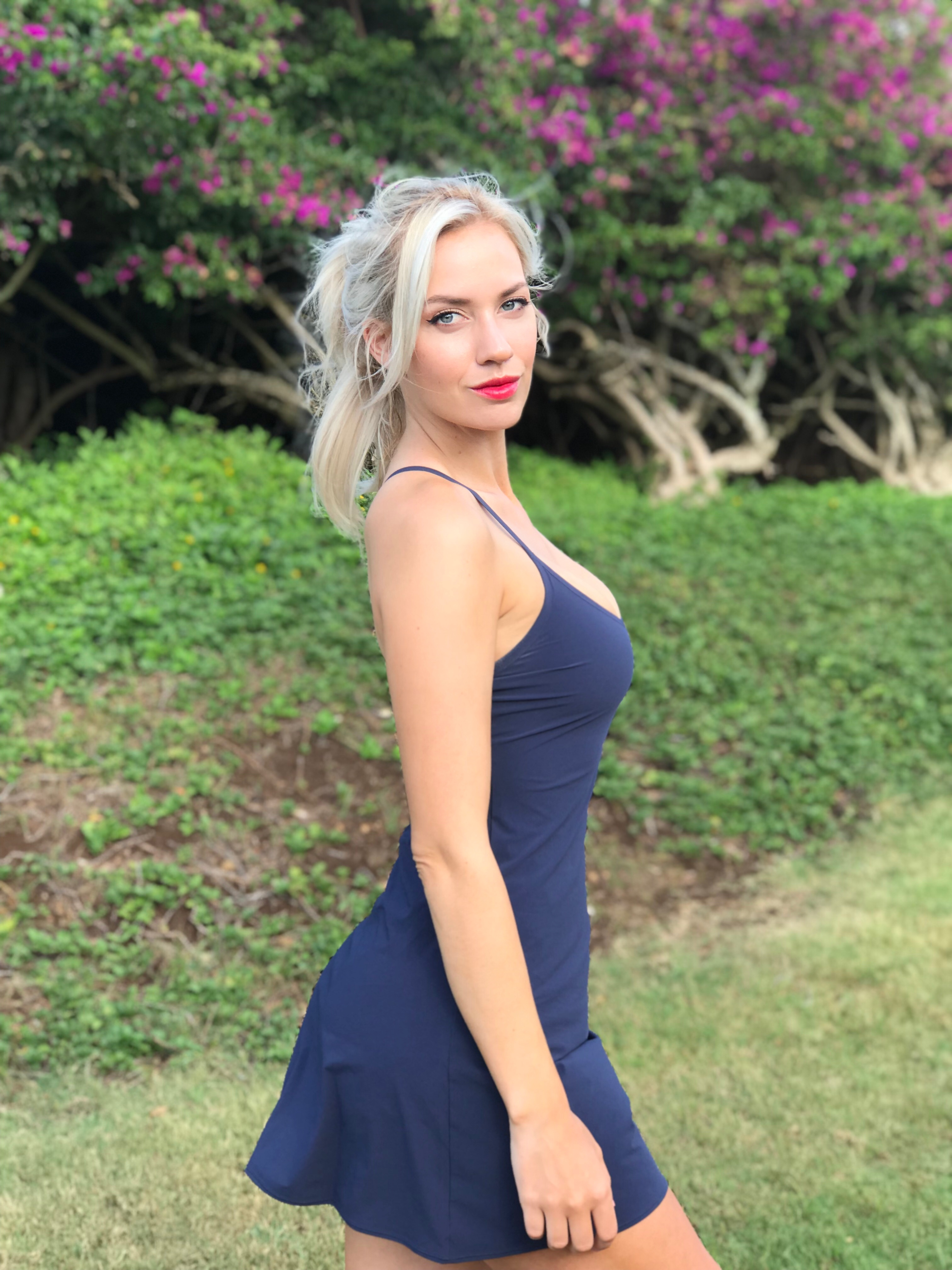
Paige Spiranac (* 1993)

- Spirandelli, Zoltan (* 1957), deutscher Regisseur und Darsteller
- Spiranovic, Laura (* 1991), australische Fußballspielerin
- Spiranovic, Matthew (* 1988), australischer Fußballspieler
- Spîrcu, Doina (* 1970), rumänische Ruderin
- Spire, André (1868–1966), französischer Dichter, Schriftsteller und Zionist
- Spire, Antoine (* 1946), französischer Journalist
- Spirescu, Maria (* 1980), rumänische Bobsportlerin und Leichtathletin
- Spirgatis, Hermann (1822–1899), deutscher Pharmazeut, Chemiker und Hochschullehrer
- Spirgatis, Max (1851–1902), deutscher Buchwissenschaftler und Verlagsbuchhändler in Straßburg und Leipzig
- Spiri, Anthony (* 1955), US-amerikanischer Pianist und Musikpädagoge
- Špirić, Nikola (* 1956), bosnisch-herzegowinischer Politiker (SNSD)
- Špirić, Teodora (* 2000), österreichische Singer-Songwriterin
- Spiridakos, Tracy (* 1988), griechisch-kanadische SchauspielerinTracy Spiridakos (* 1988)

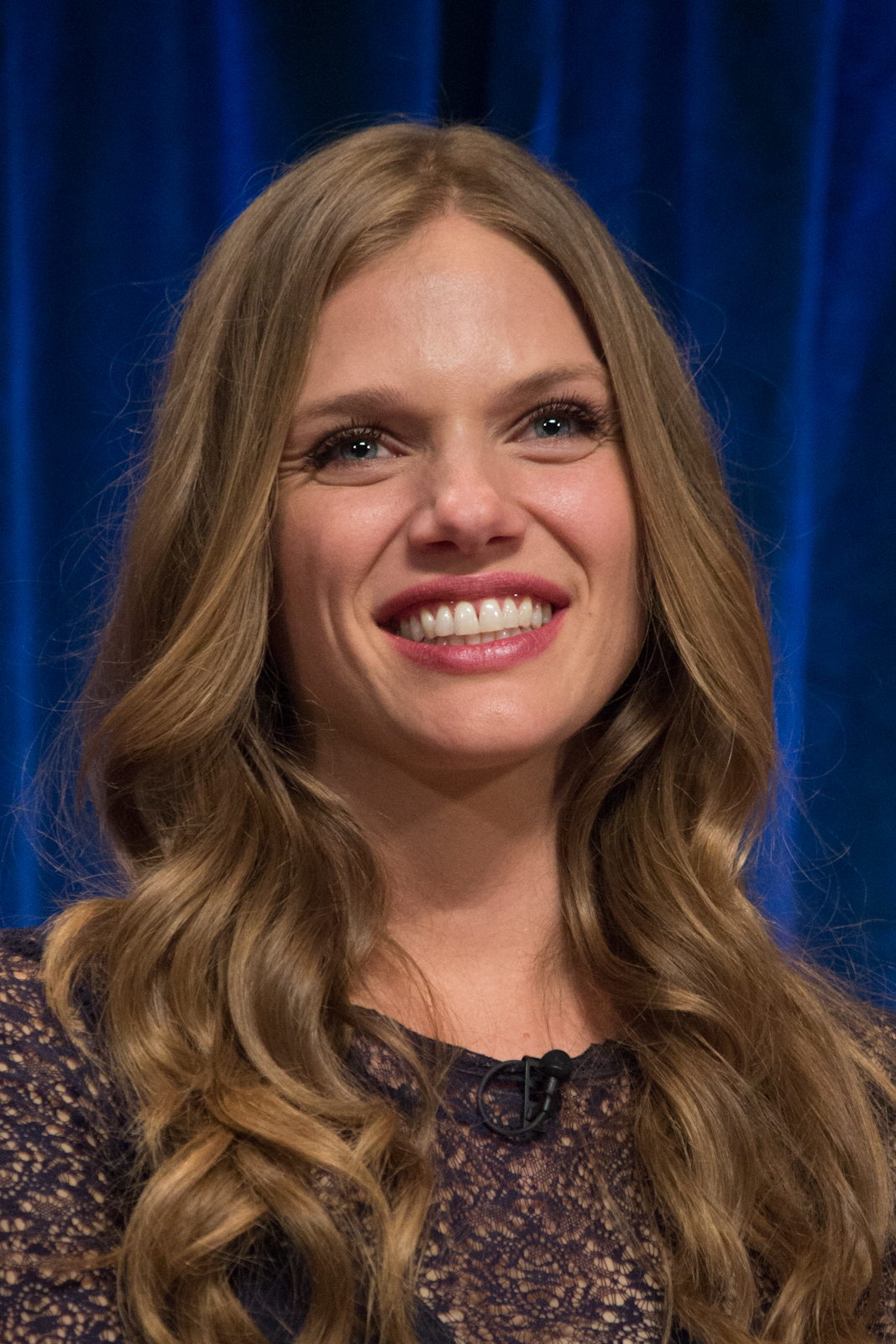
Tracy Spiridakos (* 1988)

- Spiridon, Cassian Maria (* 1950), rumänischer Lyriker, Essayist, und Verleger
- Spiridon, Simona (* 1980), österreichische Handballspielerin und -trainerin
- Spiridonov, Eugen (* 1982), russischstämmiger deutscher Kunstturner
- Spiridonović, Srđan (* 1993), österreichischer Fußballspieler
- Spiridonow, Alexei Sergejewitsch (1951–1998), sowjetischer Leichtathlet
- Spiridonow, Andrei (* 1982), kasachischer Eishockeyspieler
- Spiridonow, Iwan Wassiljewitsch (1905–1991), sowjetischer Politiker
- Spiridonow, Maxim Wladimirowitsch (* 1978), russischer Eishockeyspieler
- Spiridonow, Nikola (1938–2021), bulgarischer Schachspieler und -trainer
- Spiridonow, Nikolai Iwanowitsch (1906–1938), jukagirisch-sowjetischer Ethnograf und Schriftsteller
- Spiridonow, Scheko (1867–1945), bulgarischer Bildhauer und Hochschullehrer
- Spiridonow, Wadim Semjonowitsch (1944–1989), sowjetischer Filmschauspieler und Synchronsprecher
- Spiridonowa, Darja Sergejewna (* 1998), russische Kunstturnerin
- Spiridonowa, Kristina Sergejewna (* 1998), russische Freestyle-Skisportlerin
- Spiridonowa, Marija Alexandrowna (1884–1941), russische Sozialrevolutionärin
- Spiridow, Grigori Andrejewitsch (1713–1790), russischer Marinekommandeur und Admiral
- Spirig Hug, Nicola (* 1982), Schweizer TriathletinNicola Spirig Hug (* 1982)

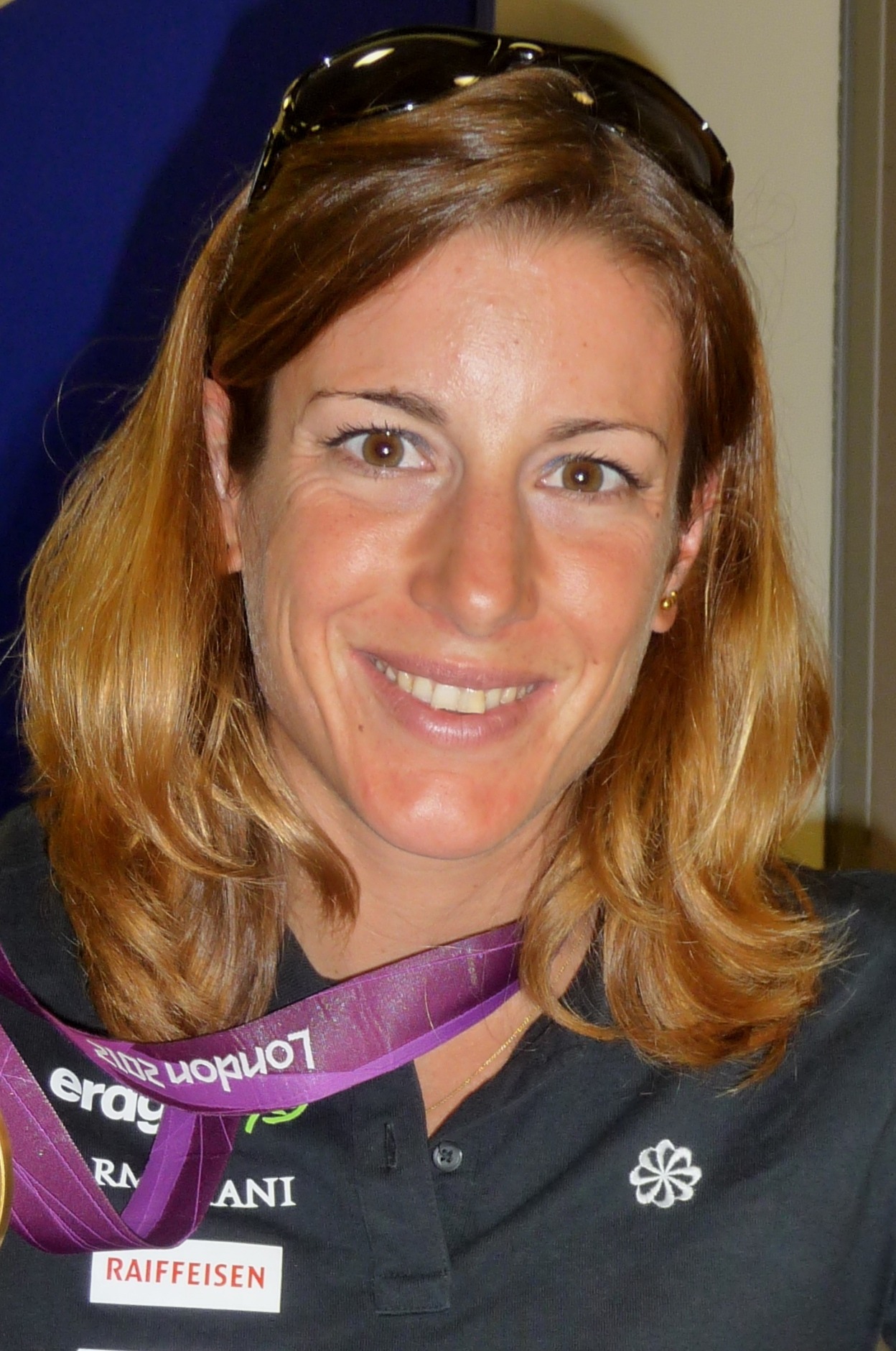
Nicola Spirig Hug (* 1982)

- Spirig, Jolanda (* 1953), Schweizer Autorin
- Spirig, Rebecca (* 1957), Schweizer Pflegefachfrau und Hochschullehrerin
- Spirig, Roman (* 1998), liechtensteinischer Fussballspieler
- Spirin, Alexander Sergejewitsch (1931–2020), russischer Biochemiker und Molekularbiologe
- Spirin, Alexei Nikolajewitsch (1952–2024), sowjetisch-russischer Fußballschiedsrichter
- Spirin, Gennadi Konstantinowitsch (* 1948), russischer Illustrator
- Spirin, Iwan Timofejewitsch (1898–1960), russischer Pilot und Hochschullehrer
- Spirin, Leonid Wassiljewitsch (1932–1982), sowjetischer Geher und Olympiasieger
- Spirit, Majk (* 1984), slowakischer Rapper und Mitglied der Gruppe H16
- Spirit-Cave-Mann, Mumie, in Nevada gefunden
- Spirito, François (1900–1967), Mafia-PateFrançois Spirito (1900–1967)

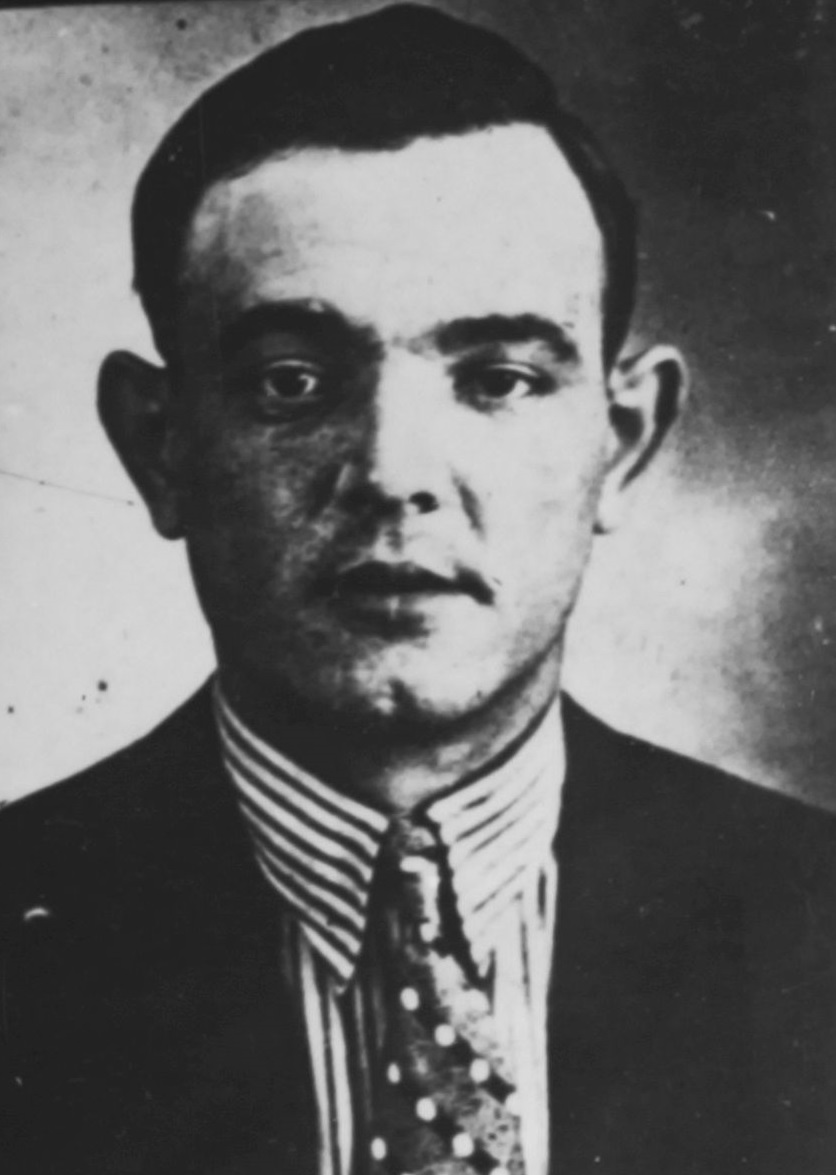
François Spirito (1900–1967)

- Spiritus, Paul (1885–1957), deutscher Verwaltungsjurist, Landrat in der Westprignitz
- Spiritus, Wilhelm (1854–1931), Oberbürgermeister von Bonn
- Spirk, Ernst, österreichischer Harmonikabauer
- Spirk, Ralph (* 1986), österreichischer Fußballspieler
- Špirko, Rastislav (* 1984), slowakischer Eishockeyspieler
- Spîrlea, Irina (* 1974), rumänische Tennisspielerin
- Spirli, Alfred (* 1957), französischer Jazzmusiker
- Spiro, Annette (* 1957), Schweizer Architektin
- Spiro, Bjørn (1909–1999), dänischer Schauspieler
- Spiro, David (1901–1970), polnisch-deutscher Rabbiner im Rabbinat Warschau und Mitbegründer der Israelitischen Kultusgemeinde Fürths nach dem Zweiten Weltkrieg
- Spiro, Ernst (1873–1950), deutscher Eisenbahningenieur
- Spiro, Eugene (1874–1972), deutsch-amerikanischer Maler und Grafiker
- Spiro, Friedrich (1863–1940), deutscher Klassischer Philologe und Musikwissenschaftler
- Spiro, Georges (1909–1994), polnisch-französischer Maler, der dem Surrealismus zugeordnet wird
- Spiro, Herbert (1924–2010), US-amerikanischer Politikwissenschaftler, Diplomat und Politiker (Republikaner)
- Spiro, Ignaz (1817–1894), Großindustrieller
- Spiro, Jordana (* 1977), US-amerikanische SchauspielerinJordana Spiro (* 1977)

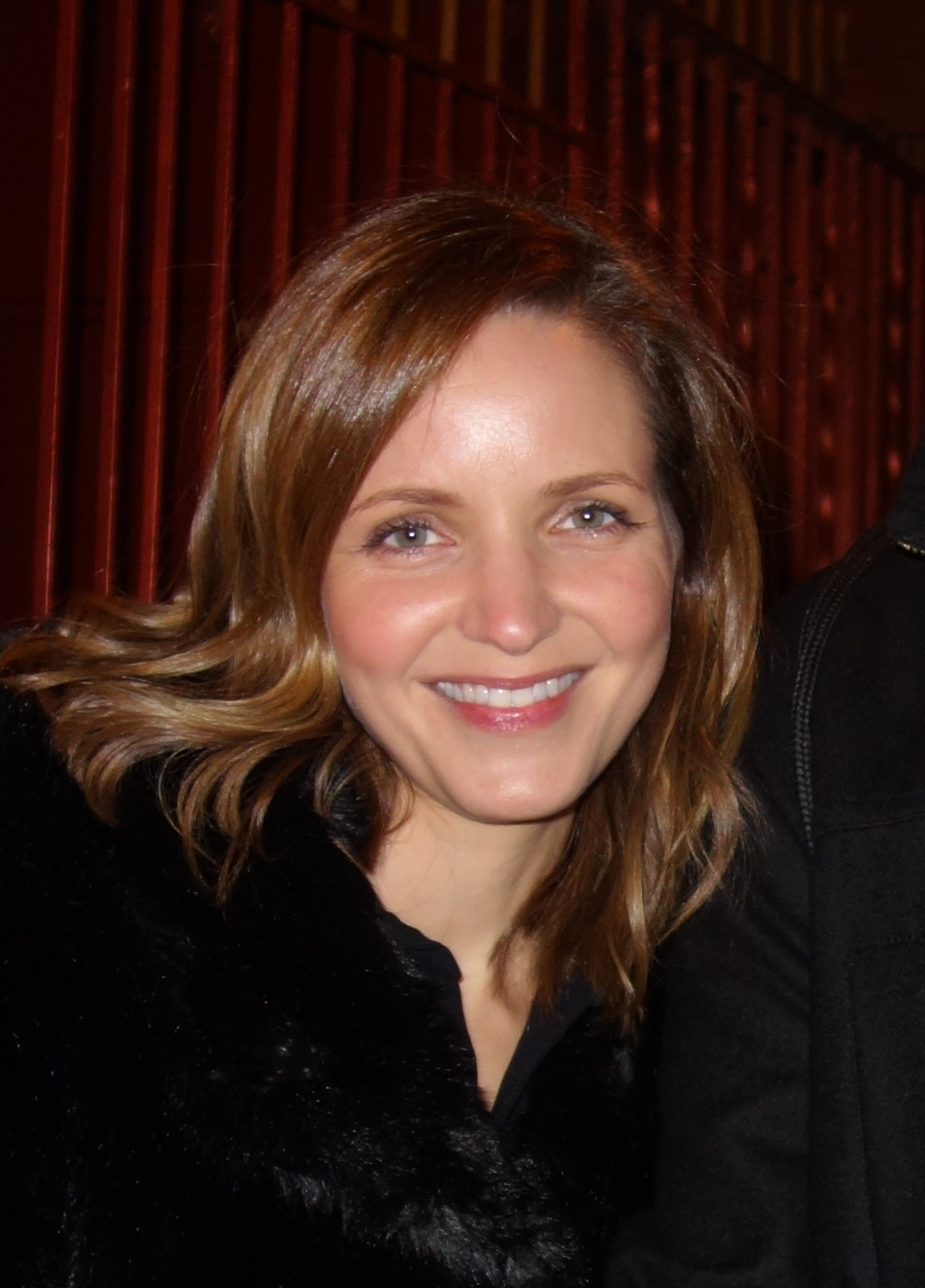
Jordana Spiro (* 1977)

- Spiro, Karl (1867–1932), deutscher Biochemiker und physikalischer Chemiker
- Spiro, Melford E. (1920–2014), US-amerikanischer Kulturanthropologe
- Spiro, Samantha (* 1968), britische Schauspielerin
- Spiro, Sienna (* 2005), britische Musikerin
- Spiro, Stanley Grove (1900–1948), südafrikanischer Pilot und Bankier
- Spiro, Summer (* 1988), US-amerikanische Schauspielerin und Filmeditorin
- Spiropoulos, Jean (1896–1972), griechischer Jurist und Richter am Internationalen Gerichtshof
- Spirovski, Aleksandar (* 1978), serbischer Volleyballspieler
- Spirovski, Hristijan (* 1987), mazedonisch-australischer Musiker und Pianist
- Spirovski, Stefan (* 1990), mazedonischer Fußballspieler
- Spirtas, Kevin (* 1962), US-amerikanischer Schauspieler
- Spiru, Basil (1898–1969), deutscher Historiker
- Spiru, Nako (1918–1947), albanischer kommunistischer Politiker

### Spis
- Spisak, Kati Jo (* 1983), US-amerikanische Fußballtorhüterin
- Spisak, Michał (1914–1965), polnischer Komponist
- Spisak, Neil (* 1956), US-amerikanischer Filmarchitekt und Kostümbildner
- Spiske, Robert (1821–1888), deutscher Geistlicher, Gründer der Hedwigschwestern
- Spiß, Cassian (1866–1905), Benediktinermönch und katholischer Bischof
- Spiß, Kornelia (* 1965), österreichische Politikerin (FPÖ), Landtagsabgeordnete
- Spiss, Peppi (* 1960), österreichischer Künstler
- Spiss, Toni (1930–1993), österreichischer Skirennläufer
- Spissak, Johann (1889–1942), österreichischer Arbeiterdichter
- Spisser, Lukas (* 1985), italienischer Schauspieler (Südtirol)
- Spisso, Vicencio Scarano (* 1963), venezolanischer Politiker und Unternehmer

### Spit
- Spit, Lize (* 1988), belgische Schriftstellerin
- Spit, Nicolaus (1853–1929), niederländischer altkatholischer Geistlicher und Bischof von Deventer
- Spitaels, Guy (1931–2012), belgischer Politiker und Minister
- Spital, Hermann Josef (1925–2007), deutscher Geistlicher, Bischof von Trier
- Spital-Frenking, Oskar (* 1960), deutscher Architekt, Stadtplaner und Hochschullehrer
- Spitaler, Anton (1910–2003), deutscher Orientalist, semitischer und arabischer Philologe
- Spitaler, Armin (1898–1963), deutscher Rechts- und Staatswissenschaftler
- Spitaler, Ludwig (* 1913), deutscher Produktions- und Herstellungsleiter
- Spitaler, Rudolf (1859–1946), österreichischer Meteorologe, Astronom und Physiker
- Spitali, Giuseppe (* 1979), italienischer Fußballspieler
- Spitalnik, Ismael (1919–1999), argentinischer Bandoneonist, Bandleader, Arrangeur und Tangokomponist
- Spitalny, Phil (1890–1970), US-amerikanischer Klarinettist und Bandleader
- Spitalsky, Anton (1831–1909), österreichischer Rüstungsunternehmer, technischer Direktor der Österreichischen Waffenfabriksgesellschaft
- Spitamas († 550 v. Chr.), Ehemann der Amytis (Astyages)
- Spitamenes († 328 v. Chr.), Feldherr in Baktrien und Sogdien
- Spitelera, Pee Wee (1937–1985), US-amerikanischer Jazz- und Unterhaltungsmusiker (Klarinette)
- Spiteller, Gerhard (1931–2017), österreichischer Naturstoffchemiker
- Spiteller, Michael (* 1954), österreichischer Umweltchemiker
- Spiten, Mats (* 2010), norwegischer Fußballspieler
- Spiteri Debono, Myriam (* 1952), maltesische PolitikerinMyriam Spiteri Debono (* 1952)

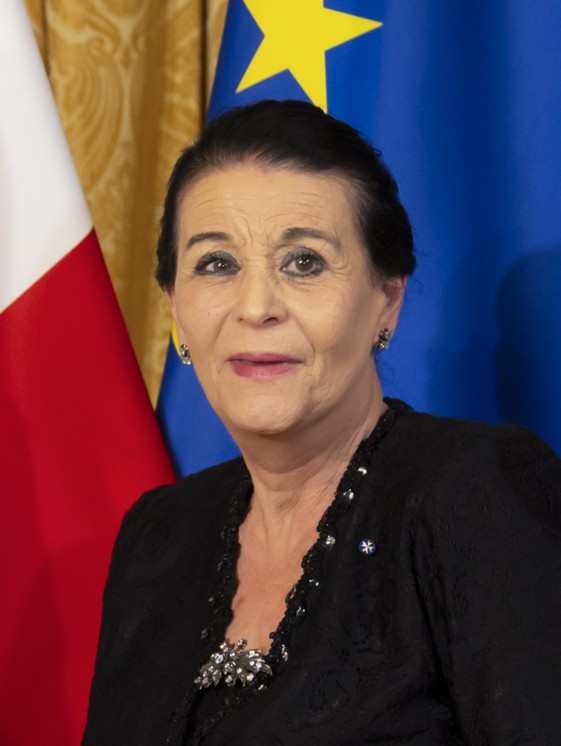
Myriam Spiteri Debono (* 1952)

- Spiteri, Carm Lino (1932–2008), maltesischer Politiker
- Spiteri, Dalila (* 1997), italienische Tennisspielerin
- Spiteri, Jenise (* 1992), maltesische Snowboarderin
- Spiteri, Joseph (* 1959), maltesischer römisch-katholischer Geistlicher, Erzbischof und Diplomat des Heiligen Stuhls
- Spiteri, Lino (1938–2014), maltesischer Politiker
- Spiteri, Mary (* 1947), maltesische Sängerin
- Spiteri, Mike (* 1955), maltesischer Pop-Rocksänger
- Spiteri, Sharleen (* 1967), schottische MusikerinSharleen Spiteri (* 1967)

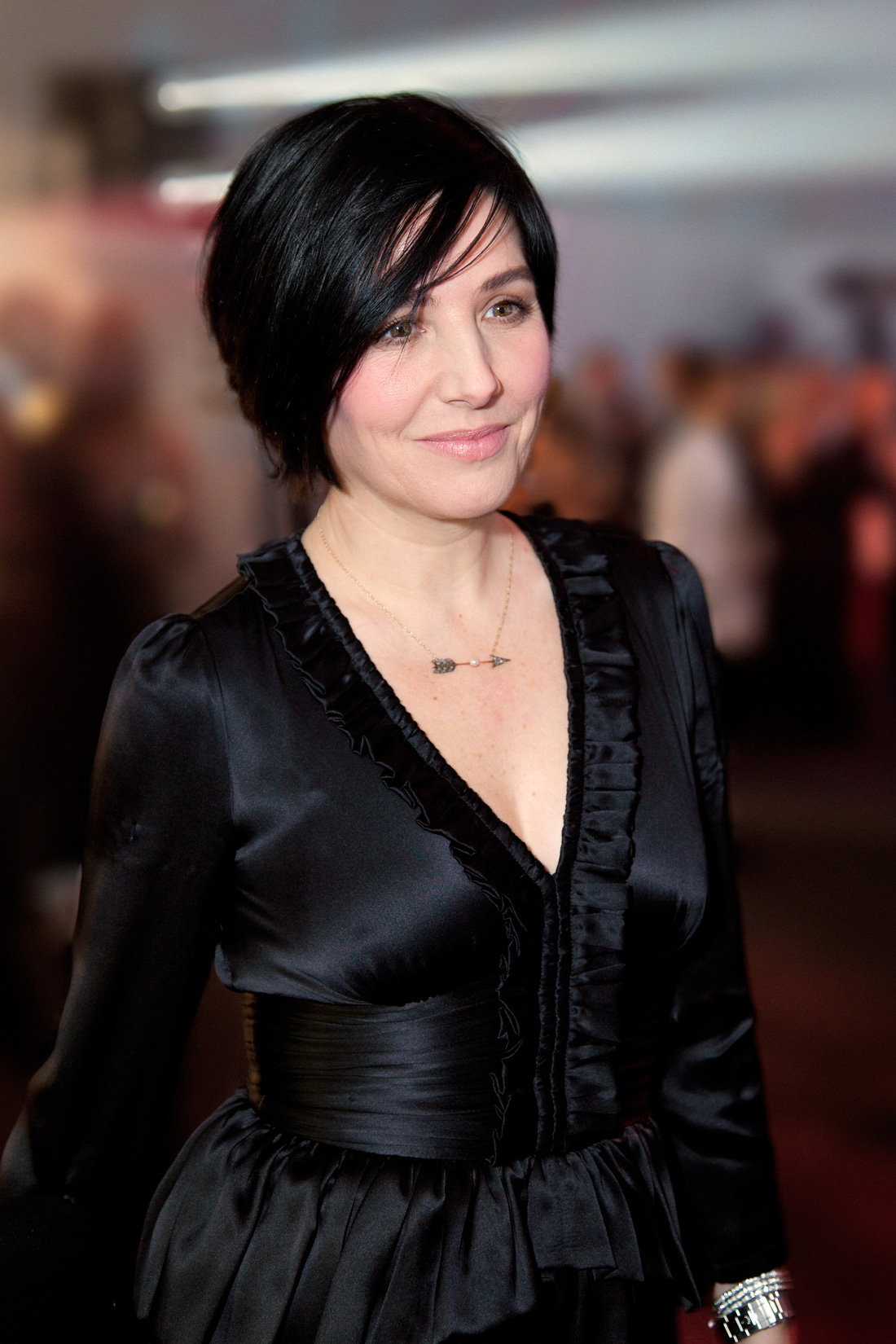
Sharleen Spiteri (* 1967)

- Spiteri, Simon (* 1992), maltesischer Leichtathlet
- Spiteri, Stephen C. (* 1963), maltesischer Historiker, Autor und Publizist
- Spiteri, Suzanne (* 1978), maltesische Sprinterin
- Spiteri-Veropoulou, Ioanna (1920–2000), griechische Bildhauerin der Nachkriegszeit und Vertreterin des Expressionismus
- Spiteris, Ioannis (* 1940), griechischer Ordensgeistlicher sowie römisch-katholischer Erzbischof von Korfu, Zante und Kefalonia und Apostolischer Administrator des Apostolischen Vikariates Thessaloniki
- Spithaler, Hans-Otto, deutscher Bankkaufmann und Jurist
- Spithill, James (* 1979), australischer Segler
- Spithöver, Josef (1813–1892), deutscher Buchhändler und Stifter des St. Josef-Stifts in Sendenhorst
- Spithridates, kleinasiatischer Lokalherrscher
- Spithridates († 334 v. Chr.), Satrap von Lydien und Ionien
- Spitignev von Brünn († 1199), Herzog von Brünn
- Spitko, Roman (* 1978), deutscher Badmintonspieler
- Špitková, Jela (* 1947), slowakisch-österreichische Geigensolistin und Hochschullehrerin
- Spitra, Emil (1851–1924), kärntnerischer Großimporteur
- Spits, Frans (* 1946), niederländischer Hockeyspieler
- Spits, Nico (* 1943), niederländischer Hockeyspieler
- Spitschka, Thomas (* 1988), deutscher Kameramann
- Spitse, Sherida (* 1990), niederländische Fußballspielerin
- Spitt, Carl Heinrich (1732–1793), deutscher Bürgermeister
- Spitta, Friedrich (1852–1924), evangelischer Theologe
- Spitta, Gertrud (1881–1967), deutsche Malerin und Grafikerin
- Spitta, Heinrich (1799–1860), deutscher Mediziner, Dichter und Übersetzer
- Spitta, Heinrich (1902–1972), deutscher Musikpädagoge, Komponist und Musikwissenschaftler
- Spitta, Max (1842–1902), deutscher Architekt und preußischer Baubeamter
- Spitta, Melanie (1946–2005), deutsche Filmemacherin und Bürgerrechtlerin der Sinti
- Spitta, Philipp (1801–1859), deutscher evangelischer Theologe und DichterPhilipp Spitta (1801–1859)

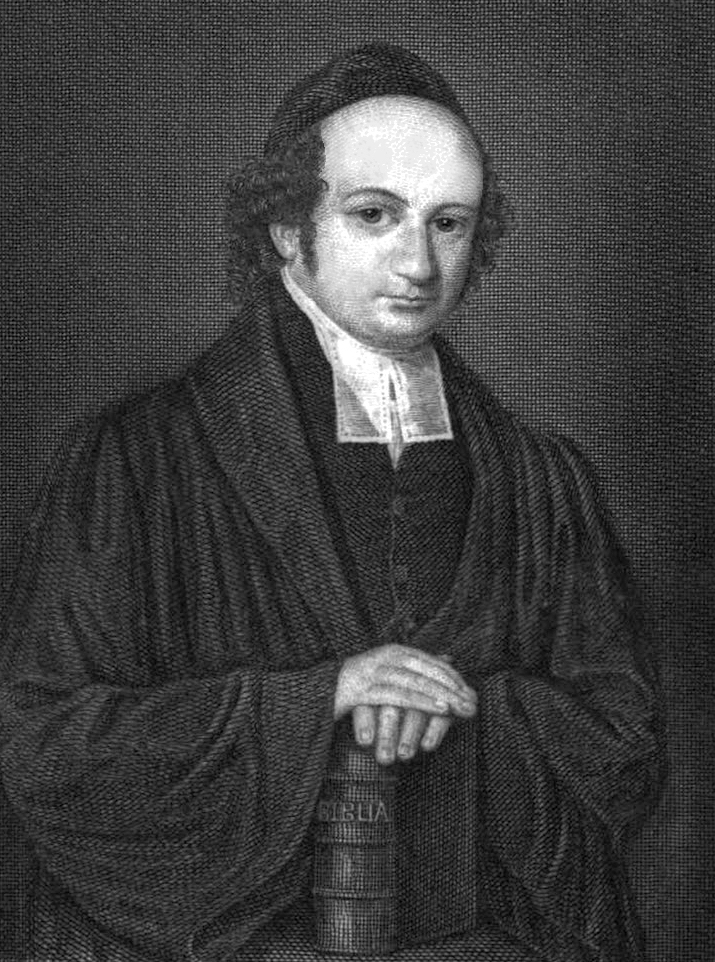
Philipp Spitta (1801–1859)

- Spitta, Philipp (1841–1894), deutscher Musikwissenschaftler und Bachbiograph
- Spitta, Theodor (1873–1969), deutscher Politiker (DDP, BDV, FDP), MdBB
- Spitta, Walter (1903–1945), deutscher evangelischer Pfarrer und Mitglied der Bekennenden Kirche
- Spittal, Blair (* 1995), schottischer Fußballspieler
- Spittank, Jakob (1868–1937), sorbischer Gutsbesitzer und Abgeordneter des Sächsischen Landtags
- Spittel, Olaf R. (* 1953), deutscher Herausgeber, Schriftsteller, Übersetzer, Medienwissenschaftler und Verleger
- Spittel-Wilson, Christine (1912–2010), britische Schriftstellerin
- Spitteler, Adolf (1846–1940), Schweizer Chemiker und Unternehmer
- Spitteler, Carl (1845–1924), Schweizer Dichter und SchriftstellerCarl Spitteler (1845–1924)

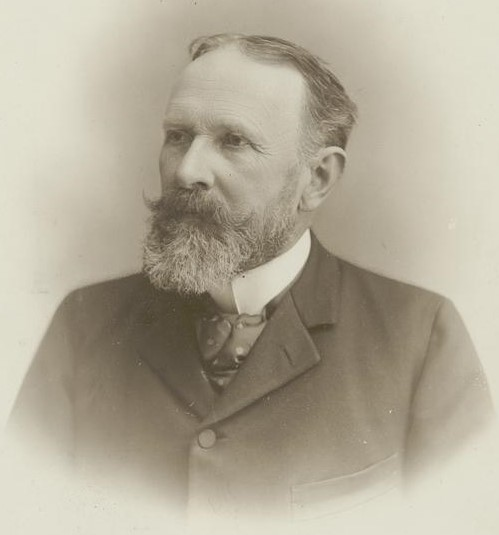
Carl Spitteler (1845–1924)

- Spitteler, Werner (1940–2019), Schweizer Politiker
- Spittelmaier, Johannes, täuferischer Theologe und Prediger der täuferischen Kirche im mährischen Nikolsburg
- Spittelmayr, Ambrosius (1497–1528), Vertreter der österreichisch-süddeutschen Täuferbewegung
- Spittka, Marko (* 1971), deutscher Judoka
- Spittler, Christian Friedrich (1782–1867), deutscher Sekretär der Basler Christentumsgesellschaft
- Spittler, Gerd (* 1939), deutscher Ethnologe
- Spittler, Johann Friedrich (* 1942), deutscher Facharzt für Neurologie und Psychiatrie
- Spittler, Josef (1908–1945), deutscher römisch-katholischer Geistlicher und Märtyrer
- Spittler, Kerstin (* 1963), deutsche Ruderin
- Spittler, Ludwig Timotheus (1752–1810), deutscher Historiker für Kirchengeschichte, politische Geschichte und Landesgeschichte
- Spittler, Torsten (* 1961), deutscher Fußballtrainer
- Spitz, Alban (1906–1996), deutscher Maler, Zeichner, Holzschneider, Glasmaler, Verfasser kunstphilosophischer Schriften und alemannischer Mundarttexte
- Spitz, Alexander von (1832–1910), preußischer General der Infanterie
- Spitz, Arno (1920–2014), deutscher Verleger
- Spitz, Barbara (* 1954), österreichische Schauspielerin, Sängerin und Autorin
- Spitz, Dan (* 1963), US-amerikanischer GitarristDan Spitz (* 1963)

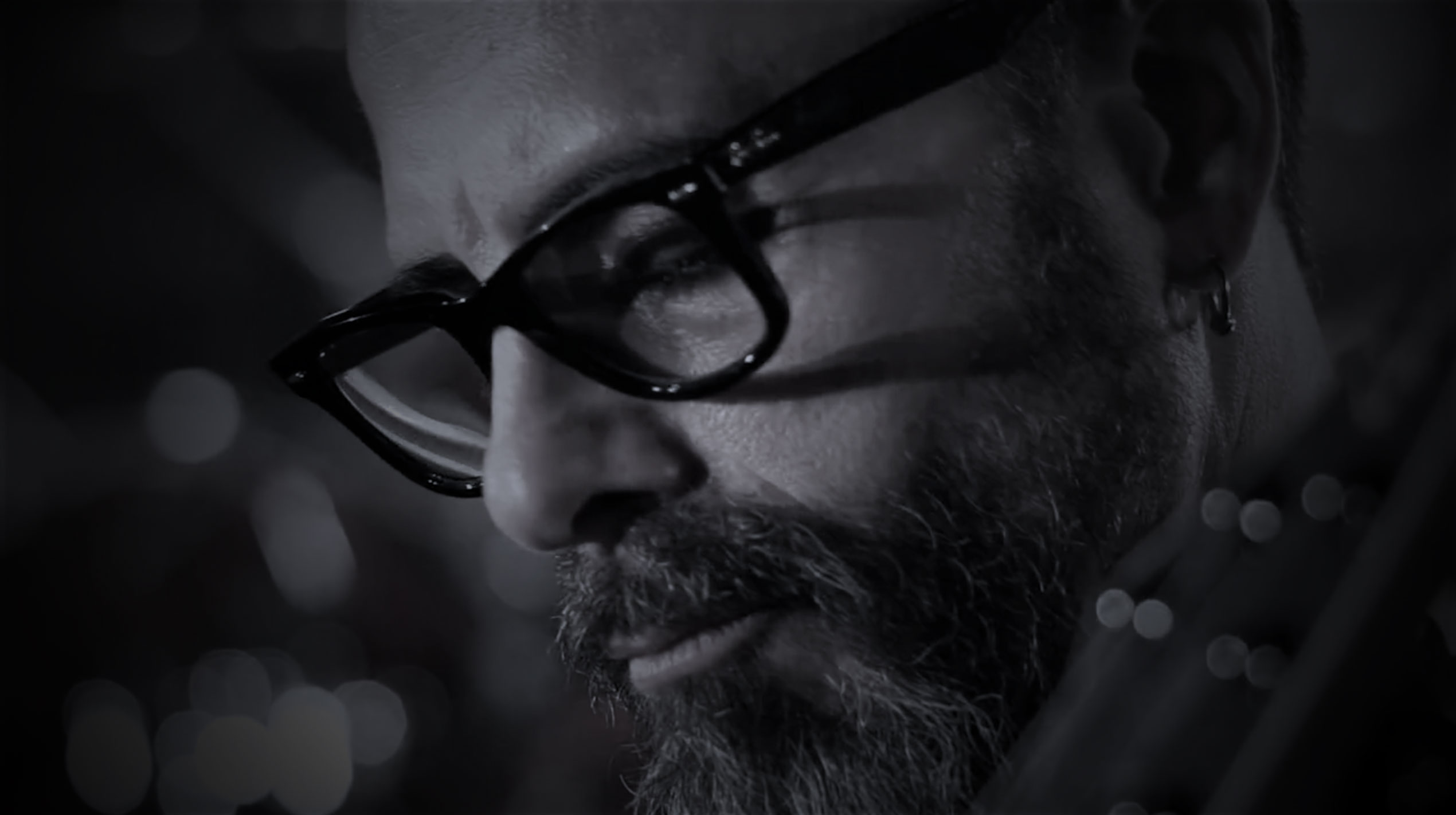
Dan Spitz (* 1963)

- Spitz, Donald, US-amerikanischer christlicher Extremist
- Spitz, Elisa (* 1963), US-amerikanische Eiskunstläuferin
- Spitz, Elisabetta (* 1953), italienische Architektin und Verwaltungsmanagerin
- Spitz, Ellen Handler (* 1939), US-amerikanische Kunstwissenschaftlerin
- Spitz, Ernst (1902–1940), österreichischer Journalist und Publizist
- Spitz, Georg Spencer (1892–1960), deutscher Bankier
- Spitz, Harry Hermann (1899–1961), österreichischer Musiker, Rundfunkredakteur und Orchesterleiter
- Spitz, Heinrich Otto (1885–1945), österreichischer Fuhrunternehmer, Politiker und Widerstandskämpfer
- Spitz, Lionel (* 2001), Schweizer Leichtathlet
- Spitz, Malte (* 1984), deutscher Politiker (Bündnis 90/Die Grünen)
- Spitz, Marc (1969–2017), US-amerikanischer Schriftsteller und Musikjournalist
- Spitz, Mark (* 1950), US-amerikanischer SchwimmerMark Spitz (* 1950)

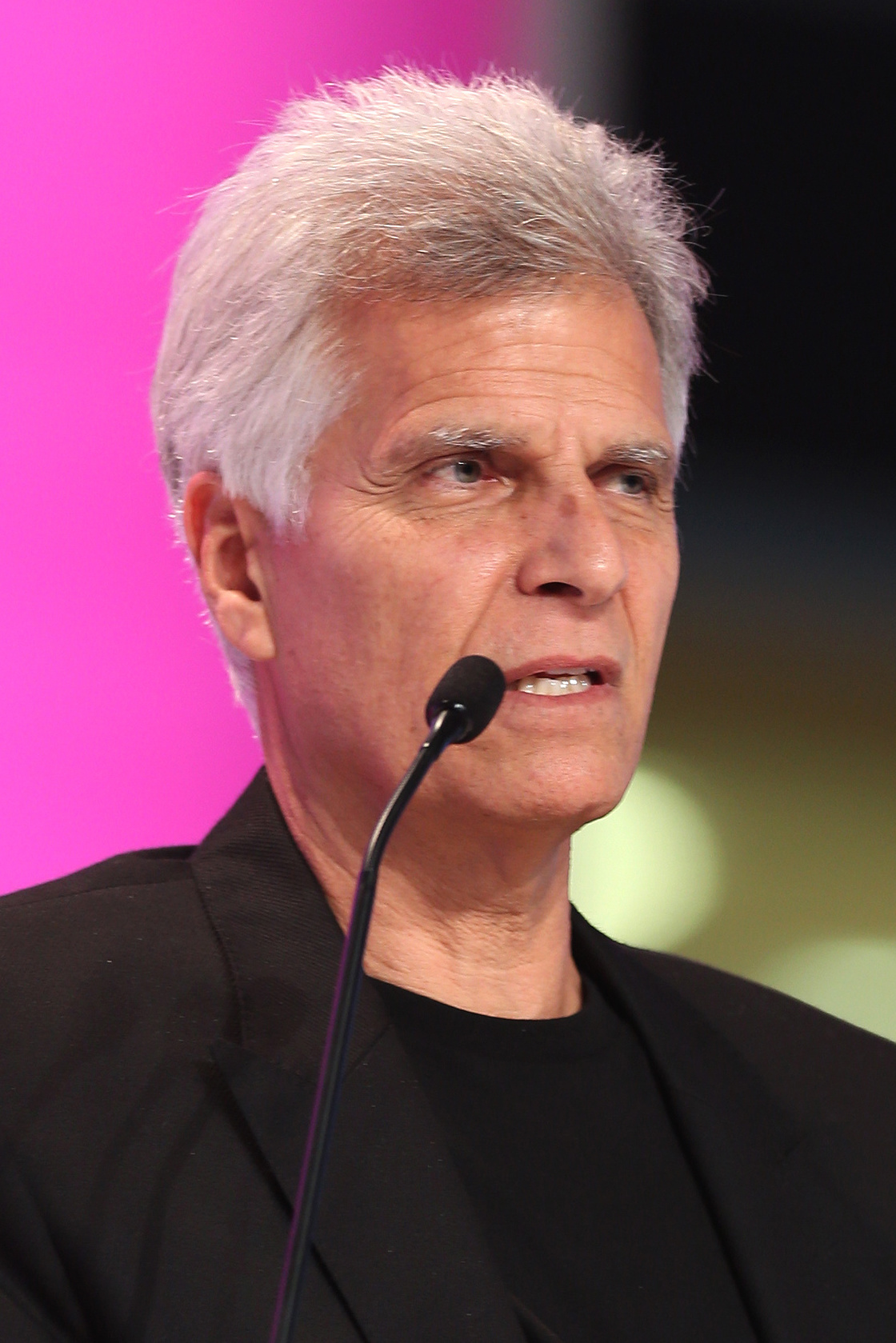
Mark Spitz (* 1950)

- Spitz, Michael (1937–2008), deutscher Ordenspriester und Religionspädagoge
- Spitz, René (* 1968), deutscher Designwissenschaftler und Kommunikationsberater
- Spitz, René A. (1887–1974), österreichisch-amerikanischer Psychoanalytiker
- Spitz, Robert (* 1955), deutscher Schauspieler und Regisseur
- Spitz, Rudolf (1907–1990), austrobritischer Hörfunkjournalist und Autor
- Spitz, Sabine (* 1971), deutsche Radsportlerin
- Spitz, Selina (* 1984), österreichische Biathletin
- Spitz, Werner (1926–2024), deutsch-amerikanischer forensischer Pathologe
- Spitz, Wilhelm von (1836–1910), preußischer Generalleutnant
- Spitz-Meister, mittelalterlicher Buchmaler
- Spitzar, Marco (* 1964), deutsch-österreichischer Künstler und Autor
- Spitzauer, Leonhard (* 1985), deutscher Kommunalpolitiker (CSU)
- Spitzbart, Heinz (1930–2008), deutscher Gynäkologe und Geburtshelfer
- Spitzbart, Michael (* 1957), deutscher Mediziner
- Spitzeck, Heiko (* 1974), deutscher Sachbuchautor
- Spitzeder, Adele (1832–1895), deutsche Schauspielerin und BetrügerinAdele Spitzeder (1832–1895)

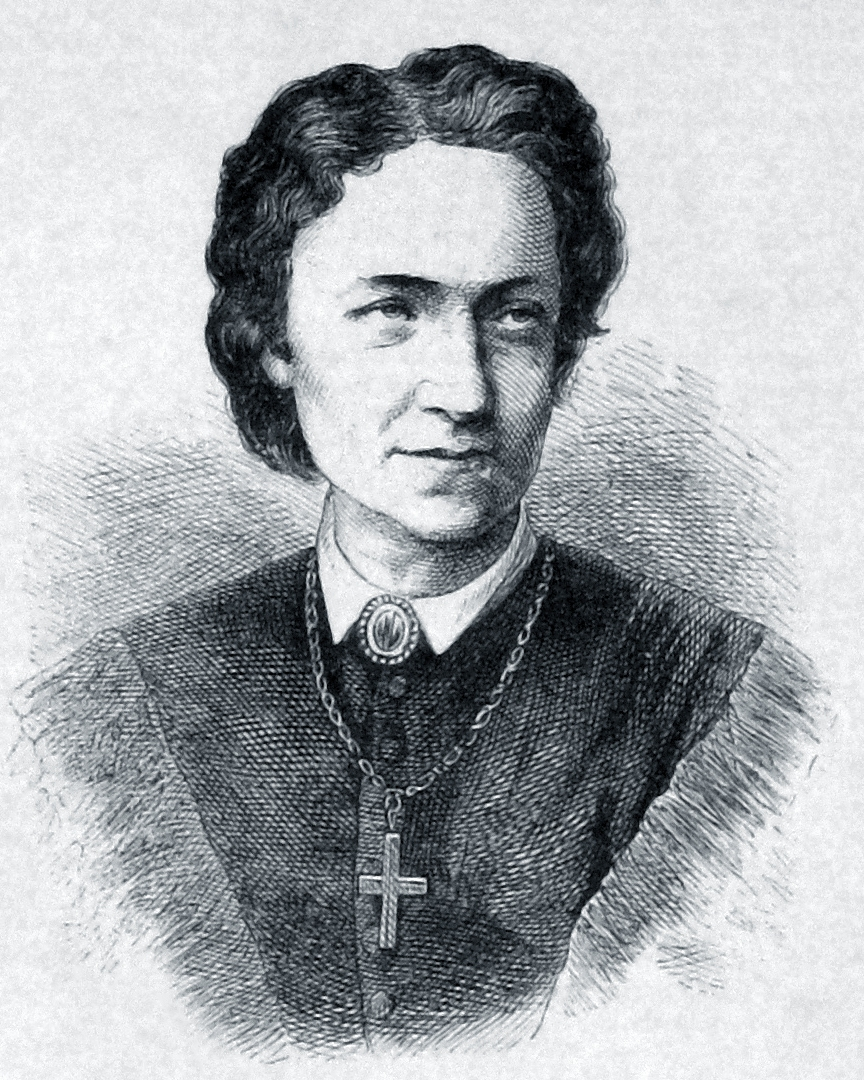
Adele Spitzeder (1832–1895)

- Spitzeder, Adelheid († 1873), deutsche Schauspielerin und Sängerin
- Spitzeder, Henriette (1800–1828), deutsche Opernsängerin (Sopran)
- Spitzeder, Johann Baptist (1764–1842), deutscher Schauspieler und Sänger (Bass)
- Spitzeder, Josef (1794–1832), deutscher Theaterschauspieler und Opernsänger (Bass)
- Spitzel, Christiane Rosine (1710–1740), deutsche Kupferstecherin, Dichterin sowie Schriftstellerin
- Spitzemberg, Franz Xaver von (1781–1864), württembergischer Oberst-Kammerherr, Generalleutnant und Hof-Jägermeister
- Spitzemberg, Hildegard von (1843–1914), deutsche Salonnière
- Spitzemberg, Karl von (1826–1880), württembergischer Diplomat und Gesandter
- Spitzenberg, Karl (1860–1944), deutscher Förster, Hegemeister und Erfinder
- Spitzenberg, Peter (1945–2022), deutscher Boxer
- Spitzenberger, Friederike (* 1939), österreichische Mammalogin
- Spitzenberger, Herbert (1927–2019), deutscher Pianist und Hochschullehrer
- Spitzenpfeil, Karl (1911–1999), deutscher Fußballspieler
- Spitzenpfeil, Lorenz Reinhard (1874–1945), deutscher Grafiker, Schriftkünstler, Architekturhistoriker
- Spitzer, Alexander (1868–1943), ungarisch-österreichischer Neuropathologe und Anatom
- Spitzer, André (1945–1972), israelischer Fechter und Trainer, Mordopfer palästinensischer Terroristen
- Spitzer, Bernd (* 1943), österreichischer Schauspieler bei Bühne und Fernsehen
- Spitzer, Daniel (1835–1893), österreichischer Schriftsteller, Satiriker und Feuilletonist, Jurist
- Spitzer, Dominik (* 1967), deutscher Arzt und Politiker (FDP), MdL
- Spitzer, Eliot (* 1959), US-amerikanischer PolitikerEliot Spitzer (* 1959)

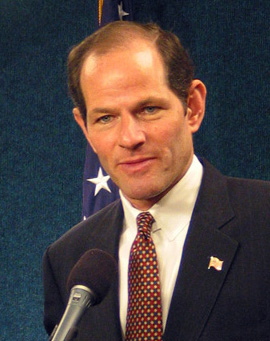
Eliot Spitzer (* 1959)

- Spitzer, Emanuel (1844–1919), österreichischer Maler und Grafiker
- Spitzer, Federica (1911–2002), österreichische Überlebende des Holocaust, Schriftstellerin und Aktivistin
- Spitzer, Frank (1926–1992), österreichisch-amerikanischer Mathematiker
- Spitzer, Gerhard (* 1964), österreichischer Politiker (SPÖ), Landtagsabgeordneter und Gemeinderat
- Spitzer, Giselher (* 1952), deutscher Sporthistoriker
- Spitzer, Hugo (1854–1936), österreichischer Philosoph und Soziologe
- Spitzer, Humbert (1923–2004), langjähriger Obmann des WITAF (Wiener Taubstummen-Fürsorgeverband)
- Spitzer, Jan (1947–2022), deutscher Schauspieler und Synchronsprecher
- Spitzer, Johann (1819–1891), österreichischer Sensenfabrikant und Politiker, Landtagsabgeordneter
- Spitzer, Johann (* 1959), österreichischer Diplomat und Botschafter in Litauen
- Spitzer, Johann Georg, deutscher Patrizier und Bürgermeister der Reichsstadt Heilbronn (1655–1682)
- Spitzer, Josef (1907–1933), deutscher Kommunist und Mordopfer der Köpenicker Blutwoche
- Spitzer, Juschka (* 1969), deutsche Theaterschauspielerin und regisseurin
- Spitzer, Karsten (* 1961), deutscher Schauspieler
- Spitzer, Leo (1887–1960), österreichischer Romanist und Literaturtheoretiker
- Spitzer, Leonhard (* 1950), deutscher Kommunalpolitiker (CDU), Bürgermeister von Voerde
- Spitzer, Leonie Adele (1891–1940), österreichische Schriftstellerin und Lehrerin
- Spitzer, Leopold (1918–2012), österreichischer Politiker und Bürgermeister (WPÖ)
- Spitzer, Leopold (1942–2020), österreichischer Universitätsprofessor für Gesang
- Spitzer, Lyman (1914–1997), US-amerikanischer Astronom und PhysikerLyman Spitzer (1914–1997)

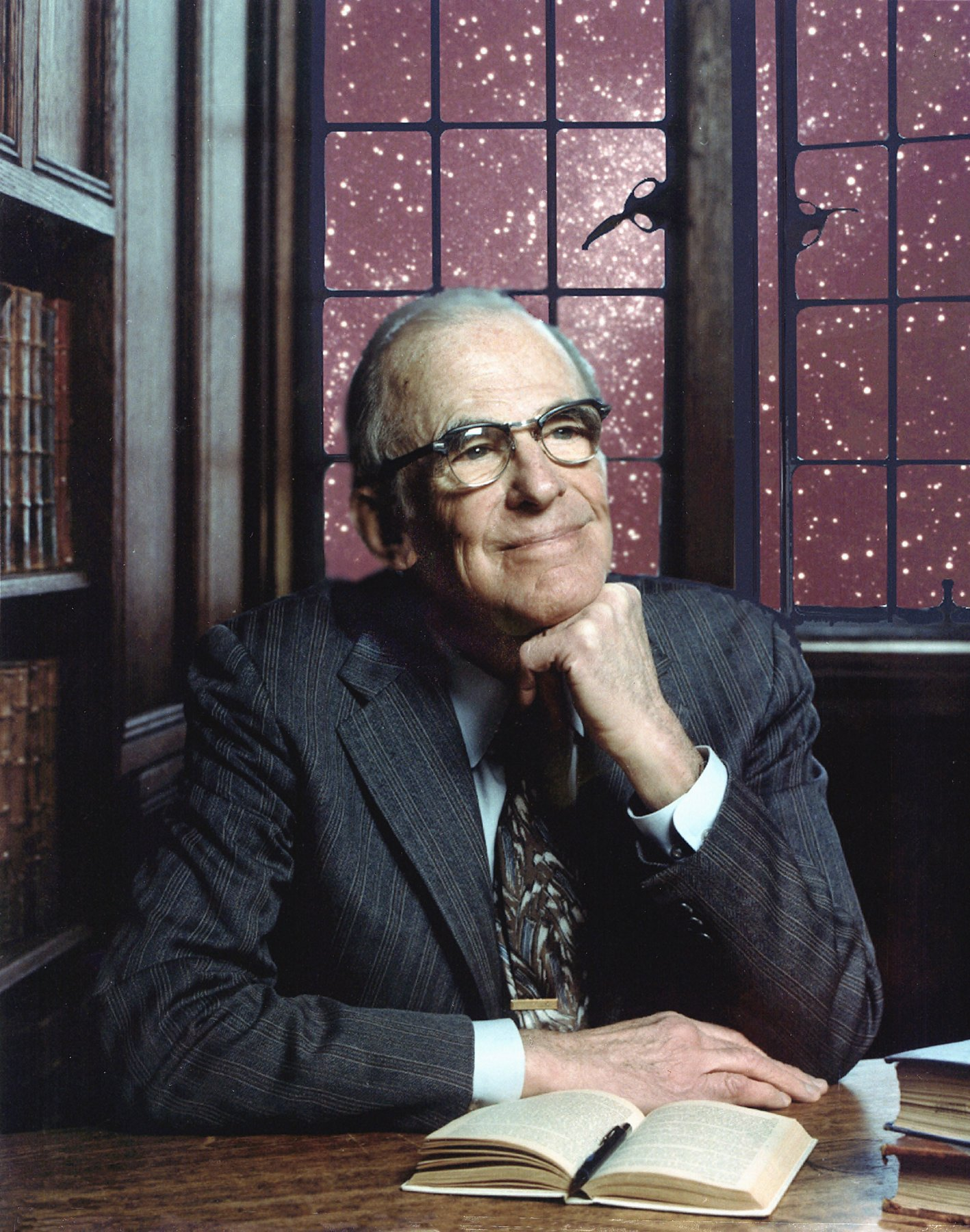
Lyman Spitzer (1914–1997)

- Spitzer, Manfred (* 1958), deutscher Neurowissenschaftler und Psychiater
- Spitzer, Martin (1965–2024), österreichischer Musiker
- Spitzer, Martin (* 1979), österreichischer Rechtswissenschaftler
- Spitzer, Martin (* 1985), österreichischer Schwimmer
- Spitzer, Martina (* 1962), österreichische Film- und Theaterschauspielerin
- Spitzer, Moritz (1900–1982), israelischer Indologe, Verleger und zionistischer Aktivist
- Spitzer, Paul (1906–1933), deutscher Kommunist und Mordopfer der Köpenicker Blutwoche
- Spitzer, Peter († 1571), Formschneider, Kunsthandwerker, Maler und Zeichner
- Spitzer, Robert L. (1932–2015), US-amerikanischer Psychiater, Hochschullehrer und Autor
- Spitzer, Sarah (* 1984), deutsche Violinistin
- Spitzer, Serge (1951–2012), rumänisch-israelischer Installationskünstler
- Spitzer, Thomas (* 1953), österreichischer Popsänger
- Spitzer, Thomas (* 1988), deutscher Autor, Poetryslammer und VeranstalterThomas Spitzer (* 1988)

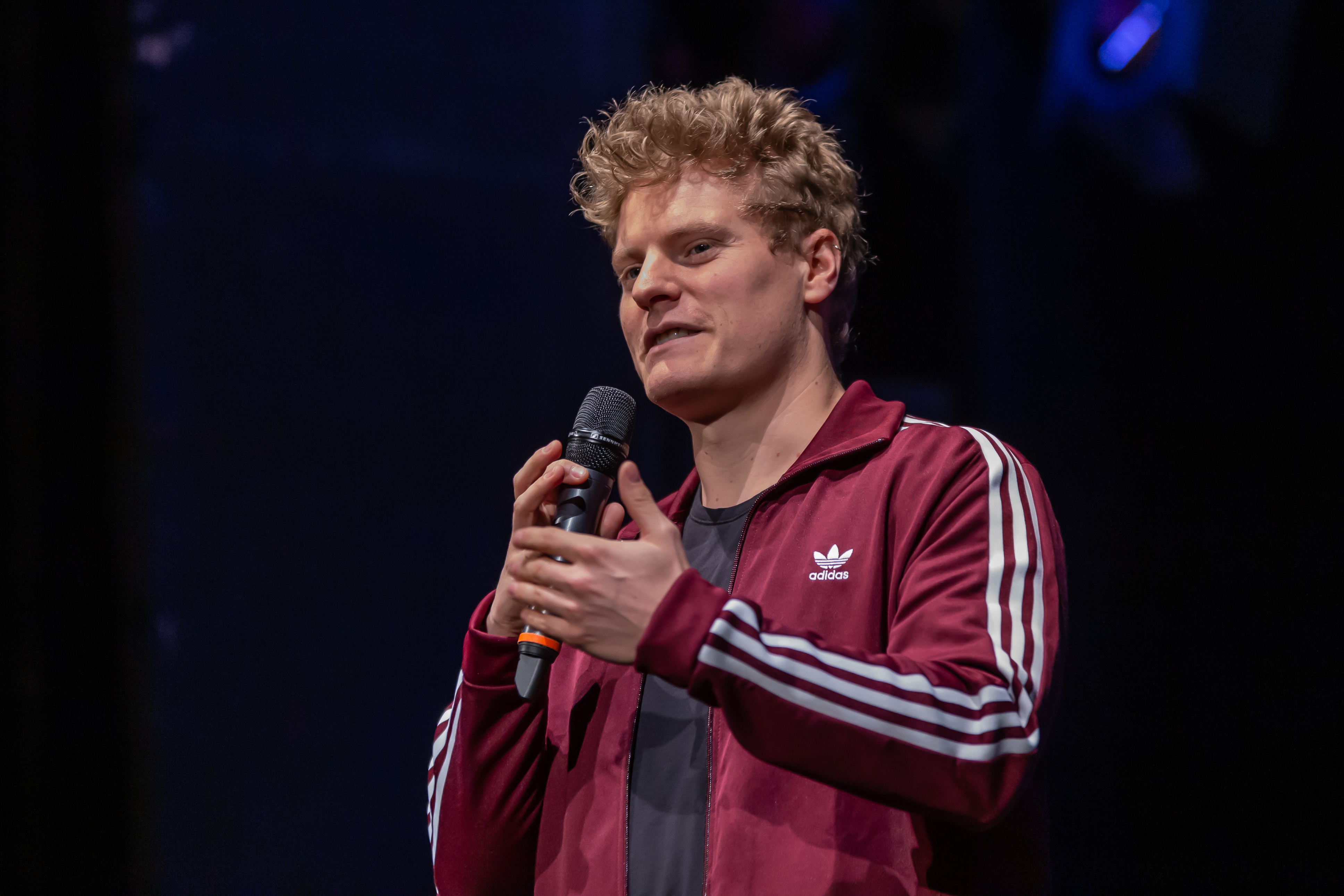
Thomas Spitzer (* 1988)

- Spitzer, Volkhard (* 1943), deutscher Pastor des Christlichen Zentrums
- Spitzer, Wilhelm (1895–1973), Abgeordneter der deutschen Minderheit im polnischen Sejm
- Spitzer, Wolf (1940–2022), deutscher Bildhauer
- Spitzer-Marlyn, Eric (* 1952), österreichischer Musiker
- Spitzing, Günter (1931–2024), deutscher Schriftsteller
- Spitzing, Tamara (* 1957), deutsche Dokumentarfilmerin und Archäologin
- Spitzky, Marco (* 1992), deutscher Poolbillardspieler
- Spitzl, Bruno (1887–1962), österreichischer Benediktiner, Militärgeistlicher im Ersten Weltkrieg, Pfarrer in Wien und Wallfahrtspriester in Maria Plain
- Spitzl, Christian Oskar (* 1959), deutscher Schauspieler
- Spitzl, Daniel (* 1983), österreichischer Leichtathlet
- Spitzlberger, Georg (1931–2021), deutscher Historiker
- Spitzlin, Elisabeth († 1611), römisch-katholische Ordensfrau und Ordensgründerin
- Spitzmüller, Alexander (1862–1953), österreichischer Wirtschaftsführer und Politiker
- Spitzmüller, Alexander (1894–1962), österreichischer Komponist und Musikredakteur
- Spitzmüller, Anna (1903–2001), österreichische Kunsthistorikerin und Kuratorin
- Spitzmüller, Jürgen (* 1973), deutscher Linguist
- Spitzmüller, Kurt (1921–2014), deutscher Politiker (FDP/DVP), MdB
- Spitzmüller, Wolfgang (* 1969), österreichischer Politiker (Grüne), Abgeordneter zum Landtag Burgenland
- Spitznagel, Petrus († 1465), Karmeliterpater, Titularbischof von Myra und Weihbischof im Fürstbistum Speyer
- Spitznas, Hans Adolf von (1699–1758), württembergischer Generalleutnant
- Spitznas, Manfred (* 1939), deutscher Augenarzt und emeritierter Professor für Augenheilkunde
- Spitzner, Adam Benedict (1717–1793), deutscher Hebraist und evangelisch-lutherischer Theologe
- Spitzner, Alfred (1921–1992), deutscher Architekt und Politiker (CSU)
- Spitzner, Anne (* 1988), deutsche Autorin
- Spitzner, Annemarie (1899–1934), deutsche Wohlfahrtspflegerin und Heilpädagogin
- Spitzner, Balthasar Andreas (1679–1755), deutscher evangelisch-lutherischer Theologe
- Spitzner, Carl (1831–1899), deutscher Arzt und Porzellansammler
- Spitzner, Franz (1787–1841), deutscher Altphilologe und Pädagoge
- Spitzner, Georg Friedrich (1688–1764), kursächsischer Beamter
- Spitzner, Gerald (* 1972), österreichischer Komponist
- Spitzner, Gustav (1803–1870), königlich-sächsischer Beamter
- Spitzner, Hans (* 1943), deutscher Politiker (CSU), MdL
- Spitzner, Heinz (1916–1992), deutscher Schauspieler
- Spitzner, Johann Ernst (1731–1805), deutscher evangelischer Theologe, Ökonom und Bienenzüchter
- Spitzner, Karl (1876–1951), deutscher Bergbeamter
- Spitzner, Kyra (* 2005), deutsche Fußballspielerin
- Spitzner, Lothar (* 1943), deutscher Fußballspieler
- Spitzner, Osmar (1924–1969), deutscher Jurist
- Spitzner, Reinhard (1863–1922), deutscher Richter und Schriftsteller
- Spitzner, Renate (* 1943), österreichische Komponistin, Musikerin, Musikpädagogin und Musiktherapeutin
- Spitzner, Siegmund Wilhelm (1764–1825), deutscher evangelischer Theologe und Jurist
- Spitzner, Sigmund senior (1891–1962), deutscher Maler und Kunsterzieher
- Spitzner, Wolfgang (1940–1997), deutscher Fußballfunktionär
- Spitzweg, Carl (1808–1885), Maler des BiedermeierCarl Spitzweg (1808–1885)

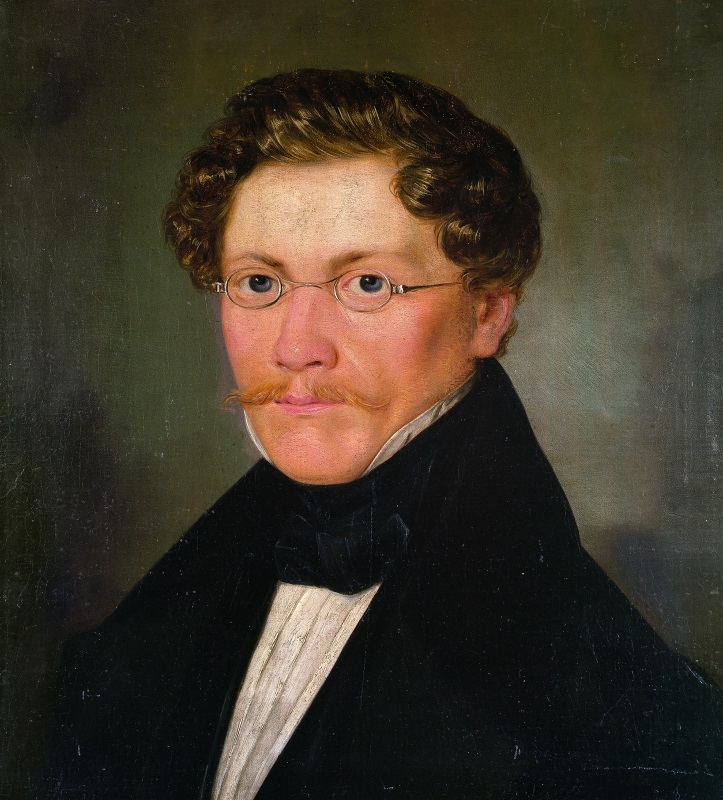
Carl Spitzweg (1808–1885)

- Spitzweg, Eugen (1840–1914), deutscher Verleger
- Spitzweg, Simon (1776–1828), deutscher Kaufmann und Großbürger
- Spitzy, Hans (1872–1956), österreichischer Orthopäde
- Spitzy, Karl Hermann (1915–2013), österreichischer Mediziner
- Spitzy, Reinhard (1912–2010), österreichischer und deutscher Diplomat und Sekretär Ribbentrops

### Spiv
- Spivack, Murray (1903–1994), US-amerikanischer Tontechniker
- Spivak, Charlie (1907–1982), US-amerikanischer Bigbandleader und Jazztrompeter
- Spivak, Daniel (* 1988), israelisch-kanadischer Eishockeyspieler
- Spivak, Elie (1902–1960), kanadischer Geiger und Musikpädagoge
- Spivak, Michael (1940–2020), US-amerikanischer Mathematiker
- Spivak, Raúl (1906–1975), argentinischer klassischer Pianist und Musikpädagoge
- Spivakovsky, Mark (* 1960), russischstämmiger Mathematiker
- Spivakovsky, Michael (1919–1983), britischer Geiger, Dirigent und Komponist
- Spivey, Jim (* 1960), US-amerikanischer Mittelstreckenläufer
- Spivey, Nigel (* 1958), britischer Klassischer Archäologe
- Spivey, Taylor (* 1991), US-amerikanische Triathletin
- Spivey, Victoria (1906–1976), US-amerikanische Blues-Sängerin, Pianospielerin und Komponistin
- Spivy, Berton E., Jr. (1911–1997), US-amerikanischer Offizier, General der US-Army

### Spiw
- Spiwak, Marjana Timofejewna (* 1985), russische Schauspielerin
- Spiwak, Pjotr Jefimowitsch (1911–1992), russischer Physiker
- Spiwakow, Wladimir Teodorowitsch (* 1944), russischer Violinist und Dirigent
- Spiwakowski, Adolf (1891–1958), russisch-deutsch-australischer Sänger (Bassbariton) und Musikpädagoge
- Spiwakowski, Jascha (1896–1970), russischer Pianist
- Spiwakowski, Tossi (1906–1998), russischer Geiger

### Spix
- Spix, Hermann (* 1946), deutscher Schriftsteller
- Spix, Johann Baptist von (1781–1826), deutscher NaturwissenschaftlerJohann Baptist von Spix (1781–1826)

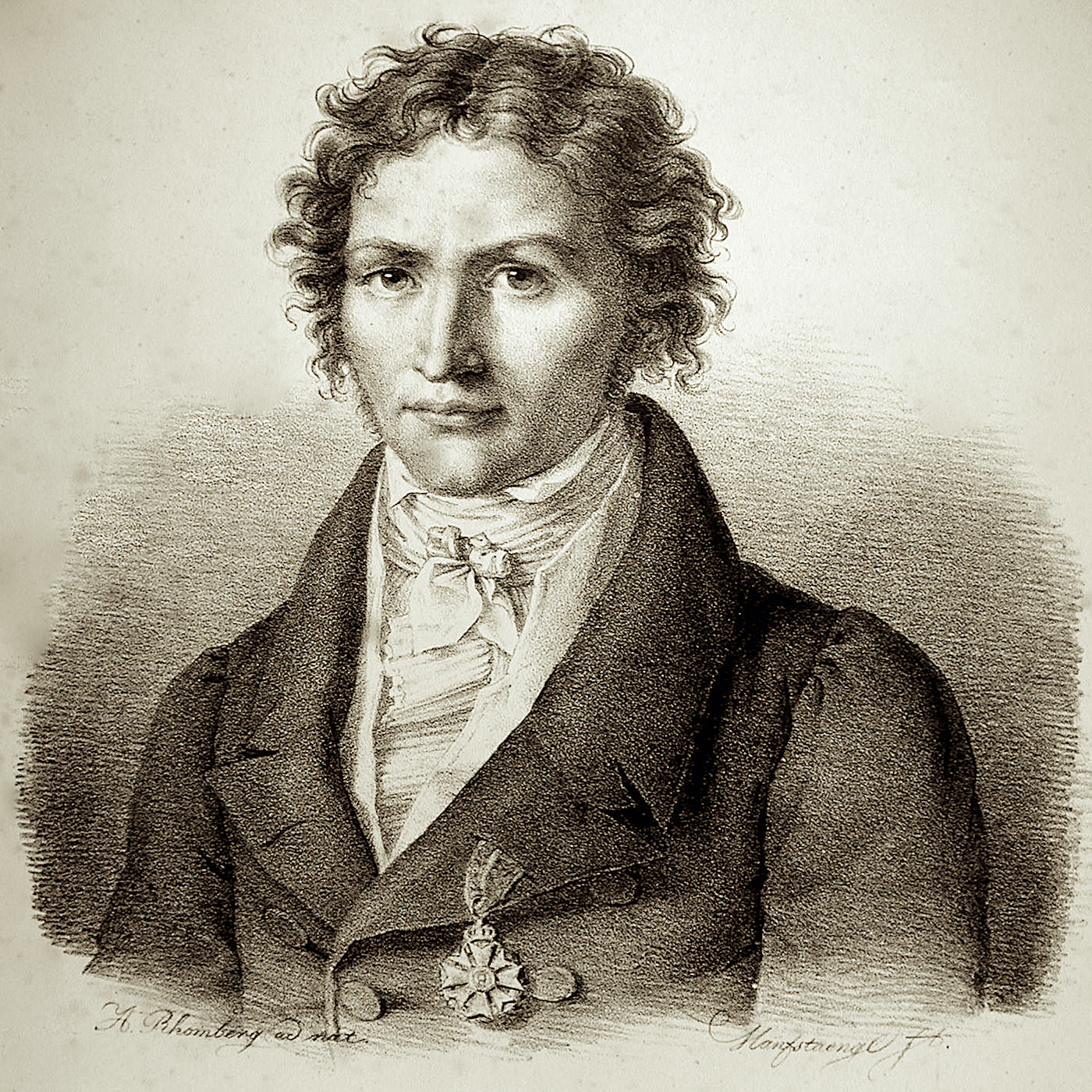
Johann Baptist von Spix (1781–1826)

- Spix, Walter (1894–1942), deutscher Ordensgeistlicher, Opfer des Nationalsozialismus

### Spiz
- Spiżak, Mirosław (* 1979), polnischer Fußballspieler
- Spizow, Denis Sergejewitsch (* 1996), russischer Skilangläufer
- Spizyn, Waleri Anatoljewitsch (* 1965), russischer Geher
- Spizyn, Wiktor Iwanowitsch (1902–1988), russischer Chemiker
- Spizzirri, Eliot (* 2001), US-amerikanischer Tennisspieler
- Spizzirri, Nicholas (* 2001), US-amerikanischer Squashspieler